# Ribeirão Preto
Ribeirão Preto (pronúncia em português: [ʁibejˈɾɐ̃w ˈpɾetu]) é um município brasileiro sede da Região Metropolitana de Ribeirão Preto (RMRP), no interior do estado de São Paulo, Região Sudeste do país. Localiza-se no nordeste paulista, distando cerca de 310 quilômetros da capital paulista. Ocupa uma área de 650,916 km², sendo que 226,35 km² estão em perímetro urbano e uma população estimada em 728 400 habitantes pelo Instituto Brasileiro de Geografia e Estatística (IBGE) em 2024.
A cidade foi fundada em 1856, período em que a região recebia muitos mineiros que saíam de suas terras já esgotadas para a mineração e procuravam pastagens para a criação de gado. No começo do século XX, a cidade passou a atrair imigrantes, que foram trabalhar na agricultura ou nas indústrias abertas na década de 1910. O café, que foi por algum tempo uma das principais fontes de renda, desvaloriza-se a partir de 1929, perdendo espaço para outras culturas e principalmente para o setor industrial. Na segunda metade do século XX foram incrementados investimentos nas áreas de saúde, biotecnologia, bioenergia e tecnologia da informação, sendo declarada em 2010 como "polo tecnológico". Essas atividades atualmente fazem com que Ribeirão Preto tenha o 29º maior PIB brasileiro. Várias rodovias ligam Ribeirão Preto a diversas cidades paulistas, tais como a Rodovia Anhanguera e a Rodovia Cândido Portinari, havendo ainda disponibilidade de ferrovias e um aeroporto, denominado  Doutor Leite Lopes.
Além da importância econômica, o município é relevante centro de saúde, educação, pesquisas, turismo de negócios e cultura do Brasil. O Parque Prefeito Luiz Roberto Jábali, o Parque Maurílio Biagi e o Bosque-Zoológico municipal, configuram-se como importantes áreas de preservação ambiental, de recreação e passeios, enquanto a Choperia Pinguim, o Theatro Pedro II e o Museu do Café, são relevantes pontos de atividades culturais e de visitação por turistas. A cidade possui o relevante festival de música, João Rock e dois grandes eventos (feiras), a Feira Nacional do Livro de Ribeirão Preto e a tradicional e famosa Agrishow, que movimentou em 2024, mais de 13,6 bilhões de reais, atraindo público (nacional e internacional) de 195 mil visitantes. Em 2019, o Governo do Estado de São Paulo, criou doze polos de desenvolvimento econômico com pacotes de benefícios setoriais para a indústria. Ribeirão Preto está em quatro deles: no de Agritech, Aeroespacial e Serviços Tecnológicos, no de Metal-metalúrgico, Máquinas e Equipamentos, no de Saúde e Farma e no da indústria de Papel, Celulose e Reflorestamento.

## Etimologia
Anterior à atual denominação do município, a cidade teve os nomes de Barra do Retiro, Capela de São Sebastião do Ribeirão Preto, Vila de São Sebastião do Ribeirão Preto, Vila de Entre Rios e Vila de Ribeirão Preto. O nome "Ribeirão Preto" deve-se ao ribeirão que atravessa a cidade, que é chamado de "Preto". Quando o distrito pertencente a São Simão foi criado, pela lei provincial nº 51, de 2 de abril de 1870, ele denominava-se Ribeirão Preto. Pela lei provincial nº 34, de 7 de abril de 1879, a vila de Ribeirão Preto tomou o nome de Entre Rios e pela lei provincial nº 99, de 30 de junho de 1881, voltou a denominar-se Ribeirão Preto.

## História

### Período pré-colonial
Os indícios mais antigos da presença humana na região próxima de Ribeirão Preto foram obtidos no sítio Corredeira, localizado no município de Serra Azul. Com datações de cerca de 3.400 anos atrás, esse antigo acampamento conta com diversos fragmentos de ferramentas de pedra lascada, assim como vestígios de fogueiras. Os primeiros habitantes da bacia do rio Pardo eram caçadores-coletores, ocupando desde as margens dos córregos e rios locais até os topos dos morros e colinas. Embora não dominassem a agricultura e a produção de vasilhames cerâmicos, esses primeiros grupos ameríndios produziam uma grande diversidade de ferramentas a partir de rochas como arenito, sílex e quartzo, assim como madeira e ossos de animais.
Embora não constem informações sobre datações obtidas nesses locais, já foram identificados cinco sítios arqueológicos com instrumentos líticos em Ribeirão Preto. Nos sítios São José do Fernão e Córrego do Bonfim, as ferramentas foram associadas à Tradição Humaitá. Nas proximidades do local onde o Ribeirão Preto deságua no Rio Pardo também foram encontrados outros dois antigos acampamentos com grande quantidade de raspadores, machados, percutores e diversos fragmentos de instrumentos líticos, sendo registrados como sítio Macaúba e sítio Sapucaia. Já o sítio Bonfim Paulista I foi encontrado em uma área mais elevada e afastada dos principais rios, o que comprova a dispersão desses primeiros grupos indígenas por vários contextos ambientais.
A introdução da agricultura na região só se deu nos primeiros séculos da Era Comum, após a chegada de grupos indígenas hoje associados às Tradições ceramistas Tupiguarani e Aratu. Ancestrais dos povos falantes de idiomas tupi-guarani e Macro-Jê, esses grupos se organizavam em aldeias maiores, cultivando espécies como milho, mandioca, amendoim, batata-doce, entre outros. Também viviam da caça, da pesca, da coleta de mel e frutas nativas como a jabuticaba, o araçá e o maracujá. No sítio arqueológico RPMA01a, localizado a cerca de 200 metros do rio Pardo, foram encontradas ferramentas de pedra feitas em basalto e outros indícios de um antigo acampamento de grupos ceramistas Tupiguarani.

### Período colonial

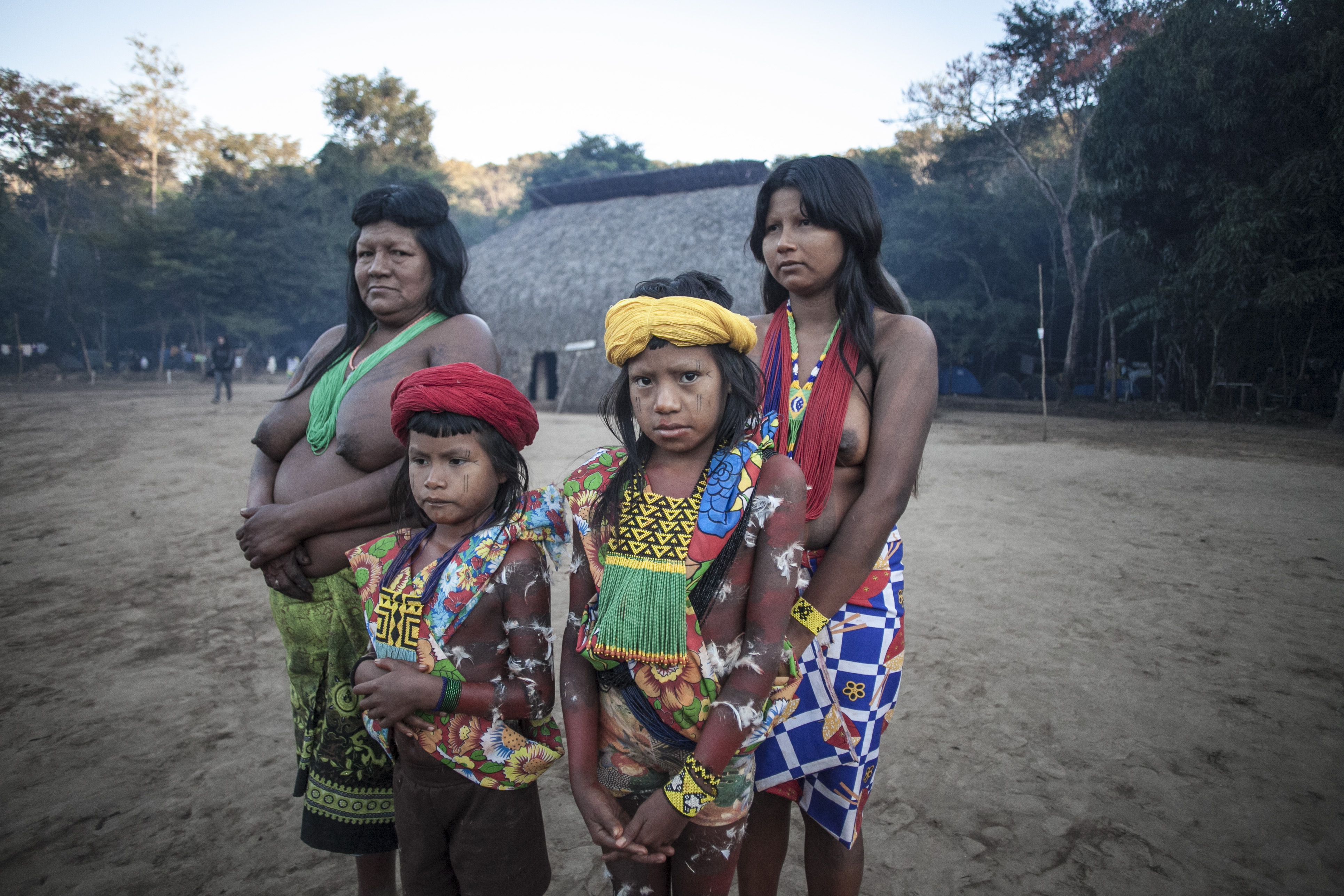
Representantes dos índios caiapós, nativos moradores da área da atual cidade

Nos séculos imediatamente anteriores ao início da colonização portuguesa, a região do vale do rio Pardo já era habitada por grupos caiapós. Apesar das poucas informações disponíveis sobre seus costumes e cultura nesse período, sabe-se que os caiapós eram falantes de um idioma da família linguística Jê, que construíam aldeias circulares, praticavam uma agricultura de corte-e-queima (também conhecida como coivara) e ocupavam um território bastante vasto, indo do atual nordeste paulista e Triângulo Mineiro até partes do Mato Grosso e Goiás.
Os relatos documentais mais antigos sobre os caiapós datam dos séculos XVII e XVIII, muitos dos quais produzidos por bandeirantes que atravessavam a região em busca de ouro e indígenas para trabalhar nas plantações das vilas do planalto e litoral paulista. Nessa época eram conhecidos como “índios bilreiros” uma alusão ao porrete utilizado tanto para combates corpo-a-corpo quanto para ser atirado à distância. Ainda assim, muitos pesquisadores afirmam que a relação entre portugueses e caiapós foi relativamente pacífica até as primeiras décadas do século XVIII, com os últimos inclusive ajudando no combate, captura e escravização de grupos indígenas rivais. Com a descoberta das minas de ouro nos estados de Goiás e Mato Grosso bem como o estabelecimento do Caminho dos Goiases, as interações entre portugueses e caiapós tornaram-se cada vez mais violentas. Apesar da resistência indígena, os conflitos frequentes e as doenças trazidas pelos colonizadores (como a varíola e a gripe) acabaram por extinguir o ramo meridional dos caiapós até fins do século XVIII, sendo que os grupos remanescentes acabaram por migrar para outras regiões do Brasil Central.
Por outro lado, as terras que hoje formam o município de Ribeirão Preto não atraíram a atenção de colonizadores paulistas, mineiros e portugueses durante praticamente todo o período colonial. Apesar de parecer próxima para os dias atuais, era relativamente grande a distância para o Caminho dos Goiases e os povoados que existiam ao longo desse trecho, fazendo com que o território entre os rios Pardo e Mojiguaçu praticamente não contasse com ranchos ou fazendas. Diversos mapas produzidos ao longo do século XVIIII demonstram essa ausência de povoamento colonial. Esse cenário só iria se modificar de forma definitiva no século XIX, já após a independência brasileira.

### Século XIX e fundação
A partir das primeiras décadas do século XIX, toda a região nordeste de São Paulo recebia muitos mineiros, chamados nas documentações de época de “entrantes”, que saíam de suas terras já esgotadas para a mineração e procuravam pastagens para a criação de gado.  Pouco a pouco, os entrantes foram se tornando mais numerosos e se espalhando pelo chamado “sertão paulista”, ocasionando a formação de diversos povoados e rotas de ligação entre essa região e o restante da Província de São Paulo. No caso específico de Ribeirão Preto, várias fazendas se formaram a partir dessa migração contínua, posteriormente dando origem a um povoado que originou o município.
Data de 1811 o primeiro registro de um povoamento mais concentrado na região, quando fazendeiros teriam se reunido para construir uma primeira capela em honra à São Sebastião. Indefinições de demarcações de terras eram comuns entre os primeiros habitantes da região, por vezes gerando conflitos e reivindicações de posse. Dentre as várias que ocorreram nessa primeira metade do século XIX, tornaram-se célebres os embates entre as famílias Dias Campos e Reis de Araújo. A querela só seria resolvida em definitivo em meados da década de 1840, quando os Dias Campos aceitaram o valor oferecido pelos Reis de Araújo para adquirir a posse definitiva das terras.
Por sua vez, segundo consta em registro, um dos primeiros donos de terras foi José Mateus dos Reis, proprietário da maior parte da Fazenda das Palmeiras e responsável por uma doação de terras no valor de 40 mil reis, "com a condição de no terreno ser levantada uma capela em louvor a São Sebastião das Palmeiras". Em 2 de novembro de 1845, no bairro das Palmeiras, era fincada uma cruz de madeira como tentativa de demarcação de um patrimônio para a futura capela de São Sebastião, embora questões de ordem jurídica e burocrática tenham dificultado essa primeira doação. Após esta primeira tentativa, outros donos de terras da Fazenda das Palmeiras decidiram contribuir com doações para a criação de um patrimônio eclesiástico local ao longo de 1852, tais como os casais José Alves da Silva e Pulcina Maria de Jesus (quatro alqueires); Miguel Bezerra dos Reis e Francelina Maria Teodora (dois alqueires); Antônio Bezerra Cavalcanti e Barbara Maria Gertrudes (dois alqueires); Mateus José dos Reis e Maria Silvéria Soares Ferreira (quatro alqueires); Luís Gonçalves Barbosa e Antônia Maria dos Anjos (um alqueire); Mariano Pedroso de Almeida e Maria Lourenço do Nascimento (quatro alqueires), além de Alexandre Antunes Maciel (dois alqueires), morador da Fazenda do Esgoto.

Entre 1853 e 1856, outros fazendeiros empreenderam doações, de forma a garantir a formação do patrimônio. De acordo com os registros históricos, participaram dessa terceira e última movimentação de doações os fazendeiros José Borges da Costa e Maria Felizarda (nove alqueires); Inácio Bruno da Costa e Maria Izidora de Jesus (nove alqueires); Severiano João da Silva e Gertrudes Maria Teodora (doze alqueires); João Alves da Silva e Ana Delfina Bezerra (trinta alqueires), todos moradores da Fazenda do Retiro. Além disso, também realizaram novas doações os casais Mariano Pedroso de Almeida e Maria Lourenço do Nascimento (dois alqueires) e José Alves da Silva e Pulcina Maria de Jesus (dois alqueires). Segundo o historiador José Antônio Lages, especializado na história do município de Ribeirão Preto:
"A insistente busca, por parte de vários moradores da construção de um patrimônio eclesiástico e sua capela na Fazenda das Palmeiras, desde 1845, além das implicações relacionadas à legalização jurídica de suas posses (...) é também um ato político significativo. Não era apenas o acesso garantido à tão desejada assistência religiosa, mas igualmente, o reconhecimento daquela incipiente comunidade, de fato e de direito, perante a Igreja oficial, portanto, perante o Estado. Não era apenas o acesso aos sacramentos, mas também a garantia de registro de nascimento, de matrimônio, de óbito, registros oficiais com todas as implicações jurídicas e sociais 
Segundo consta em alguns relatos históricos, o atual centro histórico fazia parte da Fazenda Barra do Retiro, uma das primeiras grandes propriedades de terra estabelecidas nas proximidades do ribeirão Preto. Nesse período, o povoamento que posteriormente ficou conhecido como arraial de São Sebastião fazia parte do território do município de São Simão, e do mesmo município faziam parte Dumont, Guatapará, Bonfim Paulista (atual distrito), entre outros vilarejos e cidades. Em meados do século XIX, tornou-se mais comum a vinda de novos fazendeiros oriundos do Vale do Paraíba devido ao declínio da produção do café nessa região, trazendo sementes de cafezais que aos poucos passaram a fazer parte de uma parcela relevante da economia regional.
A data da criação oficial do município (19 de junho de 1856) foi decidida somente um século depois, pela lei Municipal nº 386 de 24 de dezembro de 1954, baseada em estudo do historiador Osmani Emboaba da Costa. Nessa data se oficializou a escolha do local para o Patrimônio de São Sebastião, formado a partir das doações de terras dos proprietários locais, devendo ser construída uma capela provisória no ponto mais alto entre os ribeirões do Retiro e Preto. Essa primeira capela foi construída na atual Praça do Barão do Rio Branco em algum momento da década de 1850, em frente à Prefeitura Municipal. De acordo com a tradição oral, essa capela foi destruída em um incêndio, embora a data do ocorrido também não seja precisa. Somente em 28 de março de 1863 foi escolhido um local para construção de uma igreja que servisse como matriz do povoado. Situado na frente da antiga capela e também consagrada à São Sebastião, esse novo templo recebeu provisão de bênção 9 de janeiro de 1868, sendo erigido em terreno hoje ocupado pela praça XV de Novembro.
O crescimento do povoado se deu de forma bastante gradual em suas primeiras décadas de existência, portanto, um processo de adensamento urbano contínuo, pautado principalmente no estabelecimento de agricultores e pecuaristas, muitos deles originários de Minas Gerais. Ainda assim, censos eleitorais das décadas de 1850 e 1860 já revelam a presença de alguns comerciantes e artesãos no pequeno núcleo urbano. Se antes da década de 1870 o arraial de São Sebastião não passava de um modesto vilarejo, a introdução e popularização do cultivo do café faria isso mudar rapidamente. Em 2 de abril de 1870, o povoado foi elevado à condição de freguesia pertencente à São Simão, com o nome de São Sebastião do Ribeirão Preto. Em 12 de abril de 1871, a freguesia foi transformada em vila, sendo desmembrada do município de São Simão. O nome Ribeirão Preto faz alusão ao rio que corta o território, porém não foi o único dado à vila. Entre 1879 e 1881, a localidade foi rebatizada para Vila Entre Rios, mas a fraca aceitação popular acarretou o retorno da designação “Ribeirão Preto”.
Um importante fator que contribuiu para o desenvolvimento do município foi a chegada da linha férrea da Mogiana em 1883, que possibilitou a expansão da cultura cafeeira que existia desde 1870. A expansão do café levou a um crescimento da população que passou de 5 552 pessoas (sendo 857 escravos) em 1874, para 10 420 (1 379 escravos) em 1886. Em 1887, a Câmara Municipal de Ribeirão Preto realizou um dos atos de maior relevância de sua história, pois os vereadores aprovaram, por unanimidade em 3 de agosto daquele ano, a libertação dos escravos em Ribeirão Preto, antes mesmo da entrada em vigor da Lei Áurea, assinada em 13 de maio de 1888.
Vale destacar que em 1879 a família Dumont mudou-se de Valença (RJ) para Ribeirão Preto, onde se estabeleceu na Fazenda Arindeúva, ocupando-se com plantio e beneficiamento de café, através da empresa Dumont Coffee Company. Trazidos por seu patriarca Dr. Henrique Dumont, vieram sua esposa e seus oito filhos, dentre eles, um jovem chamado Alberto Santos Dumont. Após uma viagem que a família Dumont realizou para Paris em 1891, o idealizador Santos Dumont começou a despertar-se para área mecânica, principalmente para o motor de combustão interna, que culminou posteriormente com a construção de um balão (sem motor), que mais tarde chegou à criação de seu avião. Desde então, o jovem sonhador não parou mais de buscar alternativas, vindo a receber da Câmara Municipal de Ribeirão Preto, conforme Lei nº 100, de 4 de novembro de 1903, uma subvenção de um conto de réis para que prosseguisse as pesquisas que, três anos depois, resultaram na invenção do avião.

### Século XX

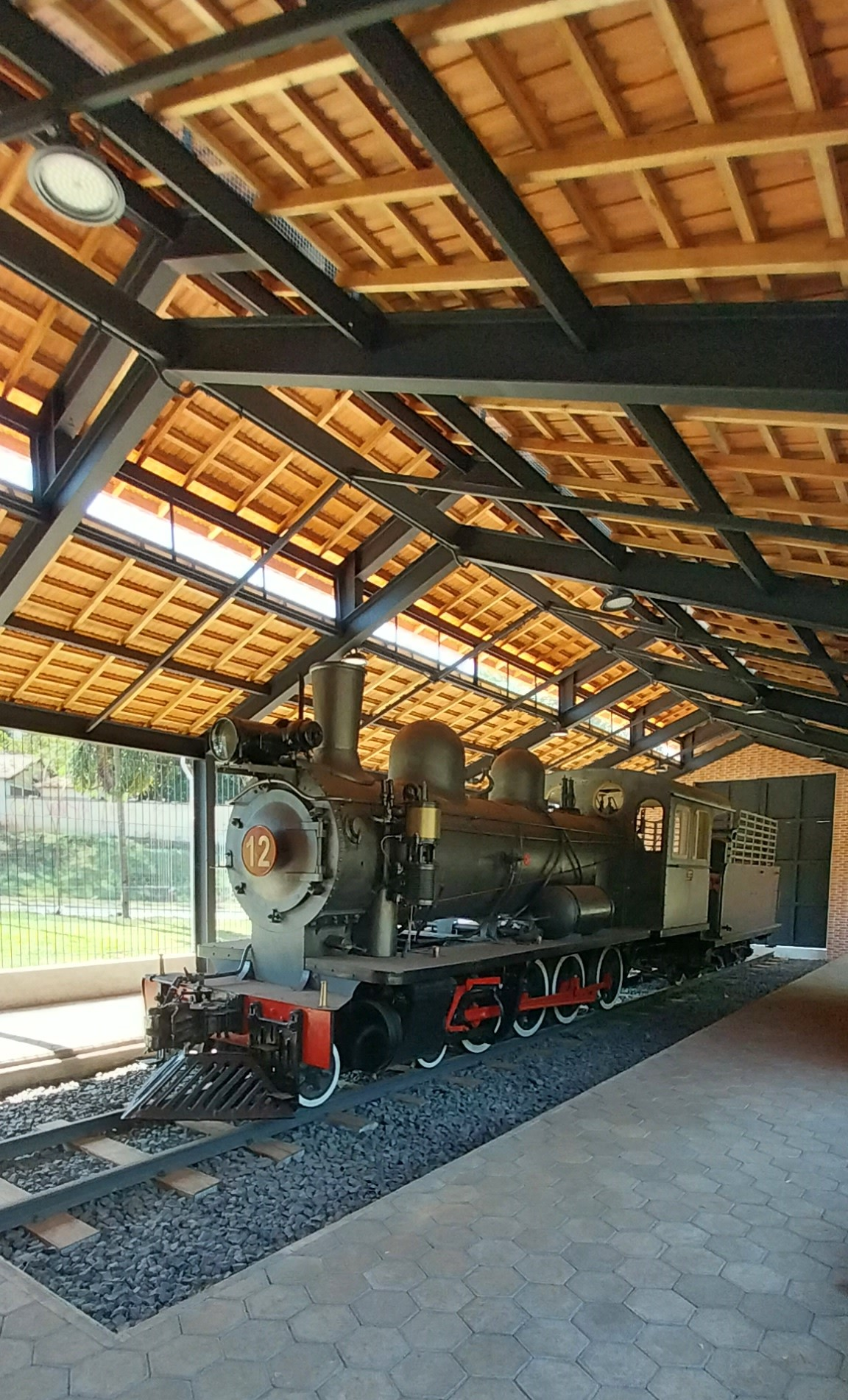
A locomotiva restaurada Amália 12, fabricada em 1912 pela alemã Borsig, em exposição no Parque Maurílio Biagi de Ribeirão Preto

Depois da assinatura da Lei Áurea que extinguiu a escravidão no Brasil, o governo da província de São Paulo passou a estimular a vinda de imigrantes europeus, provocando em Ribeirão Preto um grande aumento populacional, passando para 59 195 habitantes em 1900, um crescimento muito maior do que o registrado nos outros municípios da região durante esse período. Calcula-se que 33 199 dos 52 929 habitantes eram de origem estrangeira em 1902, sendo 83,7% italianos, 7,9% portugueses, 5,1% espanhóis e 1,7% austríacos. Muitos dos imigrantes viviam nas terras do antigo Núcleo Colonial Antônio Prado, criado pelo governo em 1887 para receber estes imigrantes para produzirem alimentos e oferecerem serviços no município. Este antigo núcleo colonial deu origem aos atuais bairros do Ipiranga, Campos Elíseos, Sumarezinho e outros bairros da zona norte e leste da cidade. Esse contingente populacional foi importante para a urbanização e desenvolvimento do município, pois muitos imigrantes já eram acostumados com a vida urbana e possuíam uma mentalidade empreendedora, criando novos estabelecimentos comerciais e industriais no município, transformando profundamente o núcleo urbano de Ribeirão Preto. De acordo com o “Almanach da Província de São Paulo para 1888”, naquela data o município contava com diversos profissionais liberais, hotéis, correios, alguns restaurantes e uma agência bancária, além de casas comerciais variadas, típicas dos principais centros urbanos paulistas do período.

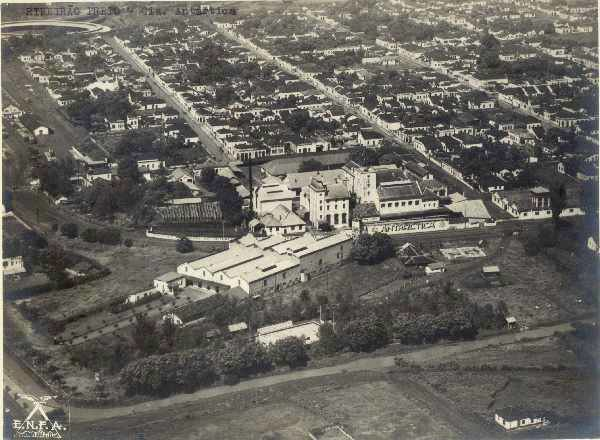
Vista aérea da Cervejaria Antarctica em 1940

Na primeira metade do século XX, Ribeirão Preto continuou atraindo imigrantes nacionais e internacionais. Um novo grupo de destaque são os japoneses, sendo o município, considerado "berço da imigração japonesa" por receber uma parte dos primeiros imigrantes que chegaram ao Brasil em 1908. Também é expressiva a chegada de árabes, especialmente sírio-libaneses. O município também atraiu durante esse século pessoas de todo o estado de São Paulo e de todo o Brasil, sendo os mais numerosos, de acordo com o censo 2000, os mineiros, paranaenses e baianos. Esse aumento da população foi acompanhado da expansão do tecido urbano para além do núcleo original. Um dos bairros mais antigos da cidade surgiu em 1893, com o loteamento do Núcleo Colonial Antônio Prado. O bairro Barracão surgiu nas imediações da estação ferroviária de mesmo nome, a principal estação no qual chegavam os imigrantes que iriam trabalhar na lavoura cafeeira. Com o adensamento populacional o bairro se subdividiu, mantendo a linha férrea da Mogiana como marco fronteiriço no qual surgiram o Barracão de Baixo, atual Campos Elísios, e o Barracão de Cima, onde atualmente localiza-se o Aeroporto Estadual Dr. Lopes. Por ser um pouco afastado do centro, esse bairro carecia de infraestrutura urbana, chegando a níveis alarmantes nos primeiros anos do século XX. As transformações, embelezamentos e modernização urbana ficaram por muito tempo restritas ao centro da cidade. Recursos implantados no centro como rede de água (1898), esgoto (1900) e energia elétrica (1899) não chegaram com a mesma velocidade nas áreas mais afastadas, ocorrendo somente nas décadas de 1910 e 1920, após seguidas reivindicações da população. Outro bairro surgido no fim do século XIX é a Vila Tibério, embora seu adensamento populacional tenha se dado nas primeiras décadas do século XX. Localizada no atual centro urbano de Ribeirão Preto, próximo da Catedral Metropolitana, o bairro teve seus primeiros arruamentos planejados a partir do fracionamento da Fazenda Monte Alegre em 1880. Por ser mais acessível à classe trabalhadora da época, sua população inicial se dividia entre os imigrantes italianos que trabalhavam nessa fazenda e funcionários das primeiras indústrias instaladas nas imediações do centro. Embora próximo, o bairro era inicialmente isolado da cidade pelo "muro de ferro" dos trilhos da Mogiana e tinha apenas um acesso pela rua Luiz da Cunha.

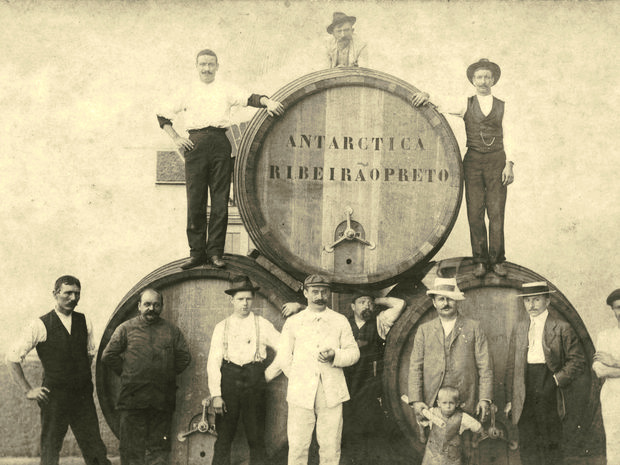
Companhia Antarctica Paulista, Ribeirão Preto.

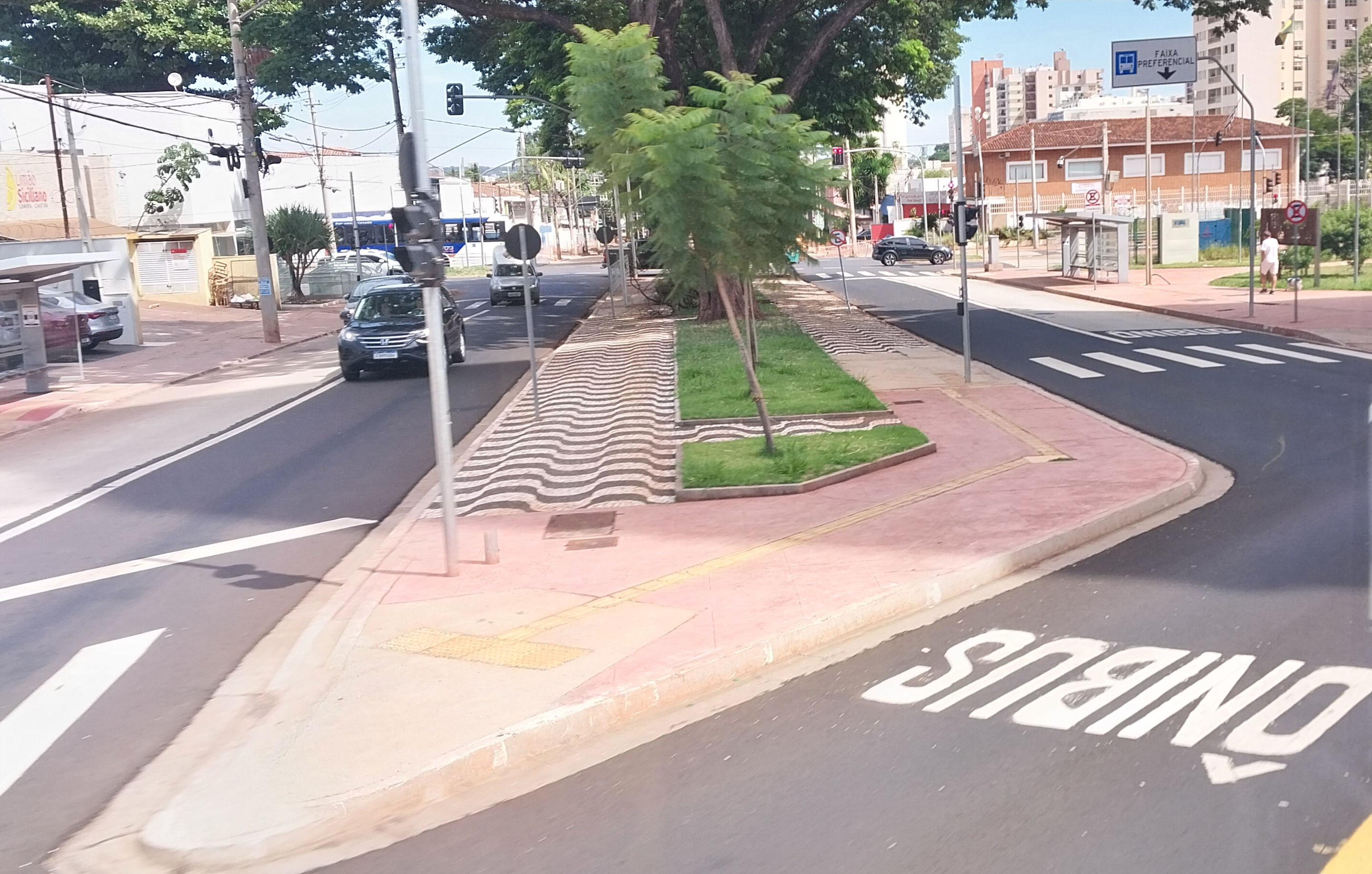
Avenida Nove de Julho (restaurada), inaugurada em 1922

A política local fundamentava seu poder na grande concentração fundiária e econômica dos cafeicultores, mas esses precisaram diversificar sua produção por causa da crise de abastecimento que ocorreu na segunda metade da década de 1910, motivadas tanto pela forte geada de 1918 quanto pela Primeira Guerra Mundial. Com isso, a cidade começou a se tornar sede de indústrias a partir desse período, ganhando destaque a instalação da Companhia Cervejaria Paulista. Por ter sido sede da Companhia Antarctica Paulista e por ter uma das mais famosas choperias do Brasil, a Choperia Pinguim, Ribeirão Preto foi conhecida também como a "Capital do Chope" assim como já foi denominada "Capital do Café" e de "Califórnia Brasileira".
Nos anos subsequentes, vivendo o auge da produção cafeeira do nordeste paulista (também conhecido na época como Oeste Novo), Ribeirão Preto passou a sediar diversas casas financeiras voltadas para o subsídio da cafeicultura, além de diversos casarões e outras edificações arquitetonicamente imponentes, como o Theatro Pedro II. A recuperação dos lucros da produção cafeicultora nos primeiros anos da década de 1920 contribuíram grandemente para esse período de crescimento de Ribeirão Preto, mas não duraria muito tempo. Os efeitos da crise de 1929 reverberam do final da década de 1920 até os primeiros anos da década de 1930, sendo responsável por essa quebra da cafeicultura, impacto econômico que a cidade demorou certo tempo até superar. Nos anos subsequentes à crise, o café foi sendo paulatinamente substituído por outras culturas, tais como a cana de açúcar, a soja, o milho, o algodão e a laranja. Nesse período também ocorreu o loteamento de várias das grandes fazendas antes prósperas na produção do café, dando origem a propriedades agrícolas de menores dimensões.

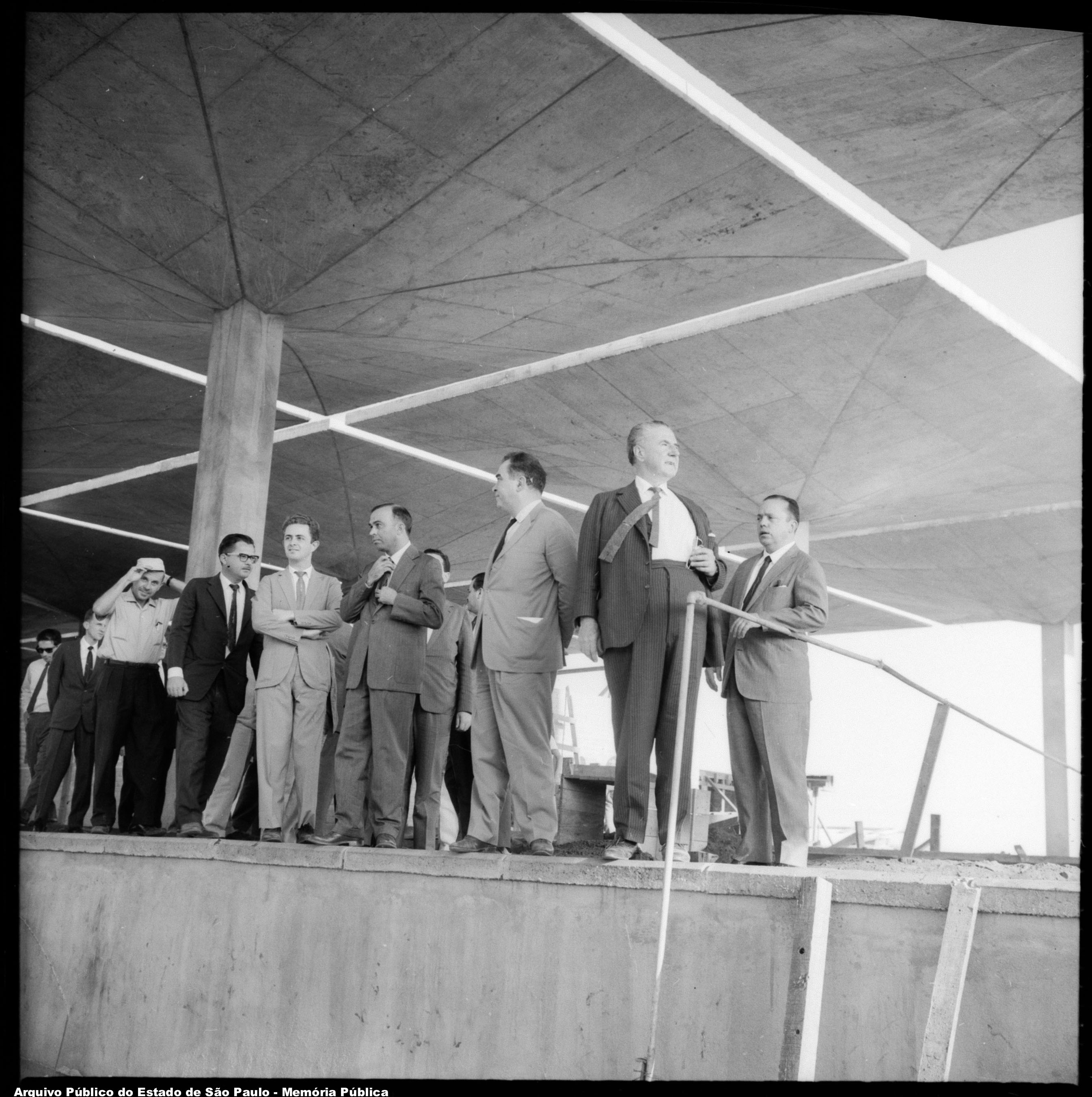
O governador Ademar de Barros (2º da direita para a esquerda) vistoria as obras da nova estação ferroviária de Ribeirão Preto da Companhia Mogiana de Estradas de Ferro em 1965

Em meados da década de 1930 foi construído o Edifício Diederichsen, o primeiro edifício da cidade e considerado por alguns historiadores o primeiro prédio multiuso do estado de São Paulo. Nas décadas de 1940 e 1950 começam a chegar as rodovias e melhorias estruturais, tais como investimentos em faculdades e universidades, assim como uma intensificação do processo de industrialização do município. O crescimento econômico desse período ampliou cada vez mais os limites urbanos de Ribeirão Preto, gerando um crescente déficit de moradias. A partir da década de 1960, moradias de baixa renda começaram a ser construídas em bairros como os Jardins Zara, Novo Mundo, Anhanguera, Grajaúna e Progresso, geralmente financiados pelo Banco Nacional de Habitação (BNH). Oficializados pelo poder público local, esses bairros surgiram também a partir do loteamento de antigas propriedades rurais no entorno da mancha urbana crescente de Ribeirão Preto, quase sempre com grandes carências de infraestrutura.
A economia de Ribeirão Preto continuou se destacando nas décadas de 1970 e 1980, apesar da crise mundial do petróleo, graças ao investimento brasileiro em novas tecnologias de combustível renovável. O programa Pró-Álcool visava substituir a gasolina por etanol a partir da fermentação da cana-de-açúcar e assim diminuir a dependência do país à importação do combustível, o que favoreceu especialmente as regiões de grande produção canavieira, como Ribeirão Preto. Por sua vez, a alta produtividade das fazendas canavieiras e usinas da região mantiveram-se ao longo das décadas seguintes, conquistando posição de destaque no cenário econômico mundial. Para além do setor bioenergético, os incrementos e investimentos municipais nas áreas de saúde, biotecnologia e tecnologia da informação, fizeram com que Ribeirão Preto fosse considerada em 2010 como "polo tecnológico".

## Geografia

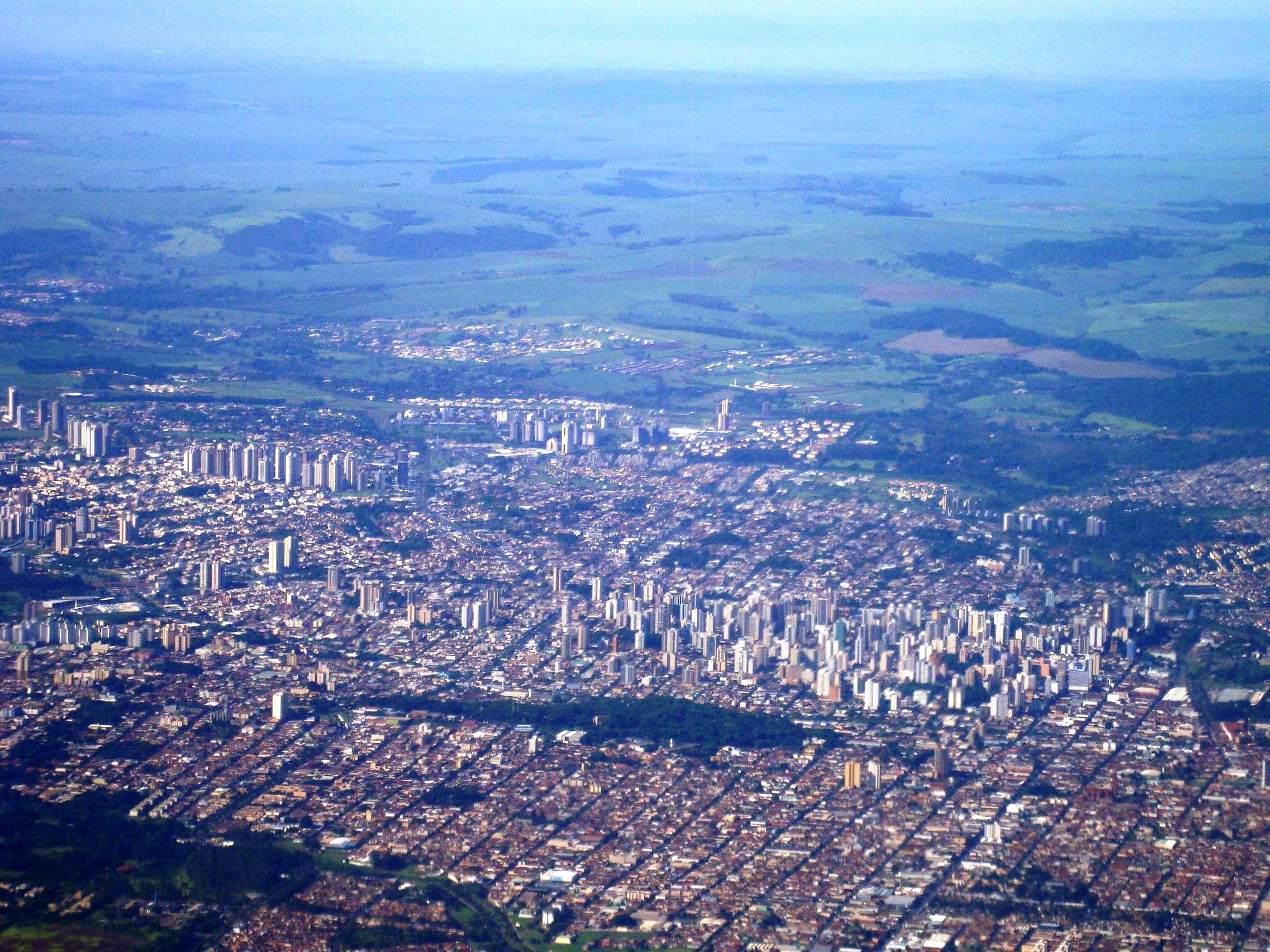
Fotografia aérea da região central de Ribeirão Preto em 2010

A área de Ribeirão Preto, segundo o Instituto Brasileiro de Geografia e Estatística (IBGE), é de 650,916 km², dos quais 226,355 km² são de áreas urbanas (2015), a quarta maior do estado de São Paulo. Distante 315 quilômetros de São Paulo, capital estadual, limita-se com os municípios de Guatapará a sul, Cravinhos a sudeste, Jardinópolis a norte, Serrana a leste, Dumont a oeste, Sertãozinho a noroeste e Brodowski a nordeste.

### Relevo e hidrografia
No relevo de Ribeirão Preto apresenta-se predominância de áreas onduladas, sendo composto por colinas amplas e baixas e com topos tabulares. As altitudes encontram-se entre 500 e 700 metros e as declividades médias variam em torno de 2% a 10%. A altitude média do município é de 544,8 metros. Nos vales os entalhamentos têm valores médios inferiores a 20 metros, onde as dimensões dos interflúvios variam de 750 até 3 750 metros, sendo os principais cursos d'água formados pelos rios Pardo e Mogi-Guaçu e seus tributários.

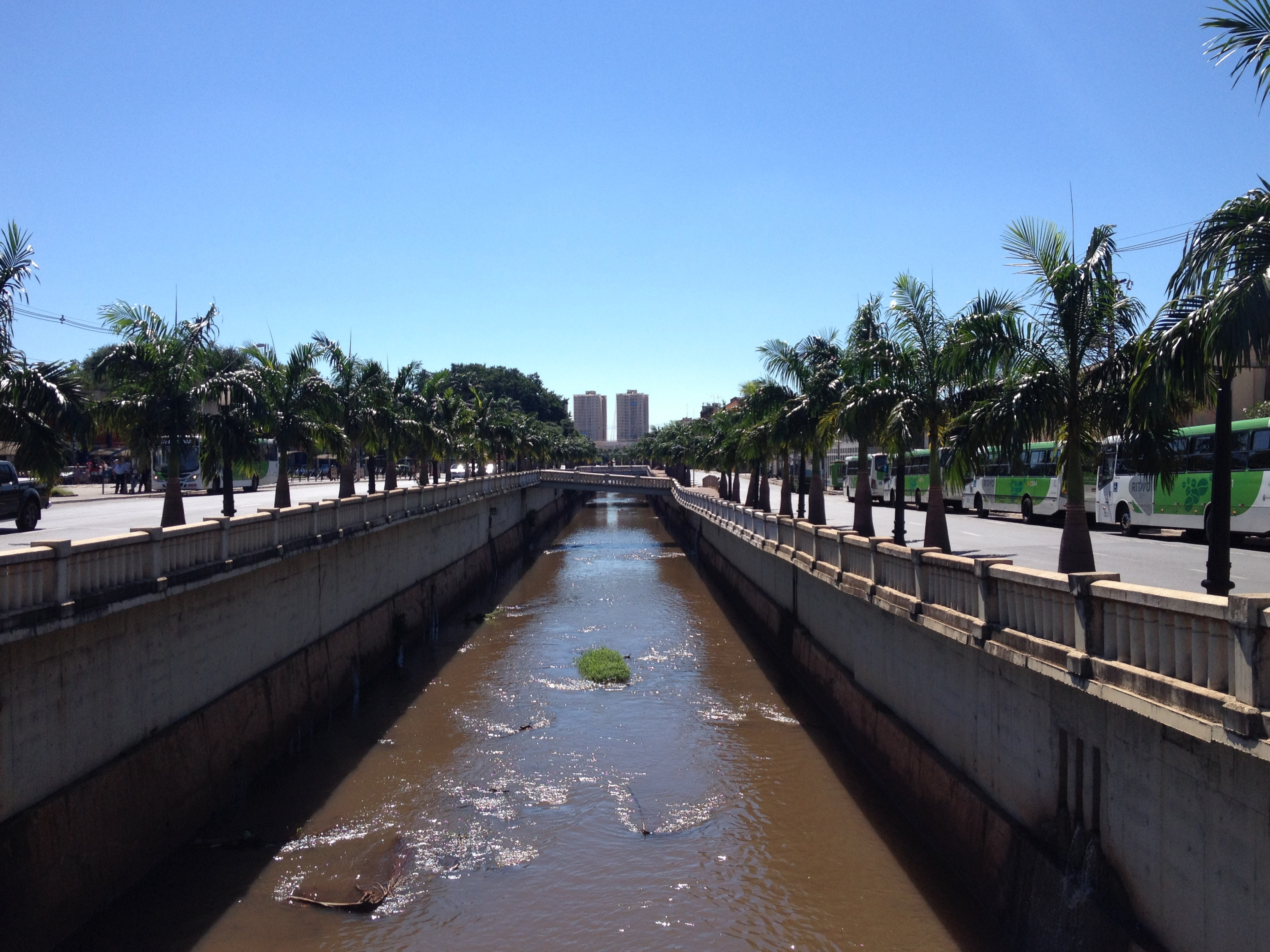
Ribeirão Preto recebeu este nome em função do córrego de mesmo nome.

A densidade do relevo interfere diretamente no seguimento das redes de drenagem, assim com estas também são capazes de modificar a configuração da superfície. Além dos rios Pardo e Mogi-Guaçu, citados anteriormente, cujas bacias são as maiores e mais abrangentes em Ribeirão Preto, o município também é banhado pelo Rio Grande, Rio Sapucaí, Rio Turvo e Rio Jacaré-Guaçu.
A Agência Nacional do Petróleo, Gás Natural e Biocombustíveis (ANP) constatou, por meio, de um levantamento aerogravimétrico, que a Bacia do Paraná, bacia sedimentar a qual Ribeirão Preto se encontra, apontou indícios de petróleo e gás em um trecho compreendido entre a cidade e o município de Rio Verde, em Goiás. Com 1,1 milhão de quilômetros quadrados, a Bacia do Paraná fica localizada no continente entre o Sul e o Centro-Oeste do Brasil e, pelo fato de o Brasil ter privilegiado a exploração de petróleo e gás no mar, seu potencial ainda é praticamente desconhecido. A Bacia é caracterizada pela presença de solo sedimentar formado do Devoniano ao Cretáceo e com forte presença de rochas vulcânicas.
Ribeirão Preto é abastecida na sua totalidade, por água subterrânea extraída do Aquífero Guarani, desde que começou a explorá-lo, em 1930, o município utilizou 3,2 bilhões de m³ de água do reservatório. A Agência Nacional de Águas (ANA), ligada ao Governo Federal, aponta que a cidade deve adotar um novo manancial para o abastecimento, pois conforme o estudo, intitulado ‘Atlas do Abastecimento de Água’, “o manancial existente [Aquífero Guarani] não atende à demanda” e foi detectado “o rebaixamento do lençol freático”. Após a divulgação do estudo da ANA, a Prefeitura de Ribeirão Preto protocolou junto ao Ministério das Cidades, um projeto para captar água do rio Pardo, que possui disponibilidade hídrica suficiente.

### Meio ambiente e áreas verdes

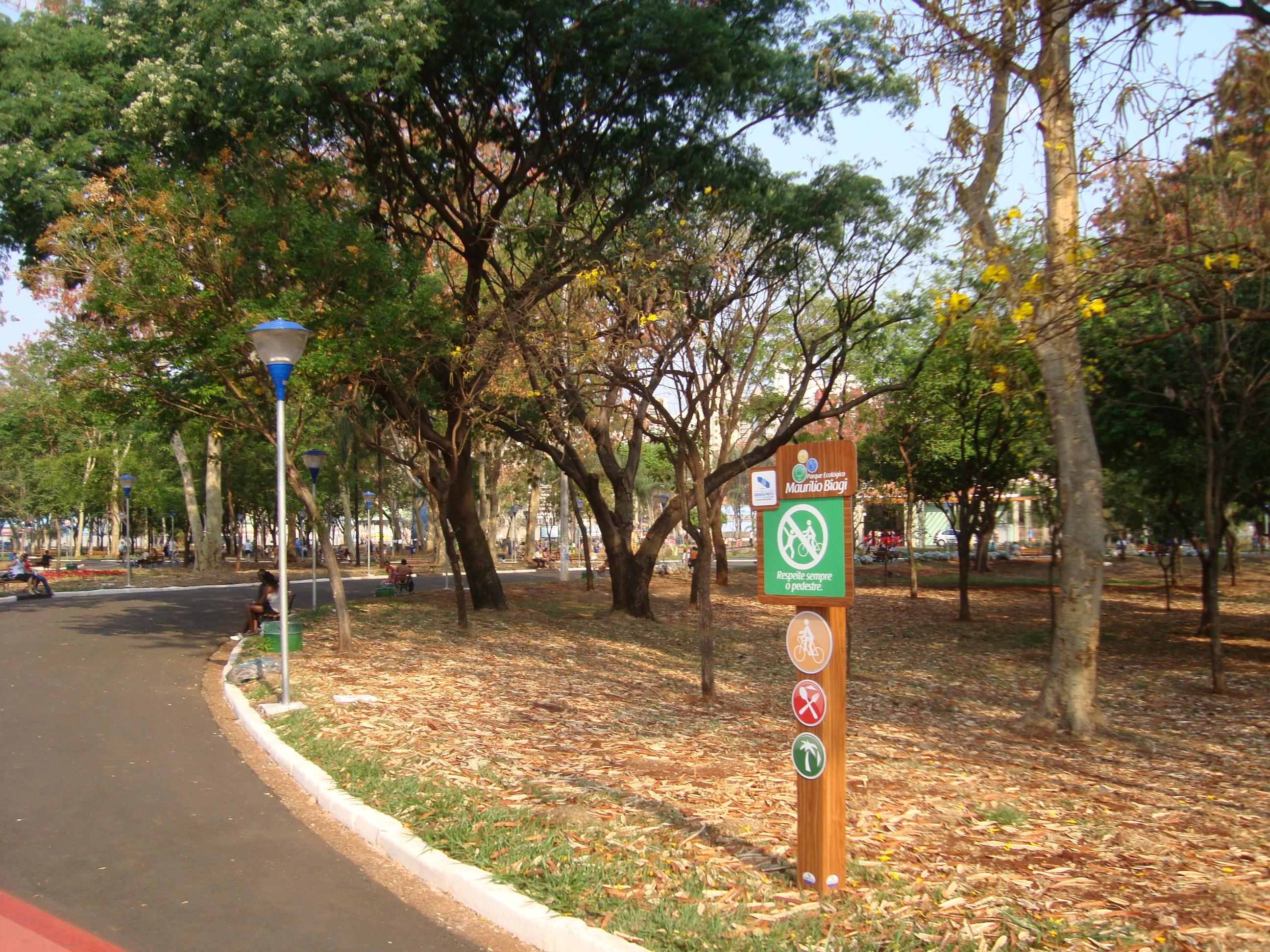
Parque Ecológico Maurílio Biagi

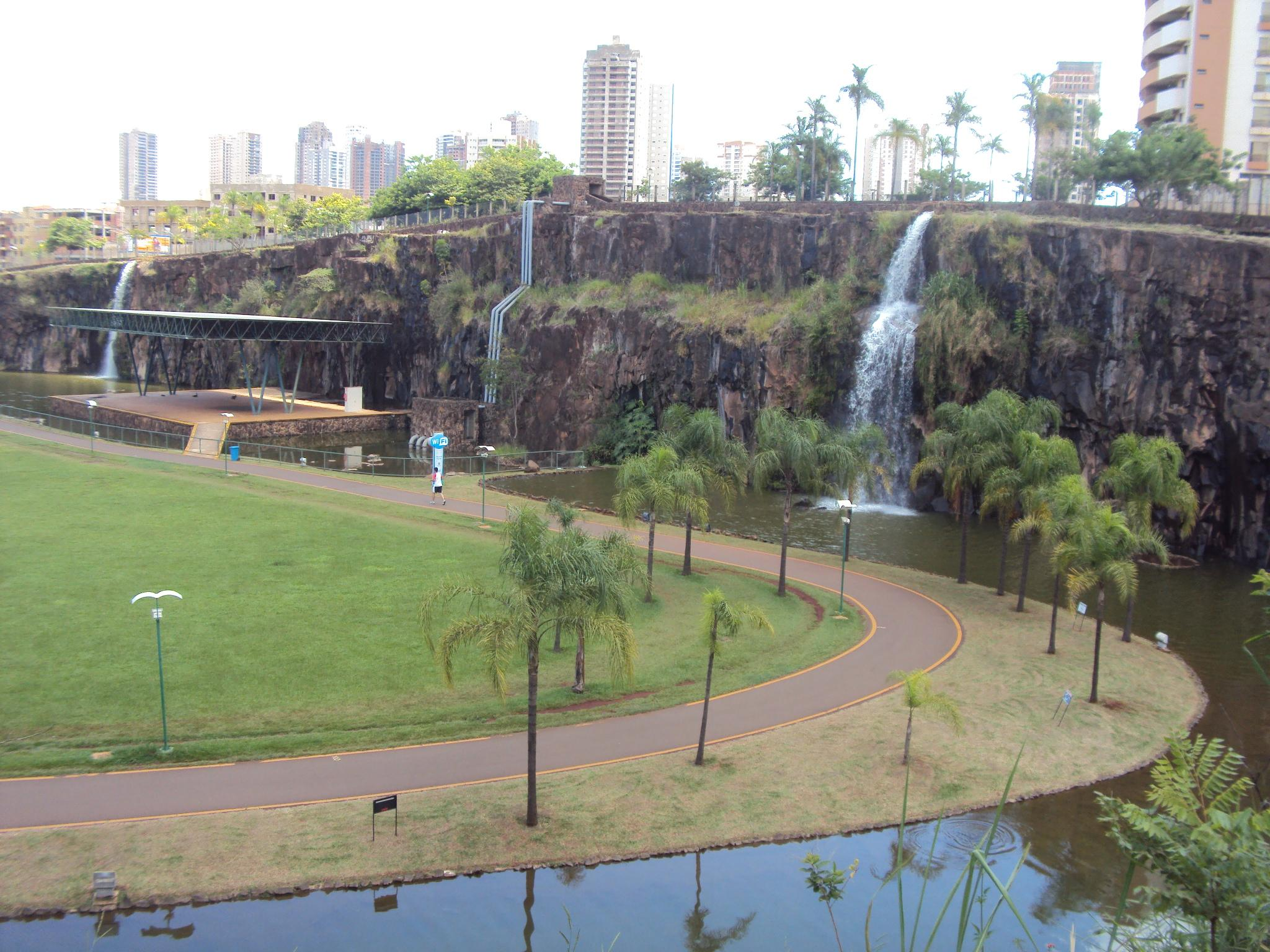
Parque Dr. Luis Carlos Raya

Ribeirão Preto possui seu território no bioma da Mata Atlântica, que se apresenta em fragmentos remanescentes de várias unidades fitogeográficas, tais como a floresta estacional semidecidual, a floresta paludosa e a floresta estacional decidual e, em alguns trechos (principalmente onde o solo é mais arenoso e há grande ocorrência de erosão), características de cerrado. Em 2005 havia 102 remanescentes florestais (99 com vegetação natural correspondendo a 3,8% da área do município), classificados em nestes quatro grupos de vegetação: 1,37% faziam parte da floresta estacional semidecidual, 1,06% da estacional decidual, 0,64 da floresta estacional semidecidual com influência fluvial permanente (mata paludícola) e 0,83% eram cerrado.
O município também possui duas unidades de conservação, segundo a Associação Brasileira do Agronegócio da Região de Ribeirão Preto (ABAG/RP); a Área de Preservação Ambiental (APA) do Morro do São Bento, que foi criada pela Lei Estadual n.º 6131 de 27 de maio de 1988 e possui 1,9 hectares, e a Estação Ecológica de Ribeirão Preto, com 154,2 hectares. Por iniciativa da Secretaria Municipal de Meio Ambiente, foi criado em 2010 o programa "Vamos Arborizar Ribeirão" que, até o final de 2012, realizou mais de 30 mil plantios em áreas verdes públicas e de preservação permanente.
Dentre as áreas verdes, Ribeirão Preto possui diversas praças, além de alguns parques, como: Parque Prefeito Luiz Roberto Jábali, conhecido como "Curupira" (Zona Sul); Parque Ecológico Guarani (Zona Leste); Parque Luís Carlos Raya, conhecido como Parque do Jardim Botânico (Zona Sul); Parque Dr. Fernando de Freitas Monteiro da Silva (Zona Sul); Parque Jardim Nova Aliança (Zona Sul); Parque Roberto de Mello Genaro (Região Centro-Sul); Parque Francisco Prestes Maia (Região Centro-Oeste); Parque Ulysses Guimarães (Zona Norte); Parque São Bento (Zona Norte); Parque Tom Jobim (Zona Noroeste); Parque Ecológico Ângelo Rinaldi (Horto Municipal) (Zona Oeste); Parque Maurílio Biagi (Região Central); Parque Ecológico Santa Luzia (em implantação), Parque Ecológico e Social Rubem Cione, maior parque em área do município totalizando 256.850 m² (Zona Oeste).
Ribeirão Preto ganhou sua primeira Ecopraça, que começou a funcionar na Praça José Rossi, no bairro Vila Virgínia. O projeto tem como principal objetivo evitar o periódico descarte irregular de lixo e de entulho nas áreas de lazer do município.

### Clima

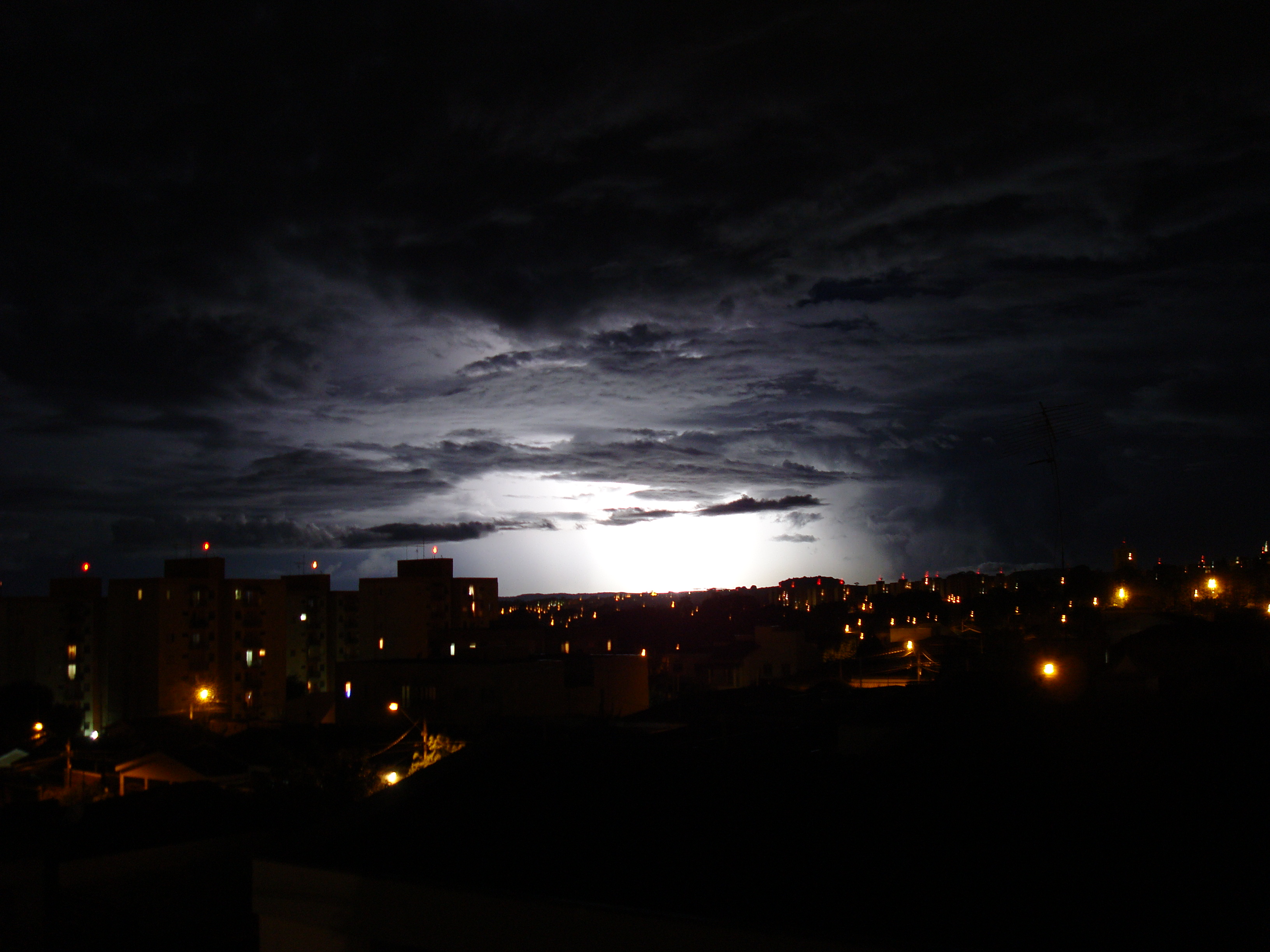
Relâmpagos em Ribeirão Preto durante um temporal

O clima de Ribeirão Preto é caracterizado tropical semiúmido, do tipo Aw na classificação climática de Köppen-Geiger, com verões quentes e chuvosos e invernos secos com temperaturas mais amenas, havendo por vezes episódios de frio intenso, com mínimas abaixo dos 5 °C. As precipitações ocorrem sob a forma de chuva e, em algumas ocasiões, de granizo, podendo virem acompanhadas de raios e trovoadas, e serem de forte intensidade. Também podem ocorrer alguns episódios de forte ventania, com rajadas chegando a ultrapassar 100 km/h. Na estação seca, os índices de umidade do ar despencam, podendo cair para abaixo de 30% ou mesmo dos 20%, muito abaixo dos 60% ideais estabelecidos pela Organização Mundial da Saúde (OMS).
Segundo dados do Centro Integrado de Informações Agrometeorológicas (CIIAGRO-SP), desde 1991 a menor temperatura registrada em Ribeirão Preto foi de 0 °C em 10 de julho de 1994 e a maior atingiu 40,4 °C em 8 de outubro de 2020. De acordo com o Instituto Agronômico de Campinas, a temperatura mais baixa oficialmente registrada na relva em Ribeirão Preto foi de - 8,1°C, em 21 de julho de 1981. 
O maior acumulado de precipitação em 24 horas alcançou 120 mm em 5 de fevereiro de 1993. Outros acumulados iguais ou superiores a 100 mm foram 113,8 mm em 20 de dezembro de 2004, 112,1 mm em 30 de janeiro de 2003, 108 mm em 23 de novembro de 1993 e 102,2 mm em 10 de dezembro de 1991. O mês mais chuvoso foi de janeiro de 2003, com 561,2 mm acumulados.
| Dados climatológicos para Ribeirão Preto | Dados climatológicos para Ribeirão Preto | Dados climatológicos para Ribeirão Preto | Dados climatológicos para Ribeirão Preto | Dados climatológicos para Ribeirão Preto | Dados climatológicos para Ribeirão Preto | Dados climatológicos para Ribeirão Preto | Dados climatológicos para Ribeirão Preto | Dados climatológicos para Ribeirão Preto | Dados climatológicos para Ribeirão Preto | Dados climatológicos para Ribeirão Preto | Dados climatológicos para Ribeirão Preto | Dados climatológicos para Ribeirão Preto | Dados climatológicos para Ribeirão Preto |
| Mês | Jan                                      | Fev                                      | Mar                                      | Abr                                      | Mai                                      | Jun                                      | Jul                                      | Ago                                      | Set                                      | Out                                      | Nov                                      | Dez                                      | Ano                                      |
| --- | ---------------------------------------- | ---------------------------------------- | ---------------------------------------- | ---------------------------------------- | ---------------------------------------- | ---------------------------------------- | ---------------------------------------- | ---------------------------------------- | ---------------------------------------- | ---------------------------------------- | ---------------------------------------- | ---------------------------------------- | ---------------------------------------- |
| Temperatura máxima recorde (°C) | 36,9                                     | 37,2                                     | 36,1                                     | 35,2                                     | 32,5                                     | 31,7                                     | 33,4                                     | 36,5                                     | 39,3                                     | 40,4                                     | 38,3                                     | 38,8                                     | 40,4                                     |
| Temperatura máxima média (°C) | 30,1                                     | 30,5                                     | 30,2                                     | 29,4                                     | 26,8                                     | 26,4                                     | 27                                       | 29,1                                     | 30,5                                     | 31,3                                     | 30,4                                     | 30,3                                     | 29,3                                     |
| Temperatura média (°C) | 24,9                                     | 25                                       | 24,7                                     | 23,3                                     | 20,6                                     | 19,9                                     | 19,9                                     | 21,6                                     | 23,5                                     | 24,8                                     | 24,5                                     | 24,8                                     | 23,1                                     |
| Temperatura mínima média (°C) | 19,7                                     | 19,5                                     | 19,1                                     | 17,3                                     | 14,3                                     | 13,3                                     | 12,8                                     | 14,1                                     | 16,5                                     | 18,3                                     | 18,6                                     | 19,3                                     | 16,9                                     |
| Temperatura mínima recorde (°C) | 14,6                                     | 14                                       | 13,5                                     | 5,8                                      | 5,3                                      | 0,2                                      | 0                                        | 3,8                                      | 4,9                                      | 9,6                                      | 10,5                                     | 12,3                                     | 0                                        |
| Precipitação (mm) | 265,8                                    | 209,3                                    | 158,6                                    | 65                                       | 58,2                                     | 26,8                                     | 15,9                                     | 16,8                                     | 60,8                                     | 103,9                                    | 176                                      | 235                                      | 1 392,1                                  |
| Fonte: Centro Integrado de Informações Agrometeorológicas (CIIAGRO-SP) (recordes de temperatura: 01/07/1991-presente; médias climatológicas: 1991-2020) |                                          |                                          |                                          |                                          |                                          |                                          |                                          |                                          |                                          |                                          |                                          |                                          |                                          |

## Demografia
Em 2022, a população do município foi contada pelo Instituto Brasileiro de Geografia e Estatística (IBGE) em 698 642 habitantes, sendo o oitavo mais populoso do estado e o mais populoso da Mesorregião de Ribeirão Preto, apresentando uma densidade populacional de 1072,73 habitantes por km², com média de 2,61 moradores por domicílio. Sendo que as mulheres são maioria, representando 52,43% (366.324) dos moradores, contra 47,57% (332.318) dos homens, uma diferença de 34.006. Em nível nacional é a décima primeira cidade mais populosa do País sem contar as capitais – no geral é a 29ª e no Estado é a oitava, incluindo a capital paulista, segundo o censo 2022 do IBGE, quando a população ribeirão-pretana cresceu 15,48% em relação ao valor do Censo 2010. No Estado de São Paulo, foi o terceiro município com maior crescimento de valor absoluto, somando 93 960 novos habitantes entre os referidos censos.
O Índice de Desenvolvimento Humano Municipal (IDH-M) de Ribeirão Preto é considerado elevado pelo Programa das Nações Unidas para o Desenvolvimento (PNUD). Seu valor em 2010 era de 0,800, sendo o sexto maior de todo o estado de São Paulo (em 645 municípios); o oitavo de toda Região Sudeste do Brasil (em 1666) e o 40° de todo Brasil (entre 5507). A cidade possui a maioria dos indicadores elevados e acima com os da média nacional segundo o PNUD.

### Região metropolitana

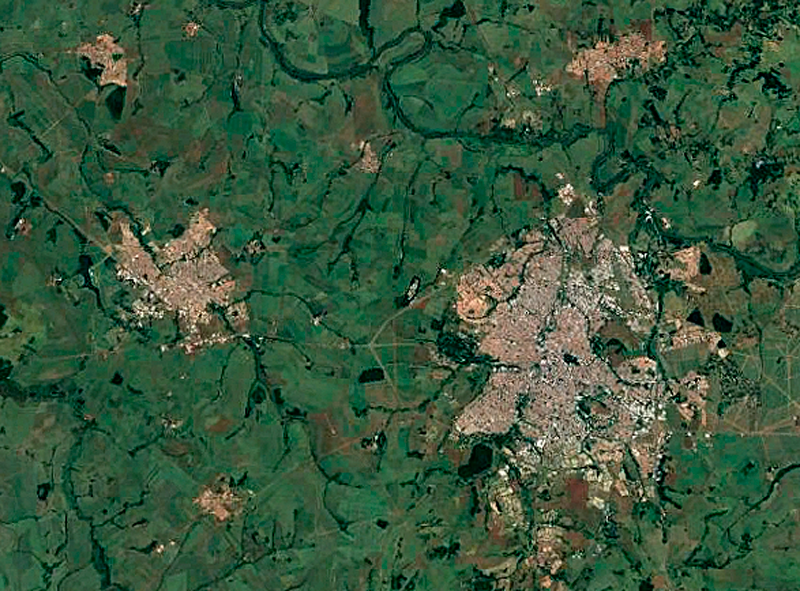
Imagem de satélite de Ribeirão Preto (à direita) e Sertãozinho (à esquerda)

A Região Metropolitana de Ribeirão Preto é uma aglomeração urbana do território paulista. Conta com 14 787,890 km² (5,96% do Estado e 0,17% do país). Em relação à população, a região metropolitana tinha em 2021 cerca de 1,755 milhão de habitantes (3,8% do Estado e 0,82% do país) e seu Produto Interno Bruto (PIB) estimado no ano base de 2017 era de 66,99 bilhões de reais (3,25% do PIB do Estado e 1,05% do PIB brasileiro). É composta por 34 municípios, sendo que oito deles estão localizados às margens da rodovia Anhanguera. Com isso, a RMRP passa a ser a 18ª mais populosa e a 15ª com maior PIB do país (ano 2017).

### Composição étnica
No ano de 2010 havia 1 556 emigrantes que vieram de outras partes do estado de São Paulo e do Brasil, de acordo com o IBGE. Por outro lado, 1 556 saíram de Ribeirão Preto para ir para outros países, sendo que 359 deles foram para o Estados Unidos (23,07%), 228 (14,65%) foram para o Japão e 149 (9,58%) para o Reino Unido.
|                                                  |  |                                            |
| Jardim japonês no Bosque Municipal Fábio Barreto |  | Casa da Memória Italiana de Ribeirão Preto |

O auge da imigração em Ribeirão Preto ocorreu no começo do século XX, quando os imigrantes que chegavam ao Brasil procuravam emprego nas fazendas de café do interior paulista. Conforme citado anteriormente, calcula-se que 33 199 dos 52 929 habitantes eram de origem estrangeira em 1902, sendo 83,7% italianos, 7,9% portugueses, 5,1% espanhóis e 1,7% austríacos. Esse contingente populacional foi importante para a urbanização e desenvolvimento do município, pois muitos imigrantes foram responsáveis pela abertura de estabelecimentos comerciais e industriais no município, transformando Ribeirão Preto, que era até então uma simples vila agrícola.
Conforme estudo da Fundação Sistema Estadual de Análise de Dados, Ribeirão Preto lidera atualmente a atração de migrantes no estado de São Paulo, enquanto a maior parte do estado teve reduzido o ritmo de recebimento de migrantes, na última década, a região de Ribeirão Preto continuou acelerando o crescimento populacional impulsionado por quem vem de fora. Entre as 15 regiões administrativas (RAs) paulistas, a de Ribeirão Preto apresentou a maior taxa anual de migração paulista na última década, a uma velocidade de 7,58 novos moradores ao ano para cada mil que já existiam. Em todo o Estado, o ritmo foi bem menor, de 1,21. A cidade de Ribeirão Preto recebeu novos moradores numa velocidade oito vezes maior que o Estado, com 10,09 migrantes anuais para cada mil já estabelecidos.

### Pobreza, desigualdade e crescimento
O coeficiente de Gini, que mede a desigualdade social, é de 0,45, sendo que 1,00 é o pior número e 0,00 é o melhor. A incidência da pobreza, medida pelo IBGE, é de 11,75%, o limite inferior da incidência de pobreza é de 8,16%, o superior é de 15,35% e a incidência da pobreza subjetiva é de 8,75%.

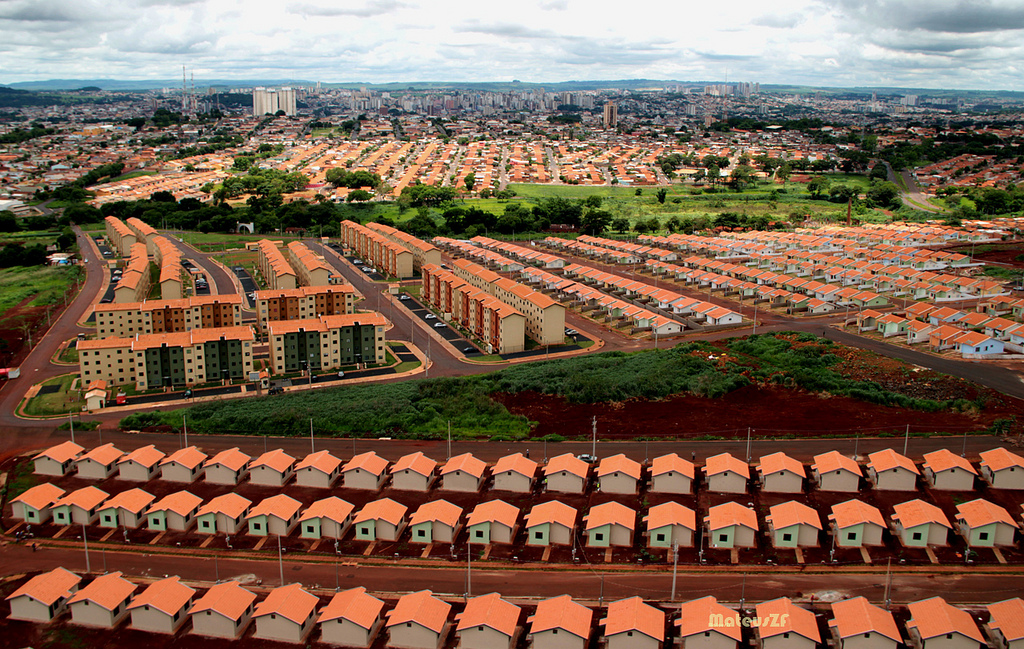
Conjunto Habitacional (COHAB) em Ribeirão Preto

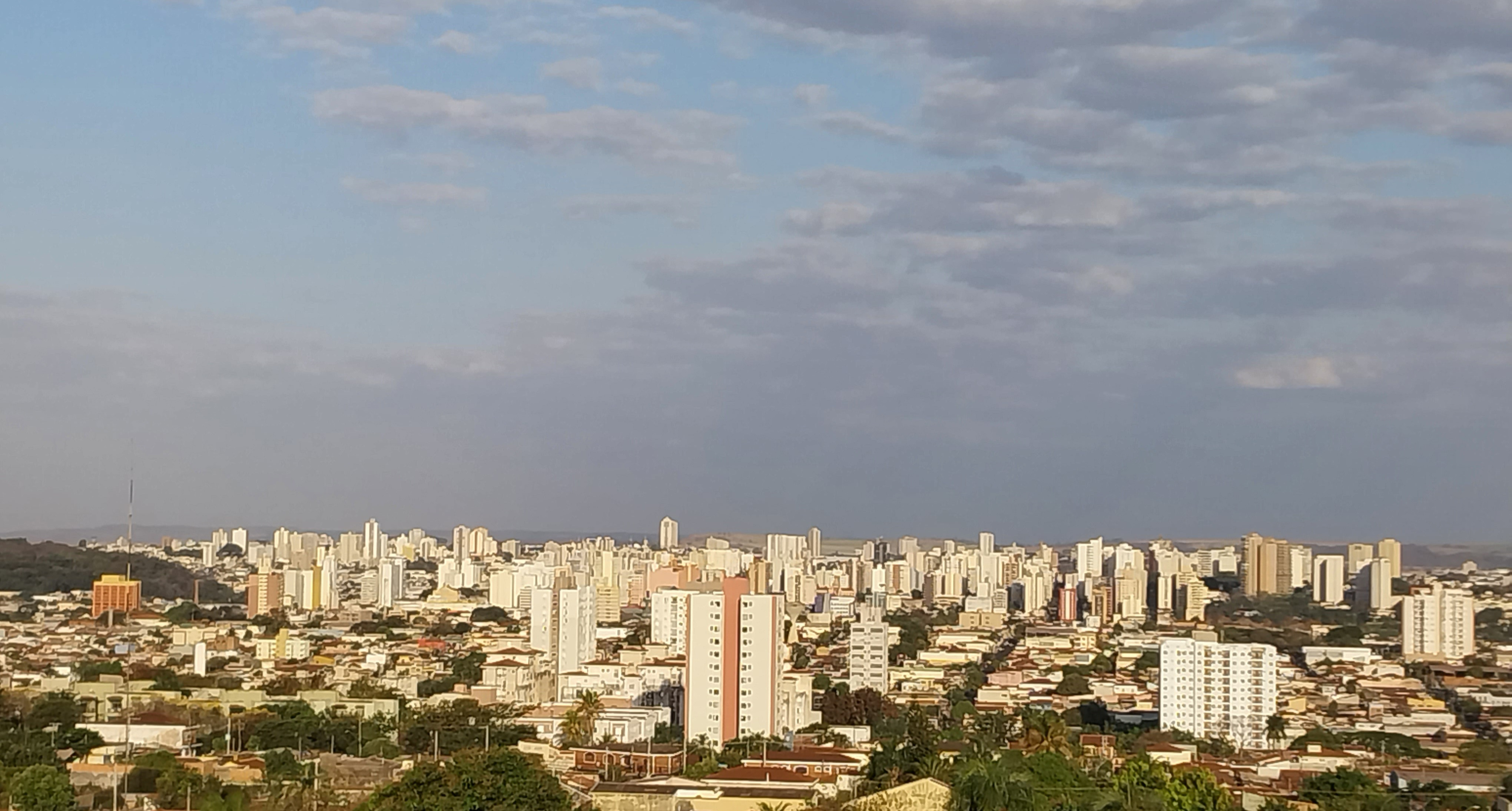
Vista do Centro e Vila Tibério, a partir do Bairro Monte Alegre

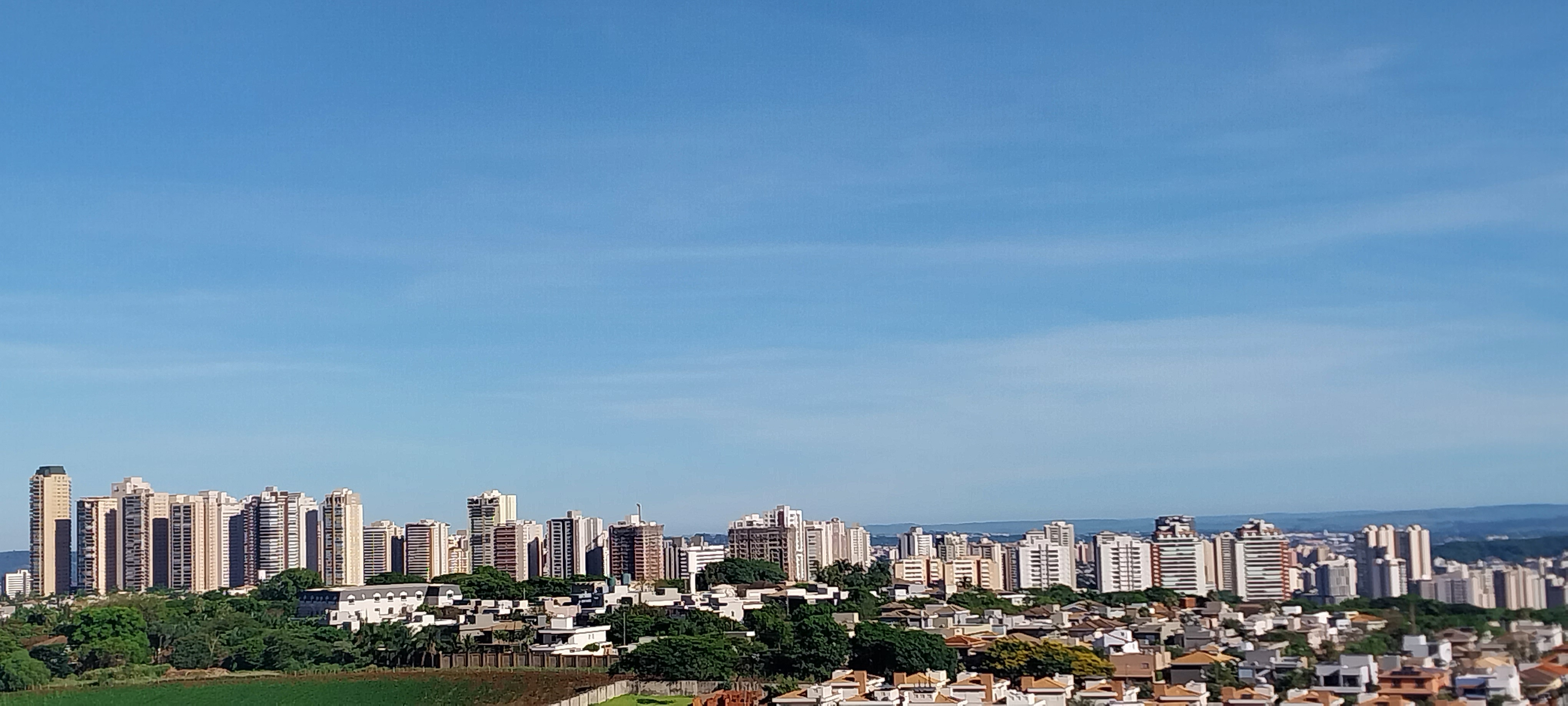
Vista parcial da zona sul - Avenida João Fiúsa e Jardim Botânico

De 1991 a 2010, a proporção de pessoas com renda domiciliar per capita de até meio salário-mínimo reduziu-se em 14,0%. Em 2010 88,3% da população vivia acima da linha da pobreza, 7,4% encontrava-se na linha da pobreza e 4,3% estava abaixo. Em 2000, a participação dos 20% da população mais rica da cidade no rendimento total municipal era de 61,1%, 21 vezes superior à dos 20% mais pobres, que era de 3,0%, sendo que em 1991 a participação dos 20% mais pobres era de 4,0%, ou seja, do começo da década de 90 até o ano de 2000 houve crescimento da desigualdade social na cidade.
Conforme o Censo 2022, o município de Ribeirão Preto tinha 321.949 domicílios, sendo 321.229 particulares permanentes, 375 particulares improvisados e 345 coletivos, sendo que 265.935 eram domicílios particulares permanentes ocupados (DPPO), com média de 2,61 moradores por domicílio.
Segundo a prefeitura, em 2023 havia mais de 100 favelas com milhares de famílias vivendo nelas, por isso, foi criado pelo poder público municipal o Programa de Regularização Fundiária, que reúne um conjunto de medidas urbanísticas, jurídicas, ambientais e sociais que visam promover o direito à moradia digna. O programa já nasceu grande, abrangendo 59 núcleos urbanos informais que estão em áreas passíveis de regularização, sendo estimadas 7.725 famílias.
Em contraste com as áreas subdesenvolvidas, Ribeirão Preto passa atualmente por uma grande expansão urbana, focada principalmente em cinco polos nas regiões sul, leste e oeste da cidade: as avenidas Maurílio Biagi, Dr. Celso Charuri, Caramuru, Wladimir Meirelles Ferreira e Braz Olaia Acosta, o bairro Jardim Botânico, Avenida Professor João Fiúsa (que será prolongada até o Distrito de Bonfim Paulista) e os entorno do Golfe, como os bairros Nova Aliança Sul e Jardim Nova Aliança.
O principal eixo em desenvolvimento de Ribeirão Preto, sendo representada pela grande onda que vem tomando conta da cidade, nas últimas duas décadas. A avenida Presidente Vargas, que começa junto à região central e se estende por toda a Zona Sul, é o símbolo maior deste crescimento, no trecho que vai do cruzamento com a avenida Nove de Julho — marco inicial da Pres. Vargas — até o Anel Viário Sul, tornou-se um importante corredor urbano, cuja maior vocação é o comércio e os serviços. Nesta região situam-se dois importantes shoppings, o Ribeirão Shopping e o Shopping Iguatemi Ribeirão Preto.

### Religião
Tal qual a variedade cultural verificável em Ribeirão Preto, são diversas as manifestações religiosas presentes na cidade. Embora tenha se desenvolvido sobre uma matriz social eminentemente católica, tanto devido à colonização quanto à imigração — e ainda hoje a maioria dos ribeirão-pretanos se declara católica —, é possível encontrar atualmente na cidade dezenas de denominações protestantes diferentes, assim como a prática do budismo, do islamismo, espiritismo, entre outras. Nas últimas décadas, o budismo e as religiões orientais têm crescido bastante na cidade. Também são consideráveis as comunidades judaica, mórmon, e das religiões afro-brasileiras. De acordo com dados do censo de 2010 realizado pelo IBGE, a população ribeirão-pretana está composta por: católicos (60,80%), evangélicos (19,86%), pessoas sem religião (7,70%), espíritas (6,69%) e os demais estão divididas entre outras religiões.
Segundo o censo brasileiro de 2022, a composição religiosa da cidade era de 53,08% católica, 22,93% evangélica ou protestante, 6,04% espírita, 1,45% umbandista ou candomblecista, 0,02% religião tradicional, 5,29% outra religião, 11,03% irreligiosa, 0,05% desconhecida e 0,12% não declarada.
Cristianismo

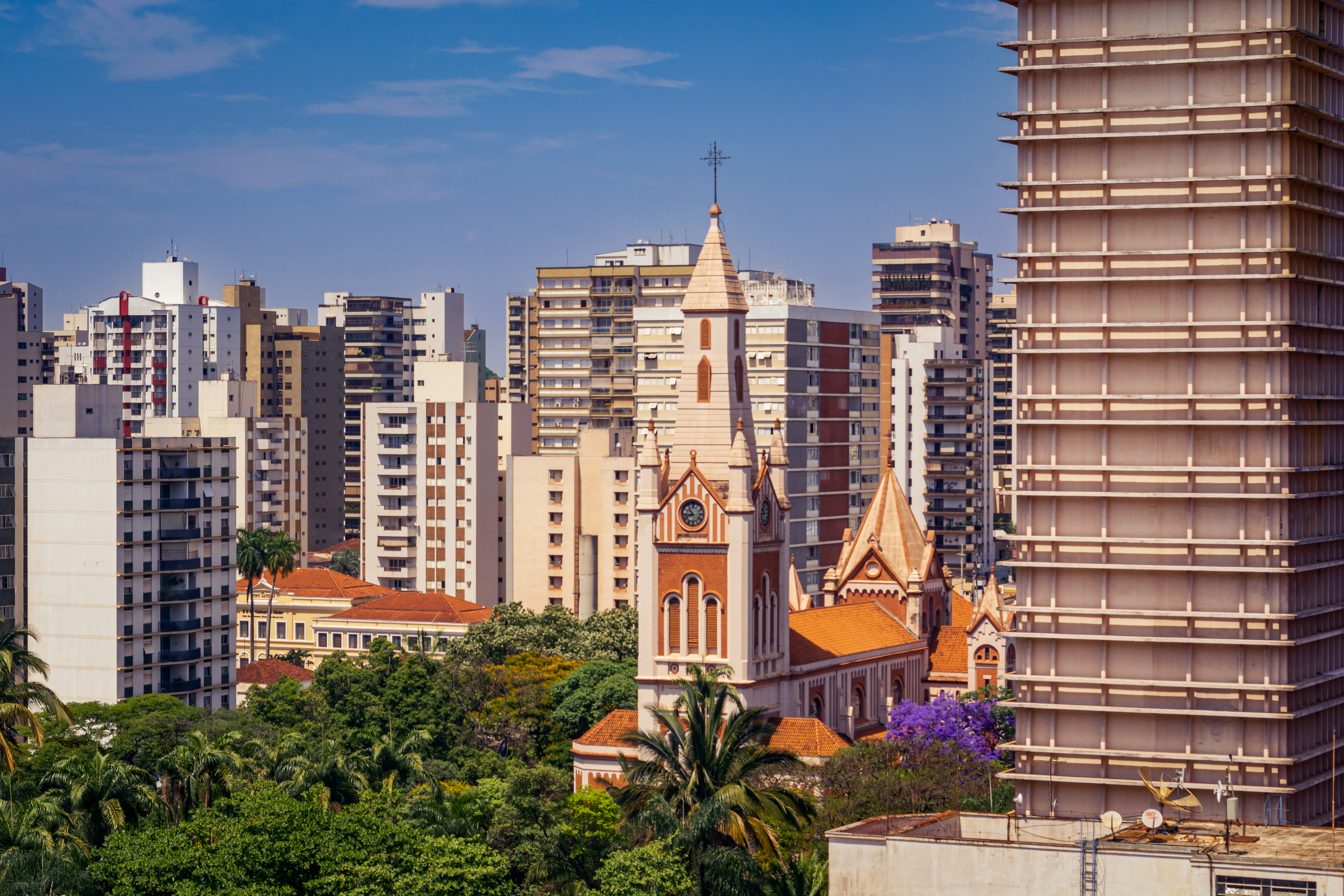
Catedral Metropolitana de Ribeirão Preto

Segundo divisão feita pela Igreja Católica, o município está situado e é sede da Arquidiocese de Ribeirão Preto, criada como diocese em 5 de dezembro de 1908 e elevada à arquidiocese em 19 de abril de 1958. É diretamente responsável pelas paróquias de dezenove municípios paulistas, além de Ribeirão Preto, e possui sete dioceses sufragâneas (Barretos, Catanduva, Franca, Jaboticabal, Jales, São João da Boa Vista e São José do Rio Preto), divididas ainda em 84 paróquias.
A sede da arquidiocese é a Catedral Metropolitana de Ribeirão Preto, inaugurada em 15 de junho de 1917 e construída com características arquitetônicas românicas, com linhas góticas e o neoclássico. Em seu interior destacam-se os vitrais coloridos, com telas pintadas por Benedito Calixto. O padroeiro da Catedral, assim como o da cidade, é São Sebastião.
A cidade possui os mais diversos credos protestantes ou reformados, como a Comunidade Evangélica Sara Nossa Terra, a Igreja Cristã Maranata, Igreja Luterana, a Igreja Presbiteriana, a Igreja Metodista, a Igreja Anglicana, as igrejas batistas, a Igrejas Assembleias de Deus, a Igreja Adventista do Sétimo Dia, a Igreja Mundial do Poder de Deus, a Igreja Universal do Reino de Deus, a Congregação Cristã no Brasil, entre outras. Como citado acima, de acordo com o IBGE, em 2010 19,86% da população eram protestantes. Desse total, 10,63% são das igrejas evangélicas de origem pentecostal; 2,81% são das evangélicas de missão e 6,41% são das evangélicas sem vínculo institucional. Ainda existem também cristãos de várias outras denominações, tais como as Testemunhas de Jeová (que representam 1,44% dos habitantes) e os membros de A Igreja de Jesus Cristo dos Santos dos Últimos Dias (0,19%).

### Segurança pública e criminalidade
Embora, como em todos os municípios médios e grandes brasileiros, a criminalidade esteja presente em Ribeirão Preto, a cidade possui um dos mais baixos graus de assassinatos do país. Em 2008, a taxa de homicídios no município foi de 5,2 para cada 100 mil habitantes, ficando na 2337ª posição a nível nacional e no 273° lugar a nível estadual. O índice de suicídios naquele ano para cada 100 mil habitantes também foi de 5,9, sendo o 95ª a nível estadual e o 961° a nível nacional.
A queda de homicídios por causas relacionadas à violência urbana se deve a um conjunto de políticas que aumentou a repressão, além de medidas tomadas pela Polícia Civil do Estado de São Paulo (PCESP), como o Registro Digital de Ocorrência (RDO), adotado em mais 46 municípios do estado de São Paulo. O RDO permite que os boletins de ocorrência (BOs) feitos nas unidades policiais sejam padronizados via intranet, armazenados em bancos de dados e consultados por outros órgãos policiais.
Homicídios Dolosos por 100 mil habitantes em Ribeirão Preto

## Governo

### Política

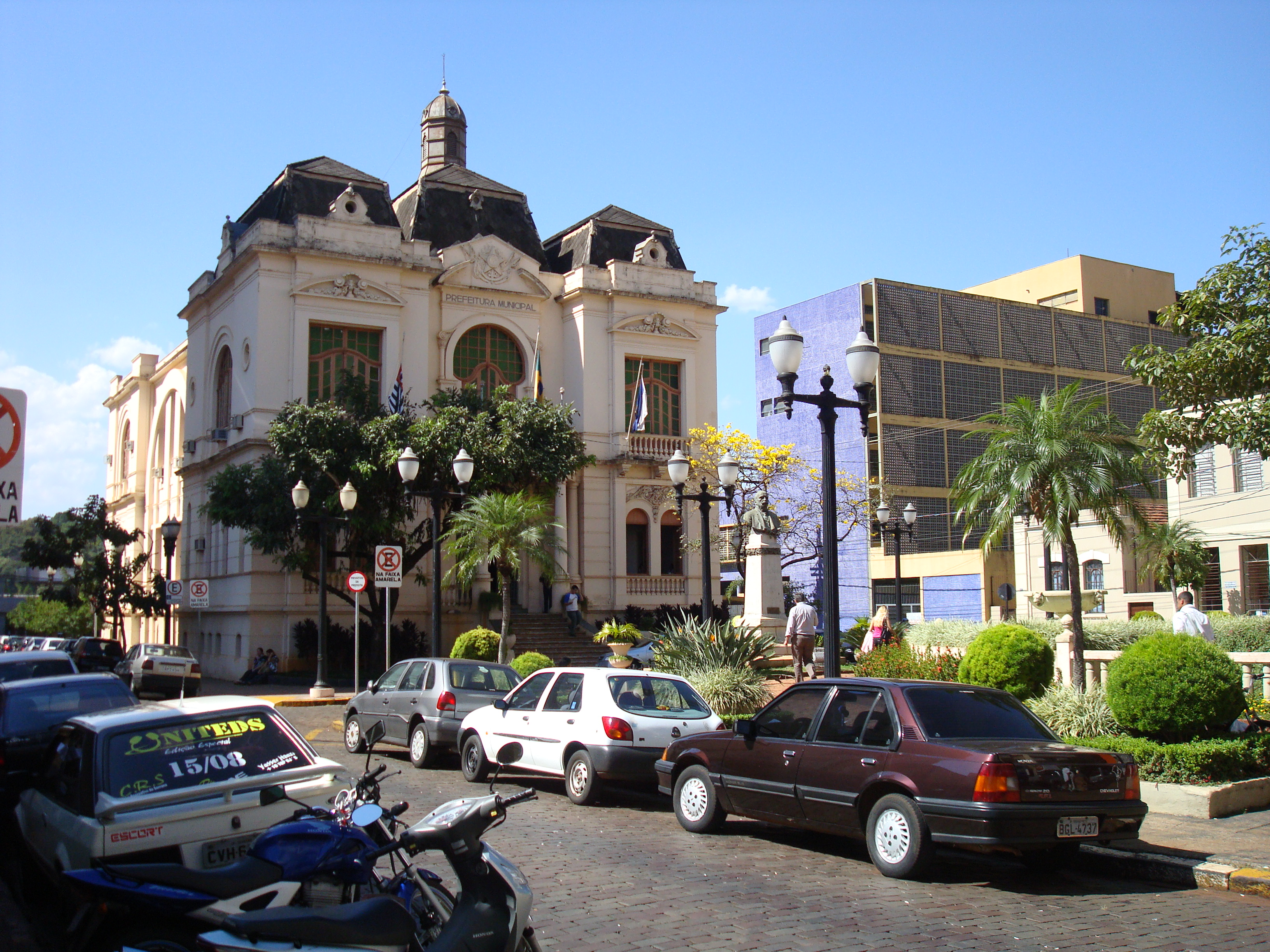
Palácio do Rio Branco, antiga sede da prefeitura

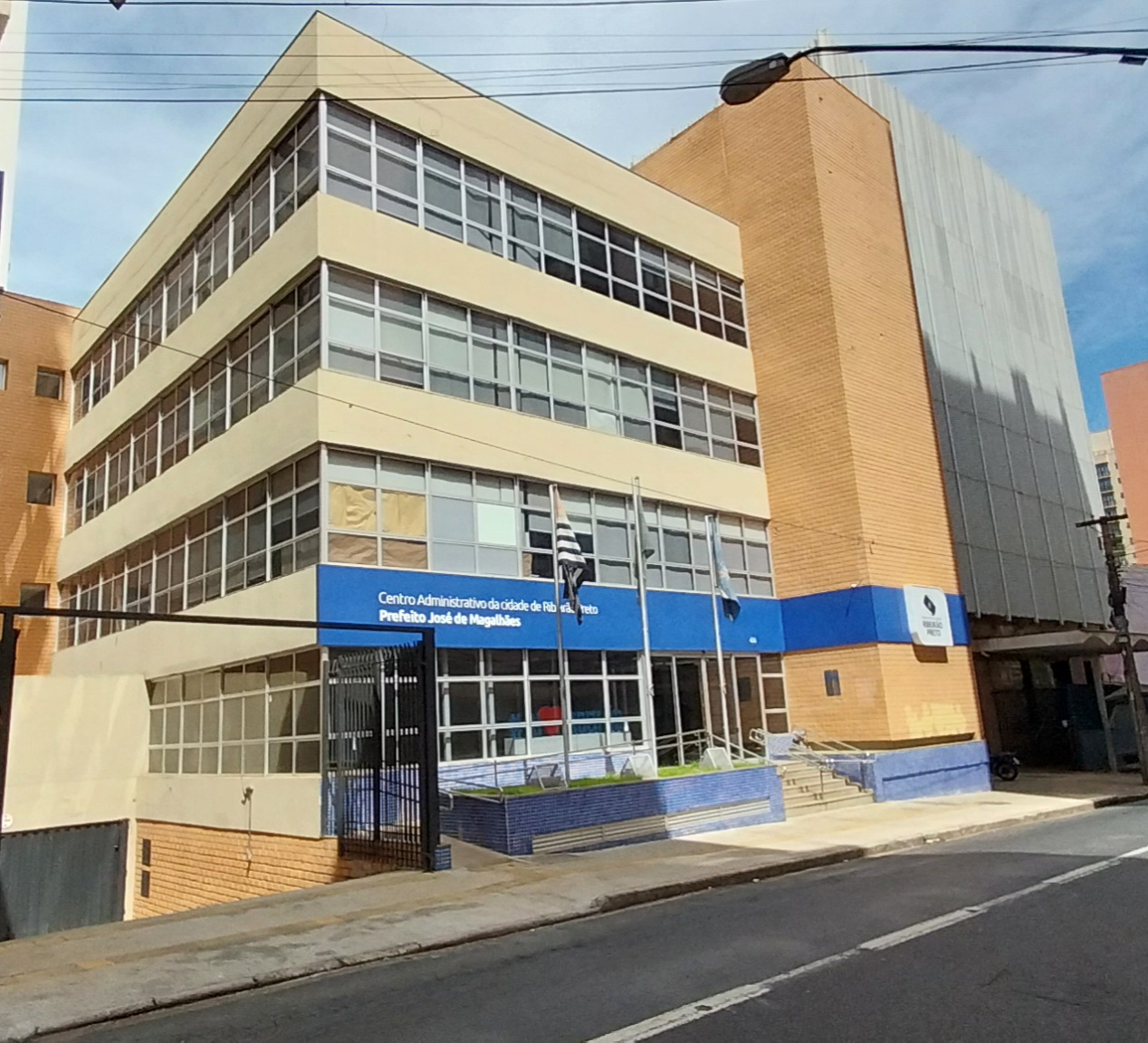
Centro Administrativo, atual sede da prefeitura do município

A administração municipal se dá pelo poder executivo e pelo poder legislativo. O primeiro a governar o município foi João Gonçalves dos Santos, que ficou no cargo de intendente por alguns meses de 1874. Atualmente o prefeito municipal é Duarte Nogueira, do Partido da Social Democracia Brasileira (PSDB).
O poder legislativo é constituído pela câmara, composta por 22 vereadores eleitos para mandatos de quatro anos (em observância ao disposto no artigo 29 da Constituição) e está composta da seguinte forma: três cadeiras do Partido da Social Democracia Brasileira (PSDB); três cadeiras do Partido Social Democrático (PSD); três cadeiras do Partido da República (PR); três cadeiras do Partido do Movimento Democrático Brasileiro (PMDB); duas cadeiras do Partido Progressista (PP); duas cadeiras do Partido Popular Socialista (PPS); duas cadeiras do Partido dos Trabalhadores (PT); uma cadeira do Partido Democrático Trabalhista (PDT); uma cadeira do Partido Verde (PV); uma cadeira do Partido Comunista do Brasil (PCdoB); e uma cadeira do Partido Republicano Brasileiro (PRB). Cabe à casa elaborar e votar leis fundamentais à administração e ao executivo, especialmente o orçamento participativo (Lei de Diretrizes Orçamentárias).
A cidade se rege ainda por lei orgânica, que foi promulgada em 5 de abril de 1990 e entrou em vigor nesta mesma data, e é sede da Comarca de Ribeirão Preto, instalada oficialmente a 17 de outubro de 1988. O município possuía 430 083 eleitores em junho de 2014, o que representava 1,38% do total de 31 998 429 000 do estado de São Paulo. Além dos 430 mil eleitores aptos, outros 26 298 tiveram seus títulos cancelados e 3 642 suspensos.

### Cidades-irmãs
- Bucaramanga, Colômbia
- Faenza, Itália
- San Leandro, Estados Unidos
- Téramo, Itália

Fonte

### Subdivisões

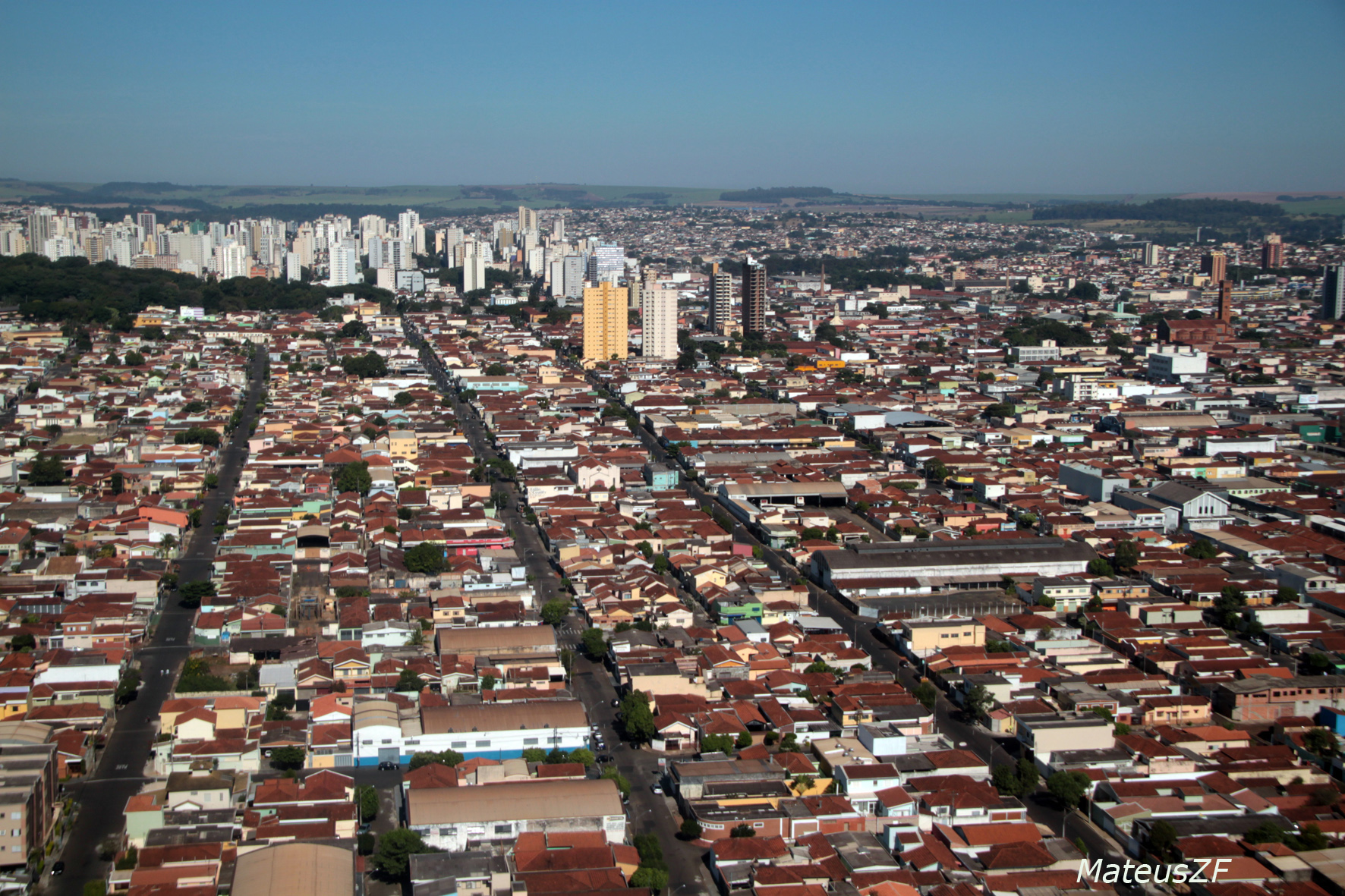
Vista parcial da região central de Ribeirão Preto em 2011

Ribeirão Preto é dividida oficialmente em mais de 160 bairros, quatro regiões (Zona Norte, Zona Sul, Zona Leste e Zona Oeste) e três administrações regionais (subprefeituras). A cidade também chegou a ser constituída de quatro distritos no meio do século XX, porém alguns foram elevados à categoria de município e hoje restam apenas dois. Um é o distrito de Bonfim Paulista, que em 2010 contava com 13 324 habitantes, segundo o IBGE, e foi criado pela lei estadual nº 890 de 3 de outubro de 1902, então com o nome de Vila Bonfim. O outro é o Distrito-Sede, que possuía 591 358 pessoas no ano de 2010.
As três administrações regionais (subprefeituras) são a Administração Regional 1 Norte (Campos Elíseos), a Administração Regional 2 Oeste (Vila Tibério) e a Administração Regional 3 Sul (que engloba o distrito de Bonfim Paulista). Elas foram criadas pela prefeitura para facilitar a distribuição dos serviços públicos pela cidade, fazendo com que eles sejam descentralizados excentricamente da administração municipal, tendo maior âmbito político do que geográfico. Já os bairros de Ribeirão Preto estão distribuídos entre suas quatro regiões. Em 2009 a Zona Norte era composta por 48 bairros, a Zona Sul era dividida em 23, a Zona Leste em 45, a Zona Oeste em 36. Segundo a prefeitura, o bairro mais populoso do município é o Campos Elíseos, que é conhecido ainda por ser um importante núcleo comercial, concentrando lojas, escolas, hospitais, faculdades e bancos.
Conforme dados do Censo Demográfico de 2022, divulgado pelo IBGE (Instituto Brasileiro de Geografia e Estatística), a zona Norte de Ribeirão Preto concentra a maior parte dos moradores do município, segue a quantidade de habitantes por região: zona norte (212.992), zona oeste (187.748), zona leste (156.951), zona sul (93.285) e centro (14.890). Já o bairro mais populoso da cidade, é o Planalto Verde com 42.789 habitantes, os bairros Heitor Rigon e Campos Elíseos, ambos na zona Norte da cidade, aparecem na sequência, com 32.852 habitantes e 29.418, respectivamente.

## Economia

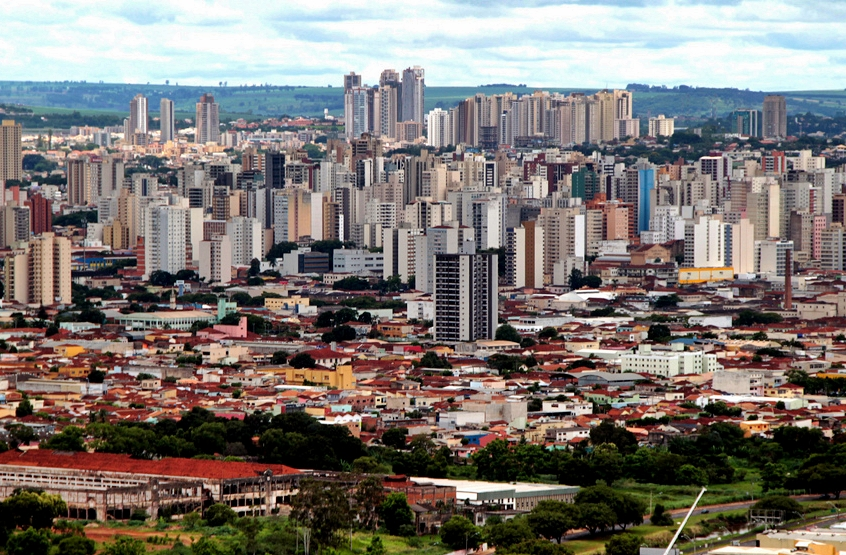
Prédios no centro de RP

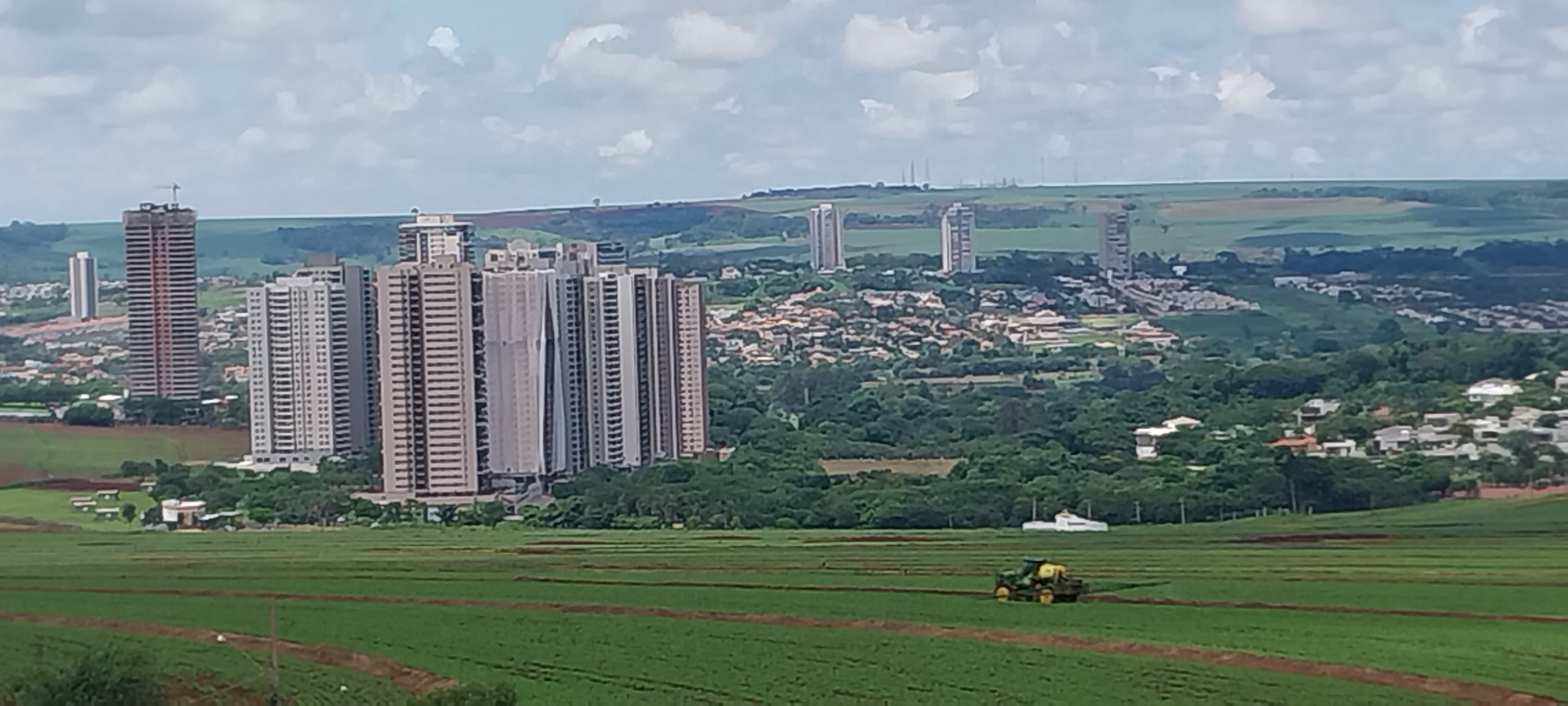
Agricultura e Desenvolvimento Urbano

O Produto Interno Bruto (PIB) de Ribeirão Preto é o maior da Mesorregião de Ribeirão Preto, o décimo primeiro maior do estado de São Paulo e o vigésimo nono de todo o país. De acordo com dados do IBGE, relativos a 2021, o PIB do município era de 39 955 571 mil reais. O PIB per capita era de 55 484,91 reais.
De acordo com o IBGE, a cidade possuía, no ano de 2010, 34 125 unidades locais e 33 015 empresas e estabelecimentos comerciais atuantes. 242 310 trabalhadores eram classificados como pessoal ocupado total e 198 838 categorizavam-se em pessoal ocupado assalariado. Salários juntamente com outras remunerações somavam 3 960 153 mil. reais e o salário médio mensal de todo município era de 3,1 salários-mínimos. A região de Ribeirão Preto é uma das mais ricas do estado de São Paulo, apresentando elevado padrão de vida (renda, consumo, longevidade). Além disso, possui localização privilegiada, próxima a importantes centros consumidores, e acesso facilitado devido à infraestrutura de transportes e comunicação, sendo ainda uma das maiores produtoras mundiais de açúcar e álcool.
Conforme levantamento realizado pela Federação do Comércio de Bens, Serviços e Turismo do Estado de São Paulo (Fecomercio), referente ao ano de 2014, constata que o comércio na região de Ribeirão Preto é maior do que 14 estados brasileiros, faturando 29,7 bilhões de reais naquele ano, o quarto maior entre as 16 regiões paulistas analisadas. Se a região de Ribeirão Preto fosse um estado brasileiro, o faturamento do varejo seria maior do que os valores registrados no Maranhão (26,5 bilhões de reais), Mato Grosso do Sul (26,4 bilhões de reais), Rio Grande do Norte (22,2 bilhões de reais), Pará (21,7 bilhões de reais) e mais outros dez estados.
Setor primário

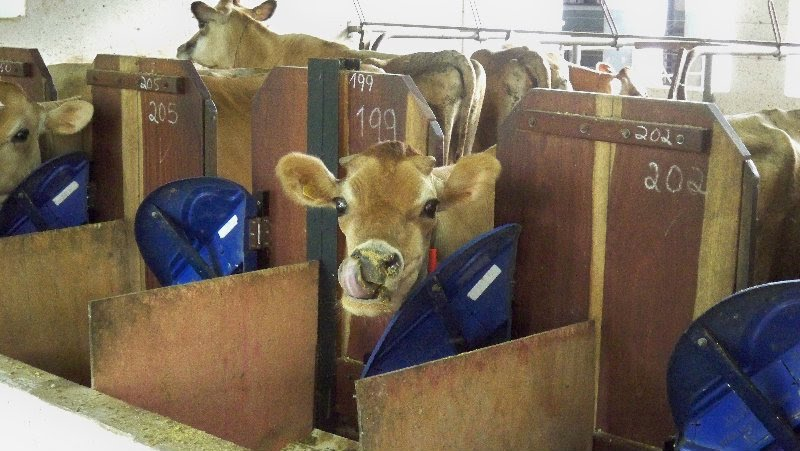
Vacas leiteiras em fazenda de Ribeirão Preto

A agricultura é o setor menos relevante da economia de Ribeirão Preto. De todo o PIB da cidade, apenas 120 324 mil reais é o valor adicionado bruto da agropecuária. Segundo o IBGE em 2010, o município contava com cerca de 4 539 bovinos, 726 equinos, dez asininos, dez muares e 310 810 galos, frangas, frangos e pintinho. 791 vacas foram ordenhadas, das quais foram produzidos 2 250 mil litros de leite. Apesar de ser um município predominantemente urbano, situa-se no meio de uma série de municípios vizinhos em que a agricultura é a principal atividade econômica, o que acaba em influenciar as principais atividades da cidade, que estão centradas no comércio e na prestação de serviços.
A maior parte da área agrícola do município é utilizada para o cultivo de lavouras temporárias, sendo a cana-de-açúcar a cultura agrícola predominante. Segundo o IBGE, as maiores produções agrícolas de Ribeirão Preto são oriundas da cana-de-açúcar (37 104 hectares cultivados e 3 154 840 toneladas colhidas em 2010), do milho (650 hectares e 3 120 mil toneladas colhidas) e do tomate (26 hectares e 1 658 toneladas colhidas).

Setor secundário

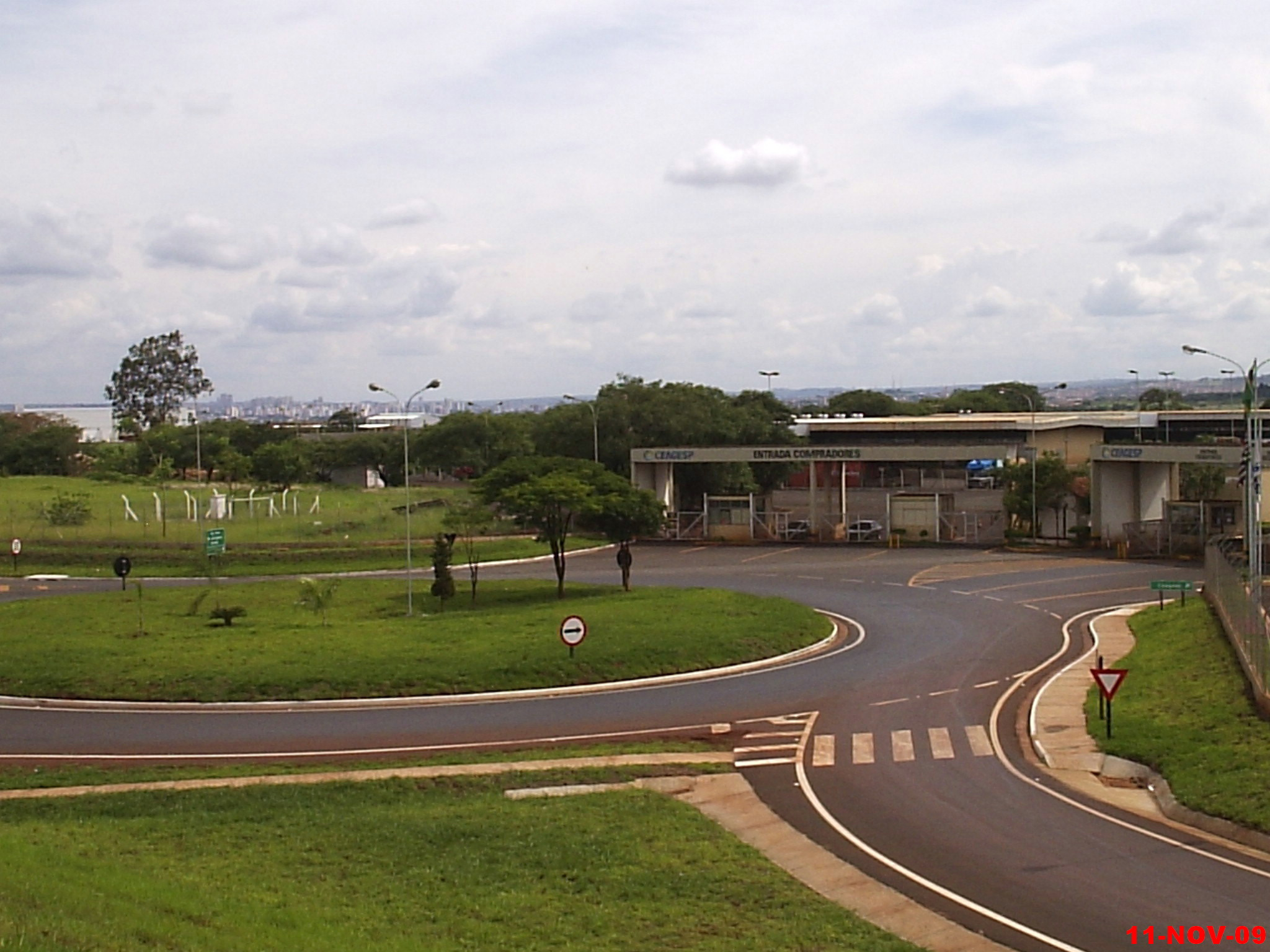
CEAGESP de Ribeirão Preto

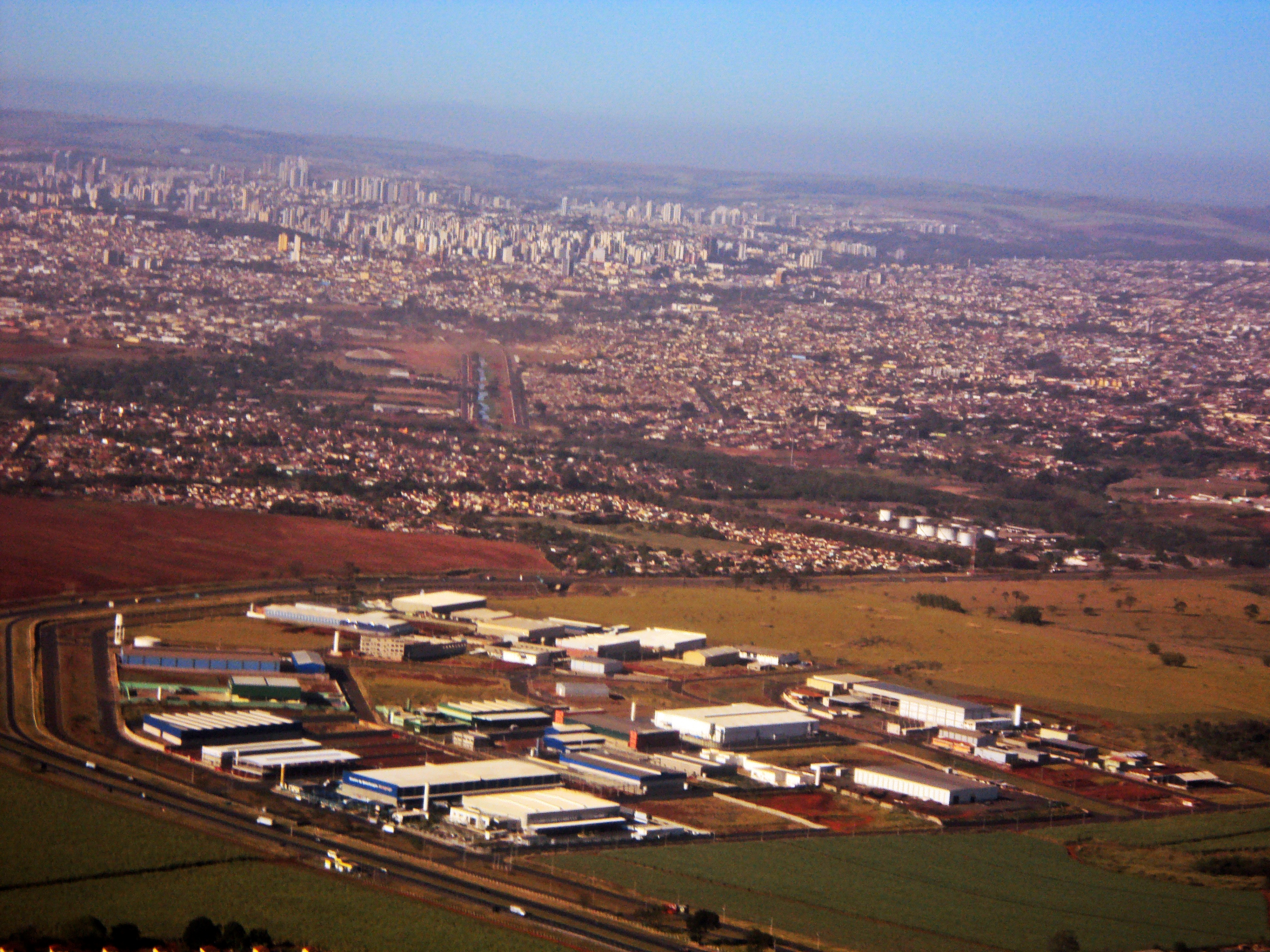
Distrito Empresarial de Ribeirão Preto, centro ao fundo

A indústria, atualmente, é o segundo setor mais relevante para a economia do município e o que mais cresce proporcionalmente, representa 5 374 498 mil reais do PIB municipal, referentes ao valor adicionado bruto da indústria (setor secundário). O destaque na cidade é para os setores de produção de alimentos e bebidas; indústrias da área de educação, saúde; papel, papelão e gráfica; metalúrgica, têxtil e vestuário. Da principal fonte de renda do setor primário, a cana-de-açúcar, se retira a matéria prima para fabricação do álcool e do açúcar, sendo que é um dos maiores polos produtores destes produtos no estado de São Paulo. Estes setores passaram por um grande desenvolvimento durante o final da segunda metade do século XX, devido à necessidade de investimentos na economia municipal a fim de combater o desemprego gerado pela crise do café.
Ribeirão Preto teve por décadas algumas cervejarias, que ajudaram a desenvolver economicamente e culturalmente o município, as duas empresas ícones desta tradição, foram a Cia. Antárctica Paulista (1911) e a Cia. Paulista (1912), que em 1973 se fundiram, criando a Companhia Antárctica Niger, que no final dos anos 90 encerrou a fabricação local. Em 1996, concomitantemente com o fechamento das grandes fábricas, iniciou-se a produção da cerveja Colorado, abrindo caminho para transformar a cidade num dos principais polos de cervejas artesanais do Brasil. Atualmente, a cidade possui algumas importantes cervejarias: Colorado, Invicta, Lund, Walfanger, Weird Barrel, Pratinha, SP330, Biergarten, Maltesa e Guitar Beer. A Acirp (Associação Comercial e Industrial de Ribeirão Preto), por meio do programa Empreender, criou o Núcleo Setorial das Cervejarias, também conhecido como Polo Cervejeiro de Ribeirão Preto. A princípio, seis cervejarias artesanais fazem parte do grupo: Invicta, Lund, Pratinha, SP330, Walfänger e Weird Barrel.
O município dispõe de quatro áreas industriais já consolidadas (Parque Industrial Lagoinha, do Tanquinho, Coronel Quito Junqueira e Anhanguera), além do Parque Industrial Avelino Alves Palma e do Distrito Empresarial "Prefeito Luiz Roberto Jábali" (em expansão). As principais atividades desenvolvidas, são: alimentícia, autopeças, bebidas, construção, combustível, farmacêutica, veterinária, lubrificantes, livraria, gás, transportes, medicamentos, metalurgia, entre outras.

Setor terciário

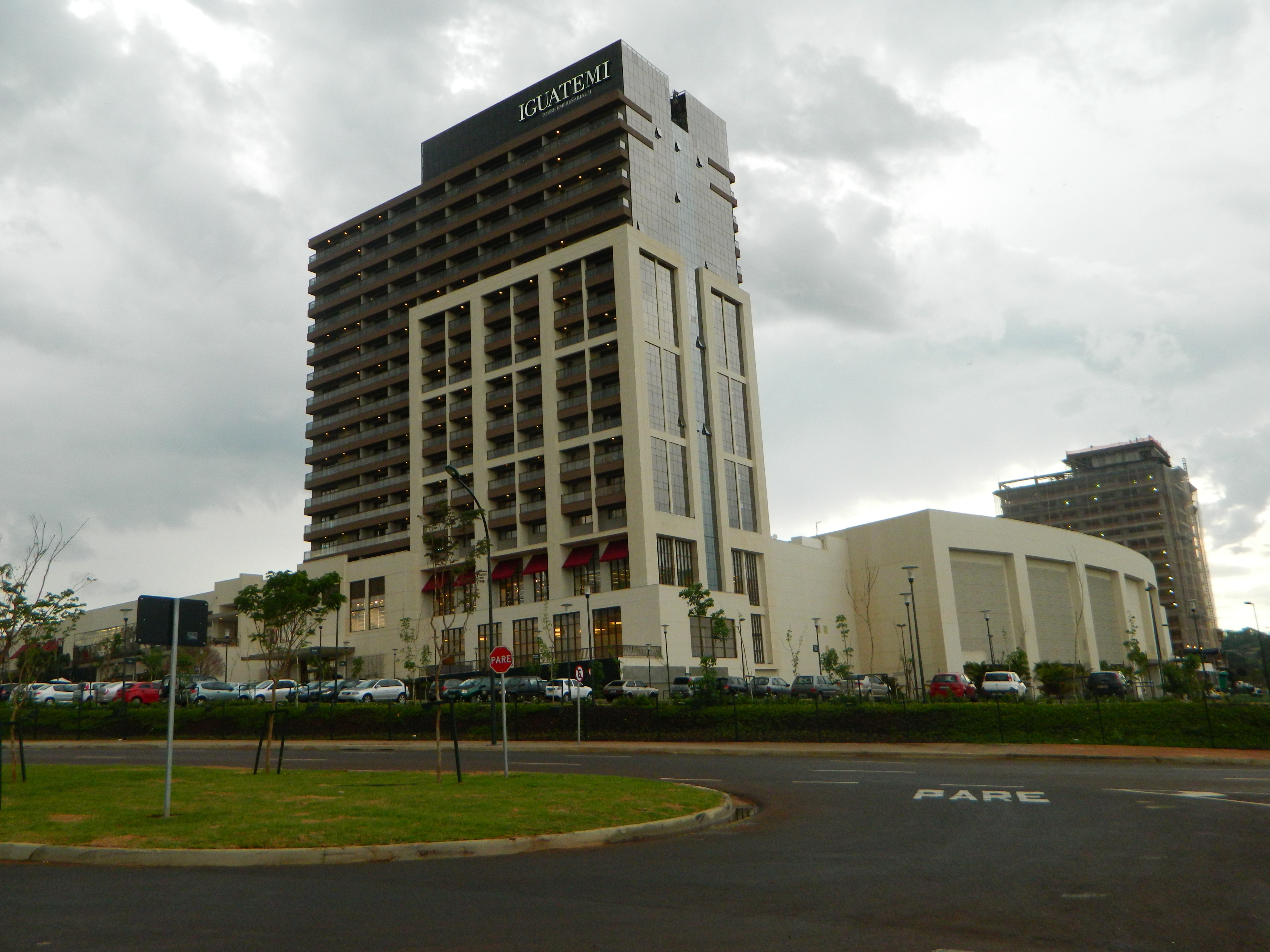
Shopping Iguatemi Ribeirão Preto

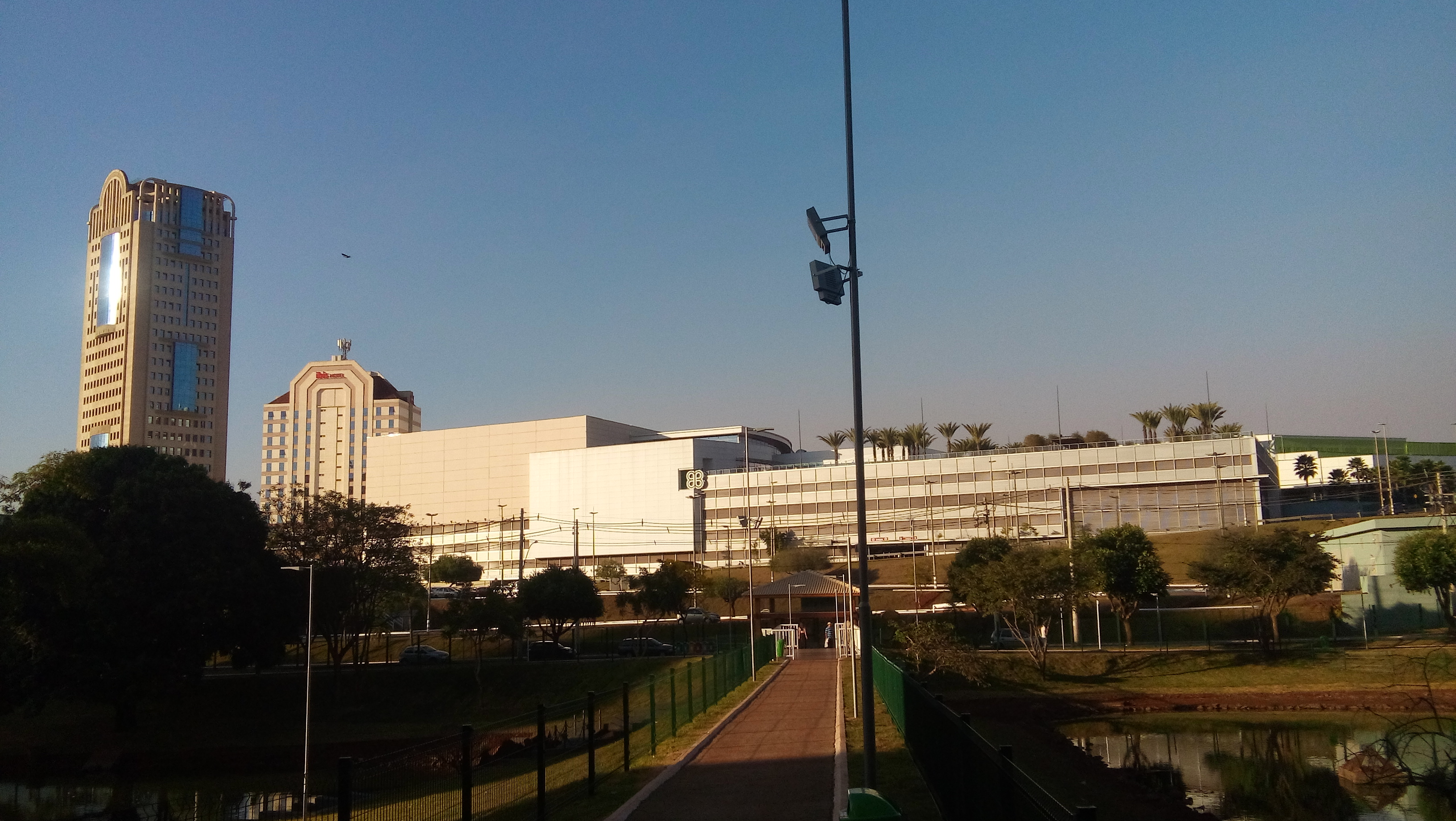
Ribeirão Shopping

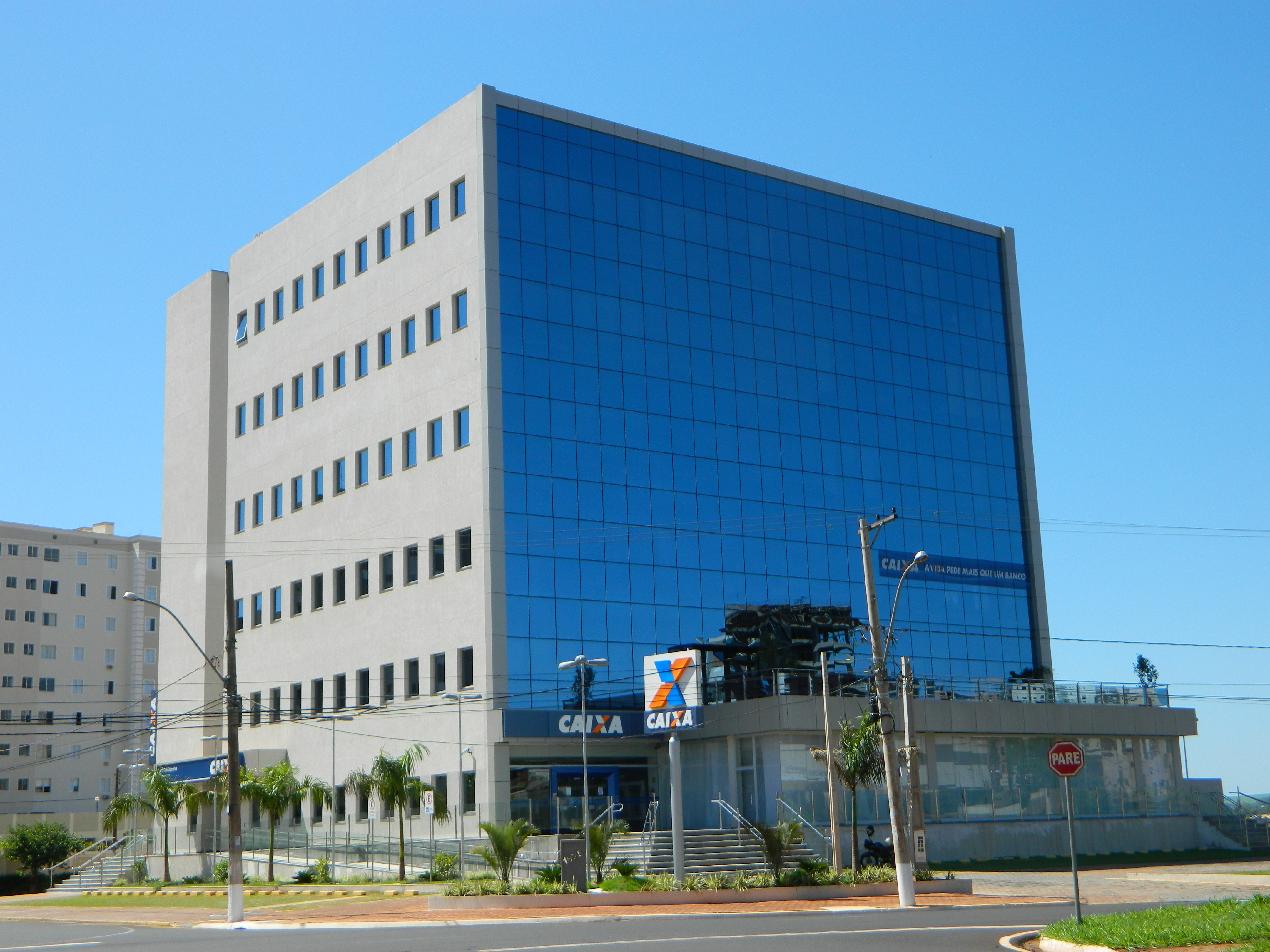
Sede administrativa regional da Caixa Econômica Federal

A prestação de serviços e o comércio de bens rende 26 672 939 mil reais ao PIB municipal, sendo a maior fonte geradora do PIB ribeirão-pretano. A cidade se constitui num núcleo de atração das atividades comerciais e de prestação de serviços da região, cuja área de influência extrapola os limites da própria região de governo, estendendo-se para Barretos, Araraquara, São Carlos, Franca entre outras do próprio estado de São Paulo e até de outros estados, como a cidade de São Sebastião do Paraíso, em Minas Gerais.
O pioneiro para a consolidação da pujança atual foi o Mercado Central de Ribeirão Preto, que começou a ser construído em 1899 e foi concluído em 1900, sendo inaugurado em outubro. Algumas catástrofes atingiram o Mercado Municipal, como as enchentes e o destruidor incêndio, em 7 de outubro de 1942, causado por um curto-circuito elétrico. Este incêndio queimou praticamente todo o prédio, tornando-o inabitável. Em 1956, surgiu a proposta da construção de um novo Mercado Municipal. Com a ajuda do estado, esta ideia tornou-se possível e, em 28 de setembro de 1958, o então prefeito Costábile Romano inaugurou o novo prédio. Hoje o Mercado conta com 152 boxes, numa área construída de 4.150 m², sendo um dos principais núcleos comerciais do município. Além do tradicional e pioneiro Mercado Central, o município possui vários centros comerciais (shoppings), tornando-a referência e polo comercial do interior de São Paulo. Alguns dos principais centros comerciais são: o Ribeirão Shopping, o Novo Shopping Ribeirão Preto, o Shopping Santa Úrsula, o Shopping Iguatemi Ribeirão Preto e o Novo Mercadão.
Ribeirão Preto é um relevante polo de turismo de negócios, a cidade e região possuem diversos eventos que atraem milhares de pessoas todos os anos, para atender toda esta estrutura, serão disponibilizados 67 hotéis em 2017, totalizando 11,2 mil leitos, diversas bandeiras hoteleiras nacionais e internacionais estão investindo na cidade. Além disso, o município se consolida a cada dia como importante centro de distribuição e logística do interior do Brasil, devido a sua localização estratégica, pujança socioeconômica regional, densidade populacional, além da internacionalização com foco no segmento de cargas do Aeroporto Leite Lopes. Conforme dados da pesquisa da Empresômetro (Inteligência de Mercado), entre 2017 e 2019, a quantidade de empresas ativas cresceram 37% em Ribeirão Preto, em 2017, a cidade contava com 76.801 empresas e, em 2019, saltou para 104.898.
Levantamento do IEMB-Acirp mostra retomada da economia com curva ascendente de novos CNPJs, sendo que a abertura de empresas em Ribeirão Preto foi a maior dos últimos seis anos, com o registro de 12.233 novos negócios junto ao Cadastro Nacionais da Pessoa Jurídica (CNPJ). De acordo com levantamento da Associação Comercial e Industrial da cidade (Acirp), o índice é o mais alto registrado desde janeiro de 2019 e representa um crescimento de 5,1% em relação aos primeiros seis meses de 2023.
| Serviços                                                     | 26 672 939 | 66,8 |
| Indústria                                                    | 5 374 499  | 13,5 |
| Impostos                                                     | 4 922 436  | 12,3 |
| Administração, saúde e educação públicas e seguridade social | 2 865 374  | 7,2  |
| Agropecuária                                                 | 120 324    | 0,3  |
| Total                                                        | 39 955 572 | 100  |

## Infraestrutura

### Saúde

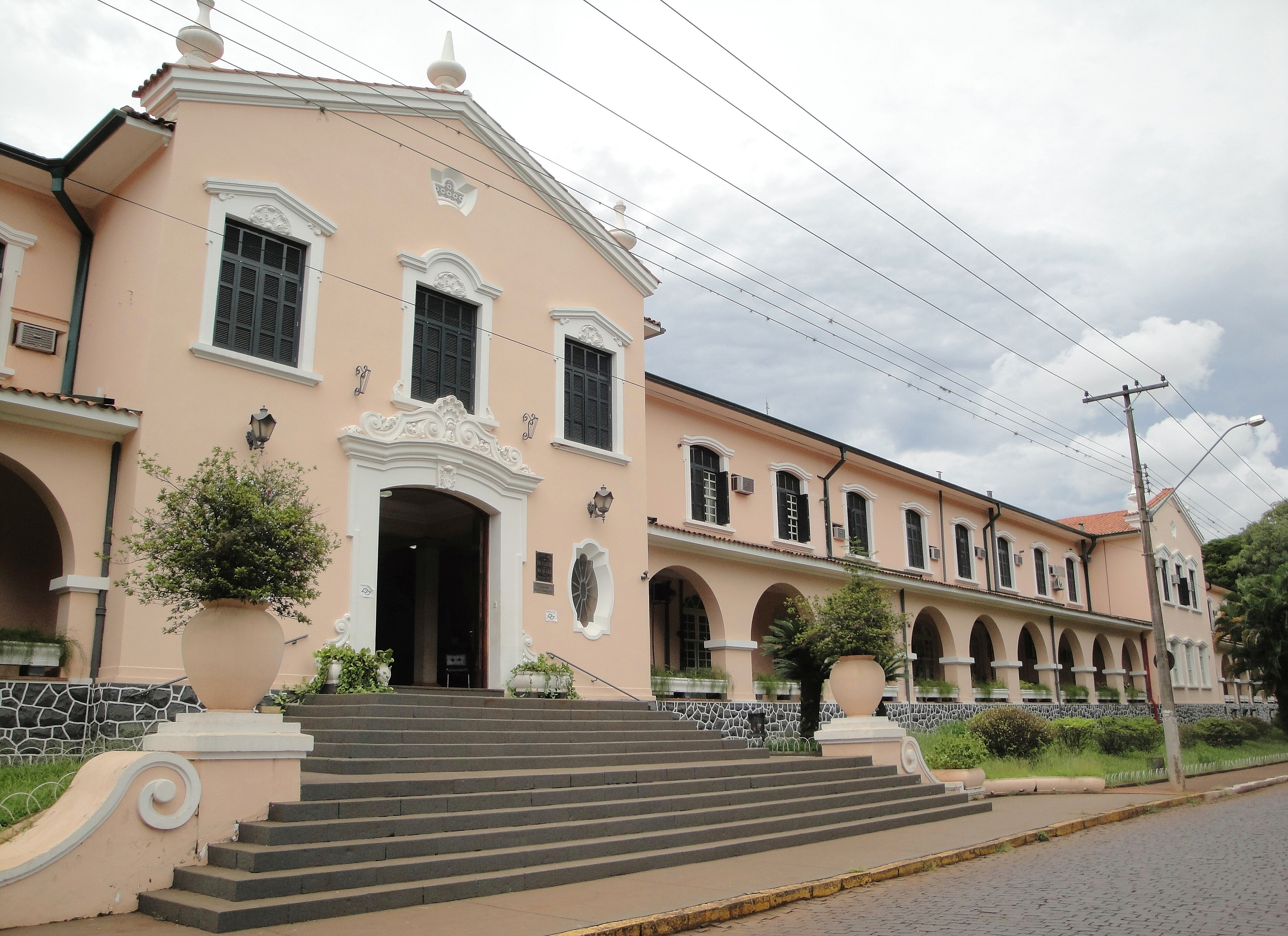
Faculdade de Medicina de Ribeirão Preto

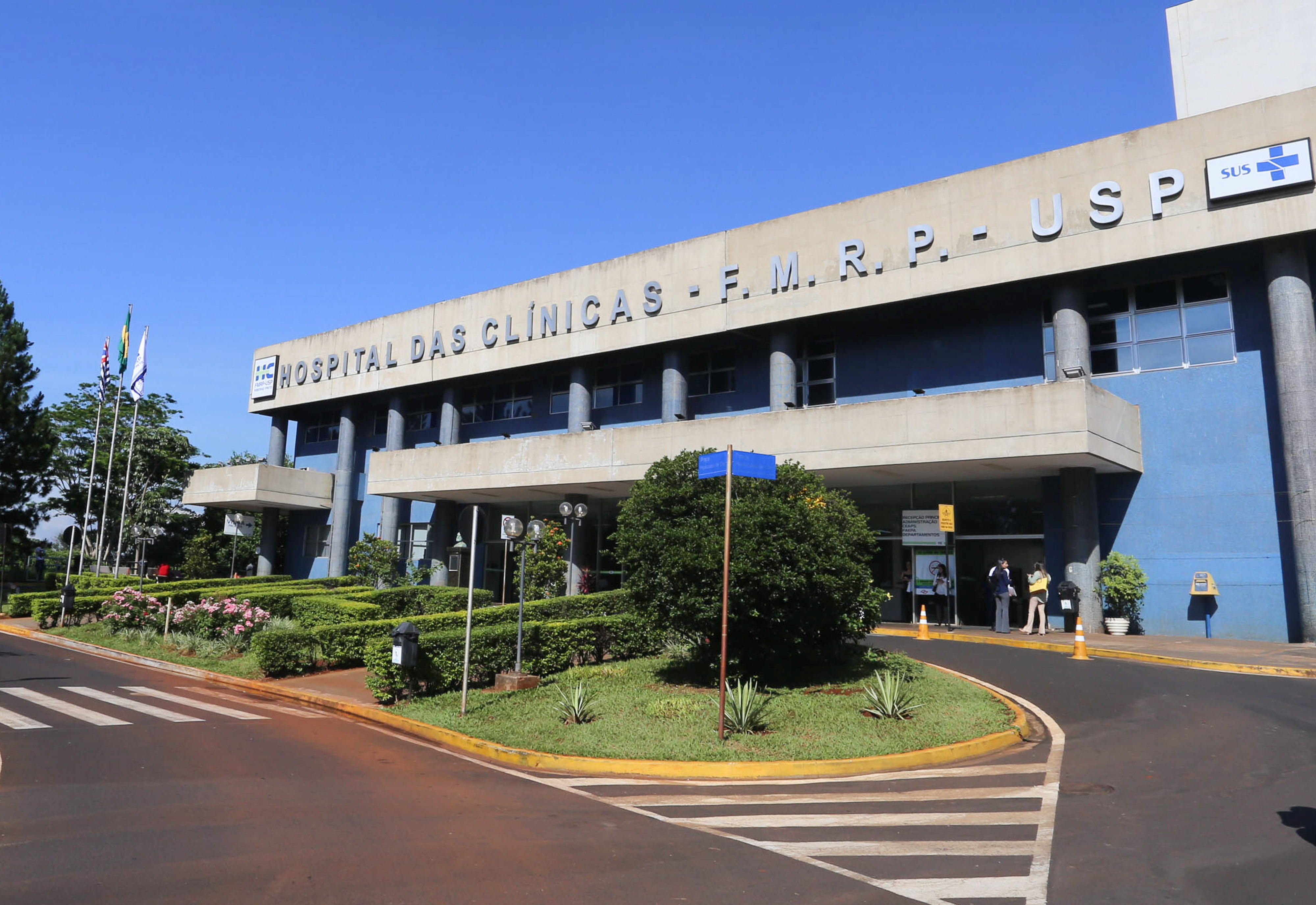
Hospital das Clínicas de Ribeirão Preto

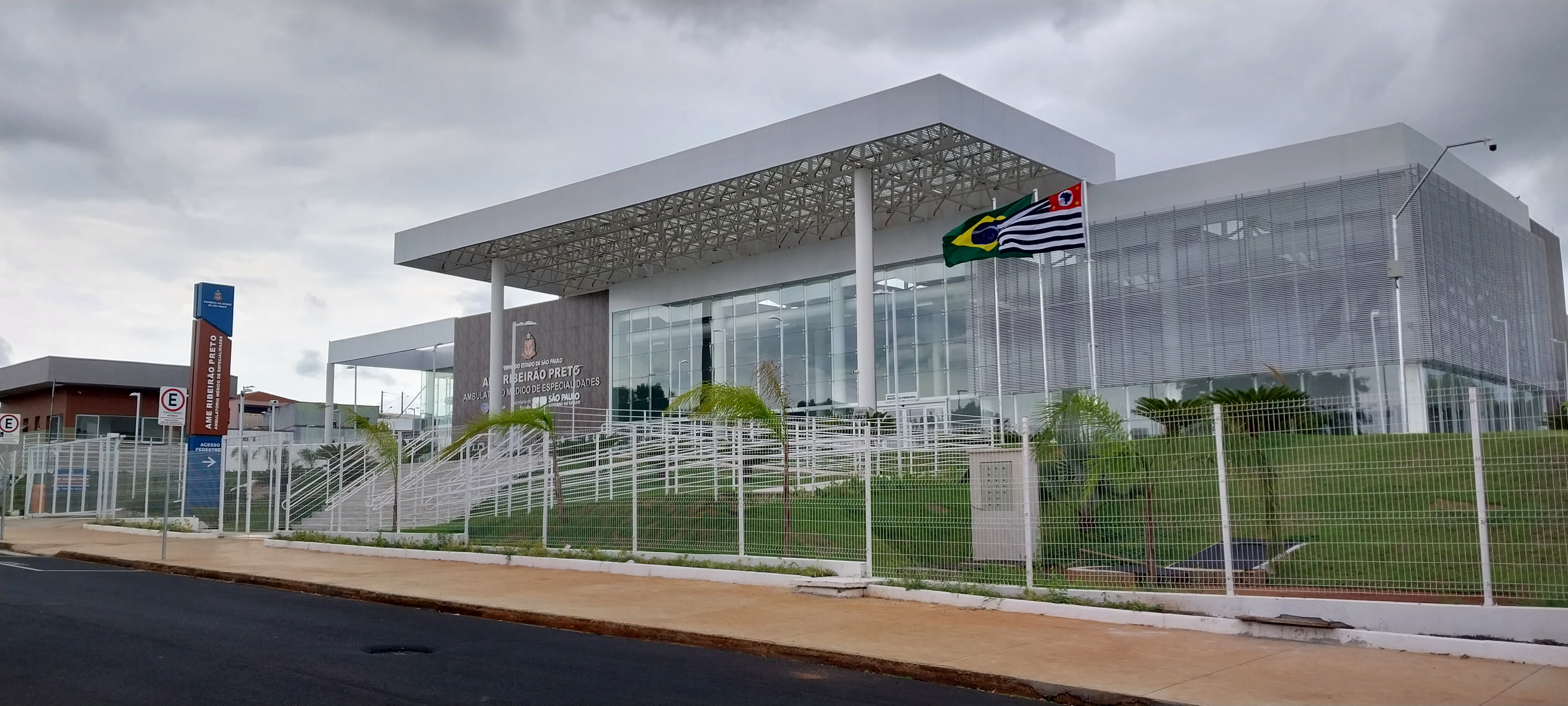
Ambulatório Médico de Especialidades (AME) de Ribeirão Preto

Em 2009, o município possuía 319 estabelecimentos de saúde entre hospitais, pronto-socorros, postos de saúde e serviços odontológicos, sendo 64 deles públicos e 255 privados. Neles a cidade possuía 2 177 leitos para internação, sendo que 947 estão nos públicos e os 1 320 restantes estão nos privados.
A Secretaria Municipal de Saúde de Ribeirão Preto é o órgão ligado de forma direta à prefeitura do município e tem por função a manutenção e funcionamento do Sistema Único de Saúde (SUS), assim como a criação de políticas, programas e projetos que visem à saúde municipal. Para primeiros atendimentos, em 2023, o município possuía diversas unidades de Saúde, tais como: UPA - Unidade Pronto Atendimento (04), UBS - Unidade Básica de Saúde (26), UBDS - Unidade Básica e Distrital de Saúde (02), USF - Unidade de Saúde da Família (17), CSE - Centro de Saúde Escola (03) e CMSC - Centro Médico Social Comunitário (01).
Ribeirão Preto possui os seguintes hospitais: Hospital das Clínicas de Ribeirão Preto - HC Campus, UE Unidade de Emergência e HC Criança; Hospital Estadual de Ribeirão Preto; Hospital Santa Casa de Ribeirão Preto; Hospital Psiquiátrico de Ribeirão Preto - Hospital Santa Tereza; Hospital Sanatório Espírita Vicente de Paulo; Hospital Beneficência Portuguesa; Hospital do Câncer de Ribeirão Preto - SOBECCan; Hospital São Lucas; Hospital Ribeirânia; Hospital Municipal Santa Lydia; Hospital São Paulo; Hospital São Francisco; Hospital Electro Bonini; Hospital Mater - Maternidade do Complexo Aeroporto; Hospital Maternidade Sinhá Junqueira; Hospital RDO VIVER, Hospital Unimed Ribeirão e o Centro Médico RibeirãoShopping (implantação).
O AME Ribeirão, que tem mais de 17 mil m², foi construído para atender a população de Ribeirão Preto e região, sendo o maior do Estado de São Paulo. A unidade tem estrutura para realizar mais de sete mil consultas médicas e não-médicas mensais, 37 mil procedimentos diagnósticos e 6,8 mil cirurgias anuais em 9 especialidades. O prédio comporta 25 consultórios, 40 salas de apoio e exames diagnósticos, quatro centros cirúrgicos com sala de recuperação para 15 camas e 5 poltronas, e será equipado com aparelhos médicos para a realização de mais de 30 tipos de exames, dos mais simples aos mais complexos, com alta tecnologia e rapidez.

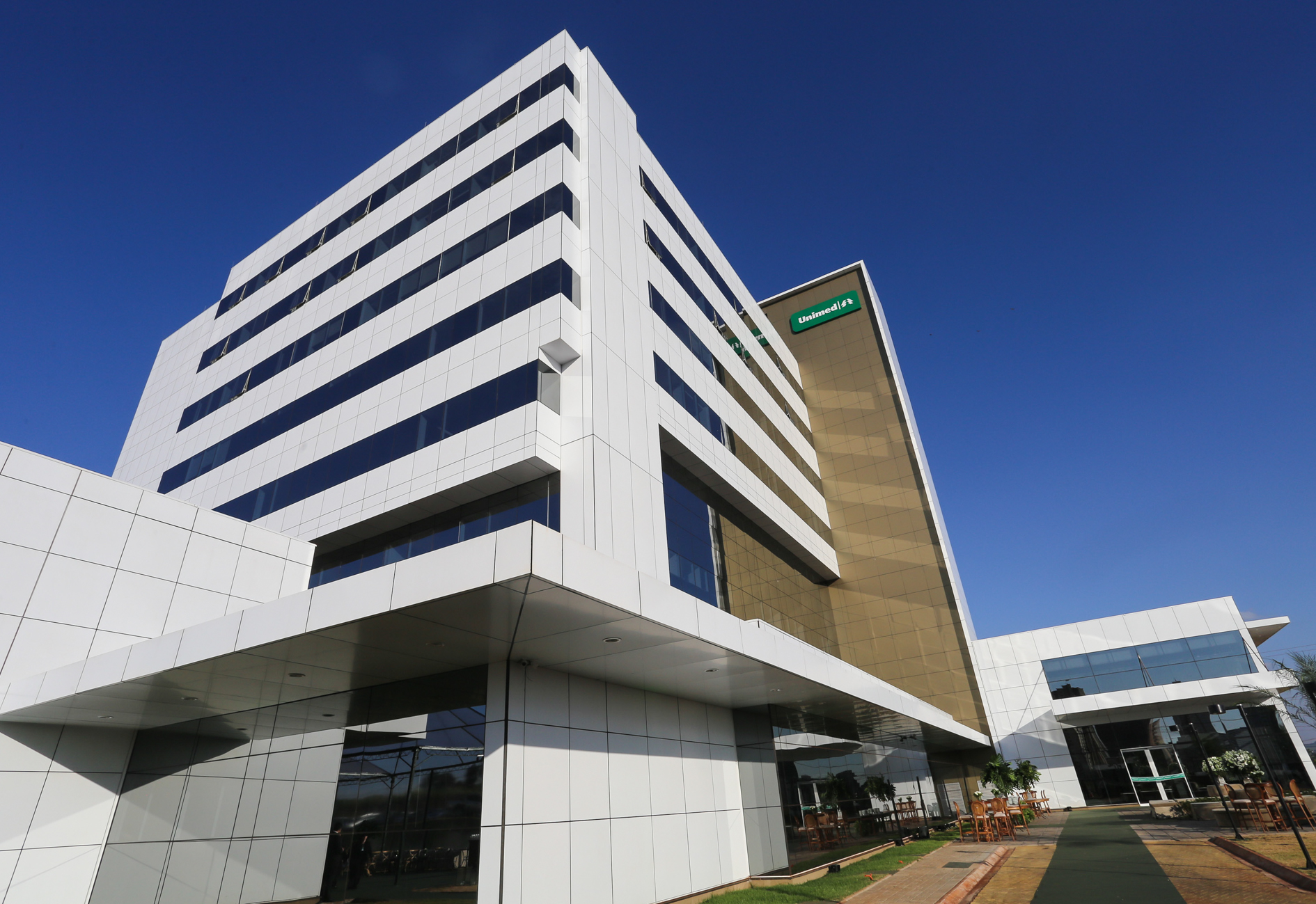
Hospital Unimed

Dentre os serviços de apoio e atenção básica são alguns o Programa de Saúde da Criança e do Adolescente, o Programa de Fitoterapia e Homeopatia, a Vigilância Sanitária (VISA), o Programa de Atenção à Saúde da Pessoa com Deficiência (PASDEF), o Serviço de Atenção Domiciliar (SAD), o Programa de Saúde dos Deficientes Auditivos e Fissurados (Prodaf) e o Programa de Integração Comunitária (PIC). O Serviço de Atendimento Móvel de Urgência (SAMU) de Ribeirão Preto foi um dos primeiros a ser instituído no Brasil, hoje contando com 11 ambulâncias básicas (USBs) e uma UTI móvel (USA).
A UPA municipal, situada no CPX (Complexo) Ribeirão Verde, esta saindo do papel, com investimento de R$ 14.765.131,91 pelo serviço e terá doze meses de construção.
O Ministério da Saúde aponta Ribeirão Preto como a melhor cidade paulista e a terceira do País, entre os 29 municípios brasileiros com maior renda e infraestrutura, em acesso e qualidade dos serviços médicos prestados à população pelo Sistema Único de Saúde (SUS). A cidade recebeu nota 6,69, acima da média brasileira, de 5,47, conforme o Índice de Desempenho do SUS (Idsus). As duas primeiras colocas no ranking são Vitória, Espírito Santo, e Curitiba, no Paraná, com notas 7,08 e 6,96, respectivamente. Em 2023, o referido ministério confirmou repasse de R$ 100 milhões para o financiamento da pesquisa de desenvolvimento da terapia celular CAR-T Cell na Fundação Hemocentro de Ribeirão Preto, ligada à Universidade de São Paulo (USP), em parceria com o Instituto Butantan.

### Educação

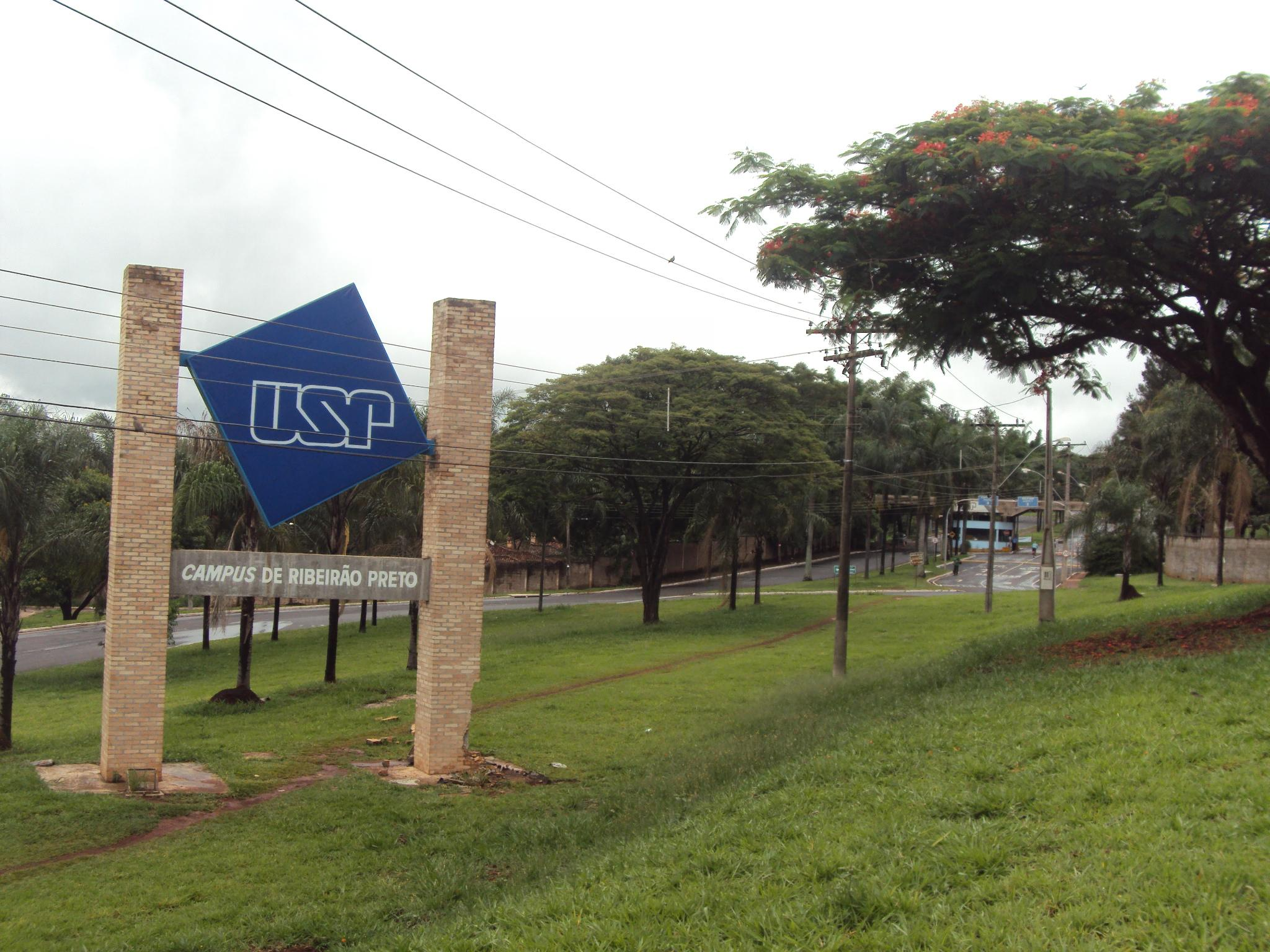
Entrada do Campus da USP Ribeirão

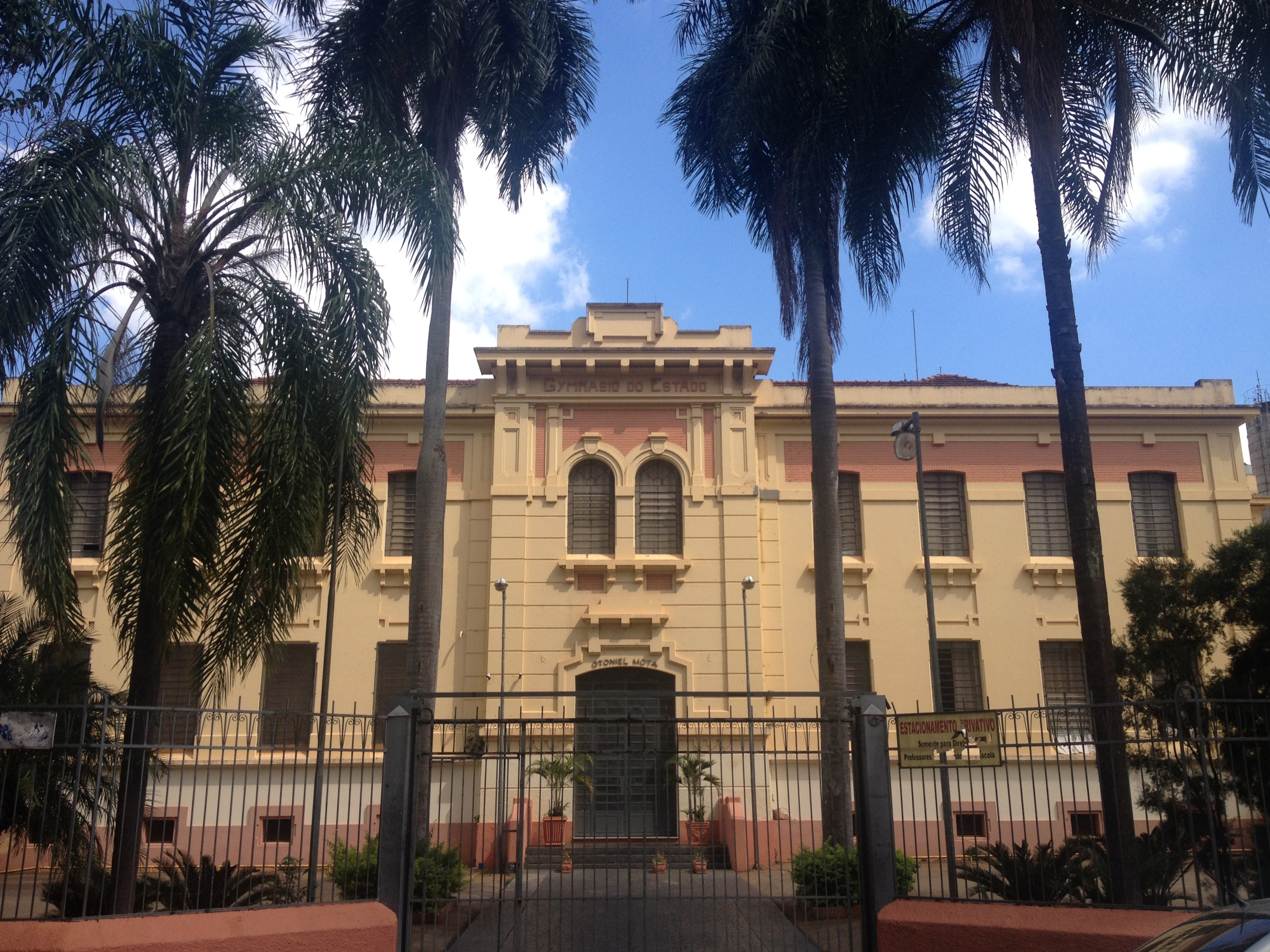
O Gymnasio do Estado, (hoje Escola Estadual Otoniel Mota), fundado em 1907, foi o primeiro colégio do interior de São Paulo e o terceiro do estado

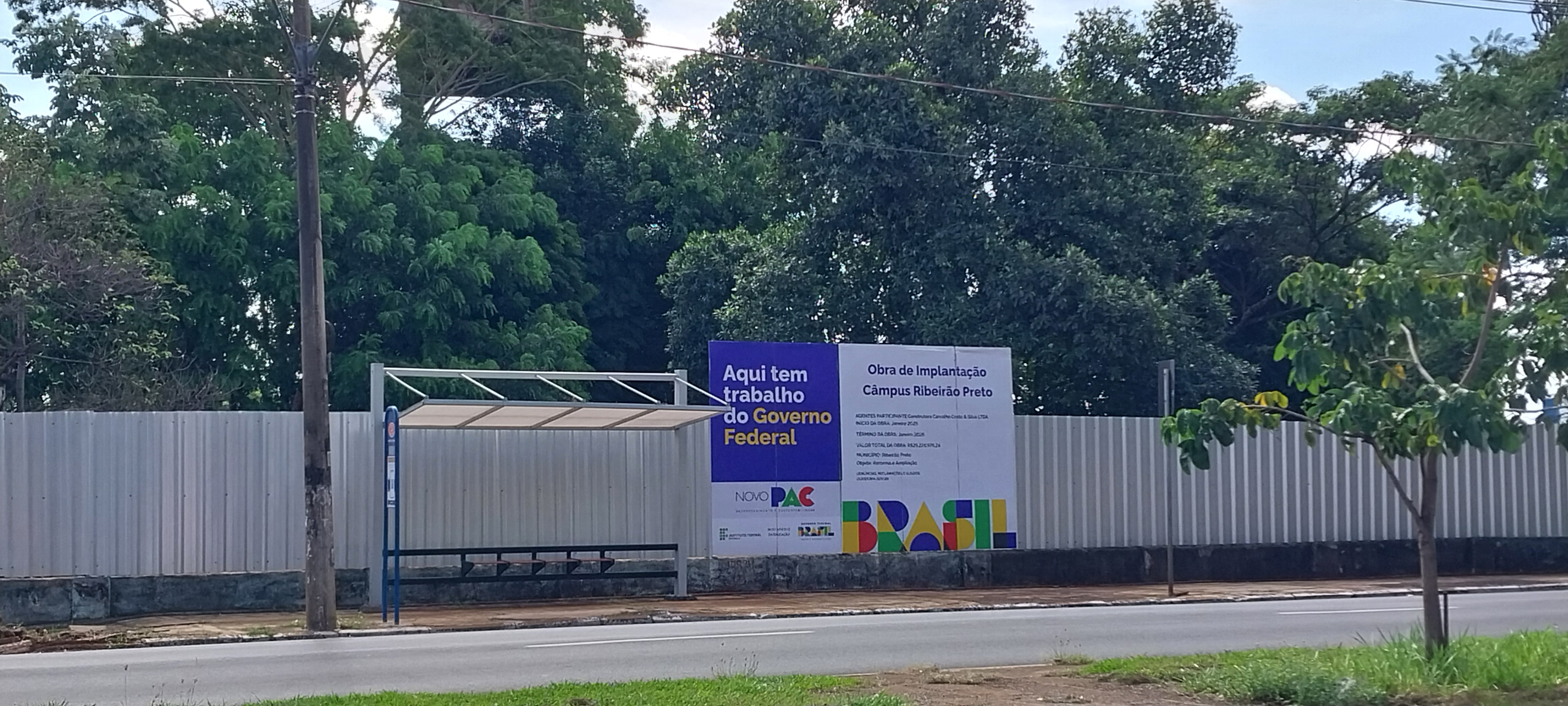
IFSP Ribeirão Preto

O Índice de Desenvolvimento da Educação Básica (IDEB) médio entre as escolas públicas de Ribeirão Preto era, no ano de 2009, de 4,0 (numa escala de avaliação que vai de nota 1 a 10), sendo que a nota obtida por alunos do 5º ano (antiga 4ª série) foi de 4,4 e do 9º ano (antiga 8ª série) foi de 3,7; o valor das escolas municipais e estaduais de todo o Brasil também era de 4,0. Entre as instituições particulares o índice municipal sobe para 6,1 (6,4 de alunos do 5º ano e 5,9 de alunos do 9º ano). O valor do Índice de Desenvolvimento Humano (IDH) da educação era de 0,918 (classificado como muito elevado), enquanto o do Brasil é 0,849.
O município contava, em 2012, com aproximadamente 112 472 matrículas nas redes públicas e particulares. Segundo o IBGE, naquele mesmo ano, das 180 escolas do ensino fundamental, 63 pertenciam à rede pública estadual, 29 à rede pública municipal e 88 eram escolas particulares. Dentre as 75 instituições de ensino médio, 34 pertenciam à rede pública estadual, 1 pertenciam à rede municipal e 40 às redes particulares. Em 2000, 5,5% das crianças de 7 a 14 anos não estavam cursando o ensino fundamental. A taxa de conclusão, entre jovens de 15 a 17 anos naquele ano, era de 67,7%. O índice de alfabetização da população 15 ou mais de idade, em 2010, era de 98,9%. Em 2006, para cada 100 meninas do ensino fundamental, havia 105 meninos.
A Secretaria Municipal de Educação tem como objetivo coordenar e assessorar administrativa e pedagogicamente o sistema escolar de Ribeirão Preto. São exemplos de programas coordenados pela Secretaria com foco voltado à população a Educação de Jovens e Adultos (EJA), que é a rede de ensino gratuita e voltada para adultos que não concluíram o ensino fundamental, e a rede de Educação Especial, onde alunos que têm deficiência física são conduzidos por professores especializados. A cidade possui também importantes universidades, centros universitários e faculdades, destacando-se a Universidade de São Paulo (USP), Universidade de Ribeirão Preto (UNAERP), Universidade Paulista (UNIP), Centro Universitário Moura Lacerda, Centro Universitário Barão de Mauá, Faculdade Estácio de Sá, União das Instituições Educacionais de São Paulo (UNIESP), Fundação Armando Álvares Penteado (FAAP), Faculdade Reges Ribeirão, Faculdade Filadélfia (FAFIL), Serviço Nacional de Aprendizagem Comercial (SENAC), Faculdade Anhanguera, Fatec Ribeirão, Faculdade de Tecnologia em Saúde (FATESA) e a Faculdade de Negócios Metropolitana. O Governo Federal, iniciou a construção do tão sonhado IFSP (Instituto Federal de Ribeirão Preto), que será a primeira instituição de ensino da União no município.

### Ciência e tecnologia

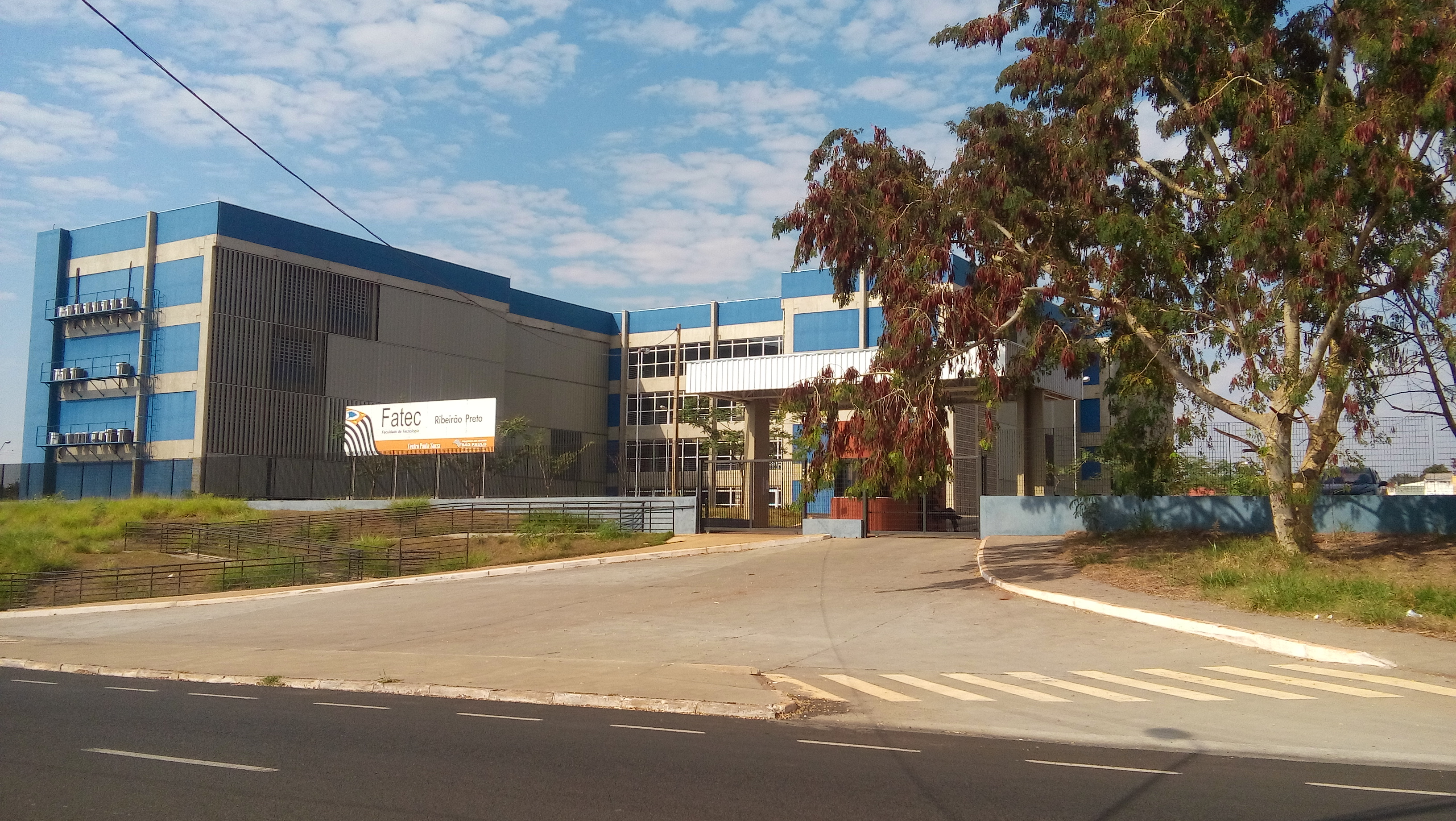
Fatec - Faculdade de Tecnologia

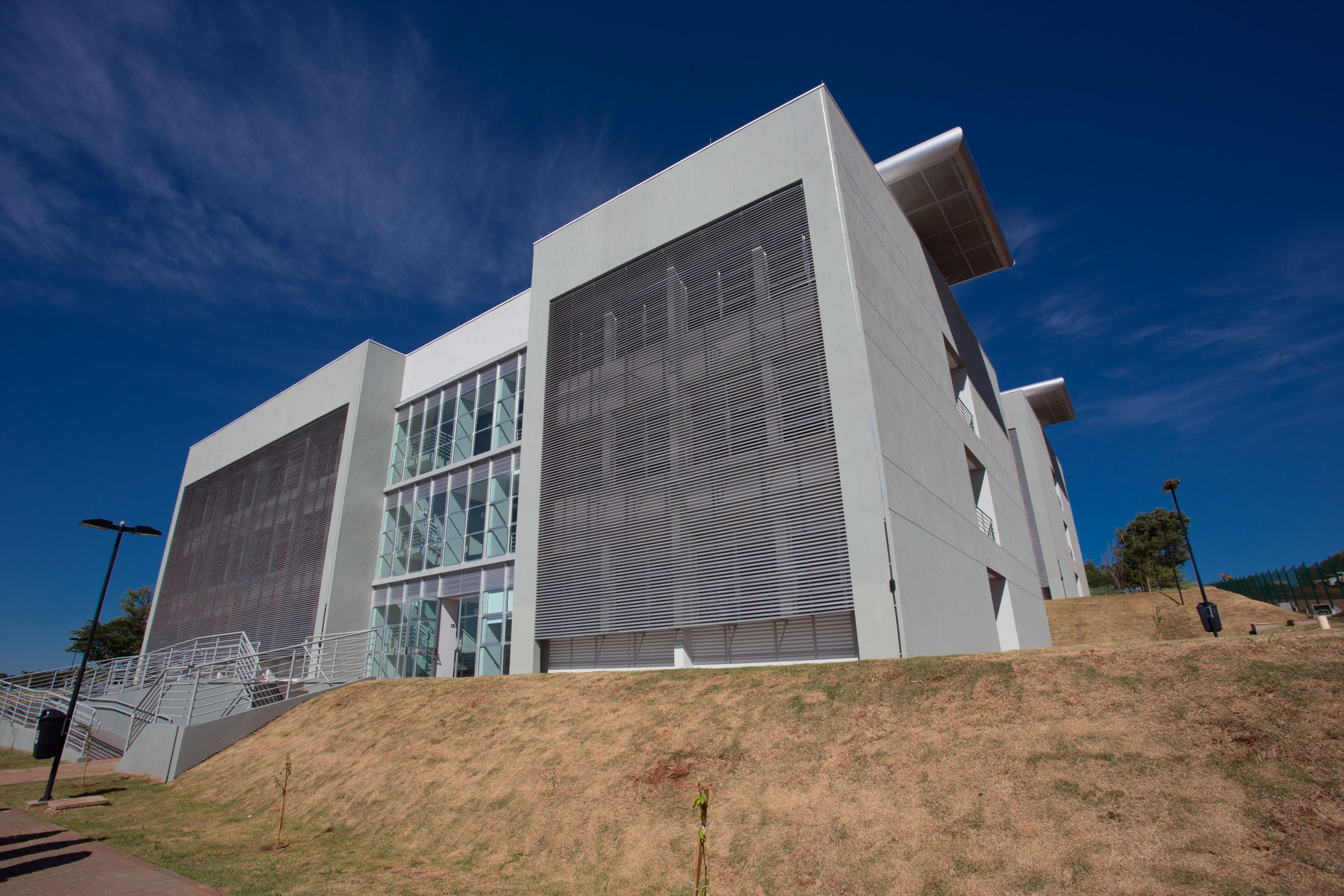
Parque Tecnológico de Ribeirão Preto

Além de Ribeirão Preto, toda a região compreende um dos principais centros universitários e de pesquisa do estado, com destaque para a área médica, engenharia e alta tecnologia em São Carlos; agronomia, veterinária e zootecnia em Jaboticabal; e zootecnia e engenharia de alimentos em Pirassununga, entre outras. Assim, a região consolida-se como um importante polo de geração de tecnologia e mão de obra qualificada. O município é destaque na área de tecnologia da informação (TI). Em 2005 a cidade já contava com mais de 300 empresas do ramo e em 2010 a região tive um aumento de 23% no faturamento na área de Tecnologia da Informação e Comunicação. Outras áreas relevantes em que a cidade se destaca dentro do setor tecnológico, são a saúde, a biotecnologia e a bioenergia, sendo uma das maiores produtoras mundiais de açúcar e álcool.
Em março de 2012 foi inaugurada a Escola de Formação Tecnológica (Fortec) "Jandyra de Camargo Moquenco" no centro da cidade, iniciando suas atividades com quatro cursos e atendendo a cerca de 900 alunos, divididos em três turnos. Em 2015, foi inaugurada a Faculdade de Tecnologia do Estado (Fatec), com investimento da ordem de R$ 27,2 milhões, sendo mais de R$ 870 mil em mobiliário e equipamentos e R$ 26,4 milhões na construção da sede da unidade. As instalações da faculdade estão distribuídas em três blocos que abrigam 24 salas de aula, 3 laboratórios (2 de informática e 1 de redes de computadores) e espaço para outros 13 laboratórios (como os de arquitetura de computadores, elétrica/eletrônica, física / elétrica e física óptica, microbiologia, química e bioquímica e mecânica de precisão), auditório, salas administrativas e biblioteca, entre outros ambientes.
O município possui o relevante Parque Tecnológico de Ribeirão Preto, que tem como objetivo colaborar no desenvolvimento científico e tecnológico da região, atraindo empresas que invistam em pesquisa e desenvolvimento de produtos, voltadas para as áreas de Saúde e Biotecnologia, e que priorizem o desenvolvimento sustentável. Nele há foco para instituições de Ensino e Pesquisa, compreendendo a formação de recursos humanos, a disponibilização de serviços tecnológicos e competências tecnológicas, as demandas tecnológicas empresariais da região de Ribeirão Preto e do Brasil e as tendências tecnológicas nacionais e internacionais do setor de Saúde e Biotecnologia. O Parque Tecnológico de Ribeirão Preto conta com equipamentos indutores de pesquisas e desenvolvimento, tais como o  Laboratório de Equipamentos Médicos e Hospitalares e o Centro Empresarial e incubadora de empresas. Atualmente, o município dispõe de três Arranjos Produtivo Local (APL), o APL da Saúde, o APL de Software e o novato APL do Polo Cervejeiro.
No início de 2017 a administração municipal terá uma nova pasta, a Secretaria de Desenvolvimento Econômico, Ciência, Tecnologia, Turismo e Serviços, que segundo o prefeito eleito Duarte Nogueira, buscará "fomentar o turismo, a partir de medidas como a criação de um calendário oficial de eventos, da estruturação do Parque Permanente de Exposições e da conclusão das obras de internacionalização do Aeroporto Leite Lopes".

### Habitação, serviços e comunicação

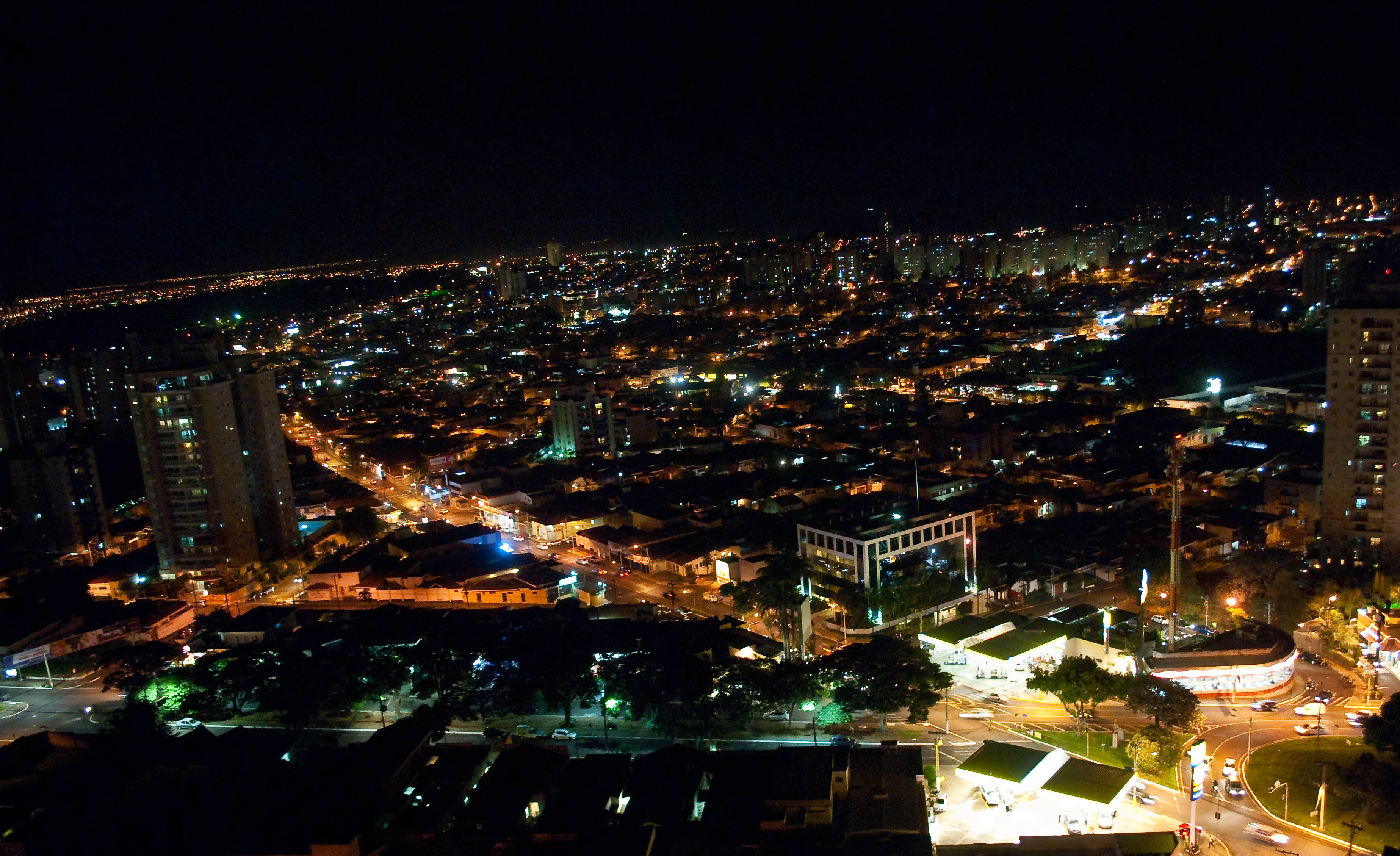
Vista parcial noturna de Ribeirão Preto, cujo fornecimento de energia elétrica é feito pela Companhia Paulista de Força e Luz (CPFL Paulista)

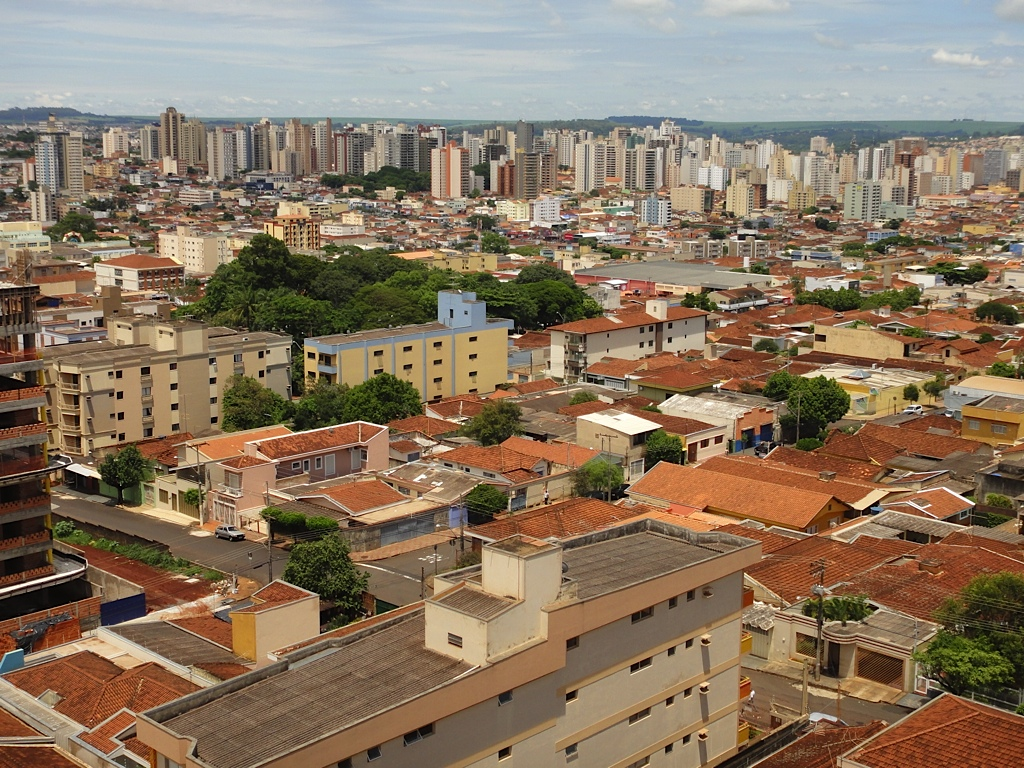
Área populosa na região central da cidade. Um dos fatores para a urbanização municipal foi a imigração no começo do século XX

No ano de 2022, segundo o IBGE, a cidade tinha 265 935 domicílios particulares permanentes, sendo 166 839 casas, 86 712 apartamentos, 11 236 casas de vilas ou em condomínios e 543 cômodos ou cortiços. Grande parte do município conta com água tratada, energia elétrica, esgoto, limpeza urbana, telefonia fixa e telefonia celular. Naquele ano, 99,17% dos domicílios eram atendidos pela rede geral de abastecimento de água; 99,82% das moradias possuíam algum tipo de coleta de lixo e 98,26% das residências possuíam esgotamento sanitário. Ainda, segundo o censo de 2010, apenas 2,35% da população da cidade vive em aglomerados subnormais, totalizando 14 117 pessoas, um índice consideravelmente baixo.
O primeiro sistema de abastecimento de água de Ribeirão Preto começou a funcionar em 1903, sendo que a responsabilidade do serviço era uma empresa privada, a Empresa de Água e Esgotos de Ribeirão Preto S/A. Em 1955, a empresa rompeu o contrato de concessão e a Prefeitura passou a gerenciar os serviços e em 1960 a Lei nº 968 criou o Departamento de Água, Esgotos e Telefonia (DAET), que deu origem em 1969 ao Departamento de Água e Esgotos de Ribeirão Preto (DAERP), que ainda hoje, além do serviço de água, também é a encarregada pela coleta do esgoto e, desde 1999, pelo gerenciamento a execução de serviços de limpeza pública, coleta, tratamento e destinação final do lixo no município. A água consumida e distribuída vem de um reservatório de águas subterrâneas, o chamado Aquífero Guarani, sendo que Ribeirão Preto tem 103 poços artesianos em funcionamento. Já o esgoto é tratado em duas estações; a Estação de Tratamento de Esgotos Caiçara, que foi inaugurada em outubro de 2000 e trata 14% do total coletado, e a Estação de Tratamento de Esgotos Ribeirão Preto, que trata os 84% restantes.
A responsável pelo abastecimento de energia elétrica em Ribeirão Preto é a Companhia Paulista de Força e Luz (CPFL Paulista), que atende ainda a outros 234 municípios do Interior de São Paulo. Em 2010 99,93% dos domicílios do município eram atendidos pelo serviço. Ainda há serviços de internet discada e banda larga (ADSL) sendo oferecidos por diversos provedores de acesso gratuitos e pagos. O serviço telefônico móvel, por telefone celular, é oferecido por diversas operadoras. Alguns pontos já contam com rede wireless (internet sem fio). O código de área (DDD) de Ribeirão Preto é 016 e o Código de Endereçamento Postal (CEP) da cidade vai de 14000-001 a 14109-999.
Há vários canais nas faixas Very High Frequency (VHF) e Ultra High Frequency (UHF), sendo alguns dos principais com emissoras afiliadas na própria cidade ou em cidades próximas, como o SBT RP (emissora própria do SBT), a EPTV Ribeirão (afiliada à Rede Globo), a TV Clube (afiliada à Rede Bandeirantes) e a RecordTV Interior SP (emissora própria da RecordTV). Ribeirão Preto também possui jornais em circulação, sendo alguns "A Cidade", "Gazeta de Ribeirão", "Folha de S.Paulo" (Caderno Ribeirão), "Tribuna de Ribeirão" e "O Diário". Algumas das principais emissoras de rádio são a Rádio Eldorado Ribeirão Preto, a Radio Nativa, a Rádio CMN Jovem Pan, a Rádio BandNews FM, a Oi FM, Jovem Pan FM, Difusora e CBN Ribeirão Preto.

### Transportes

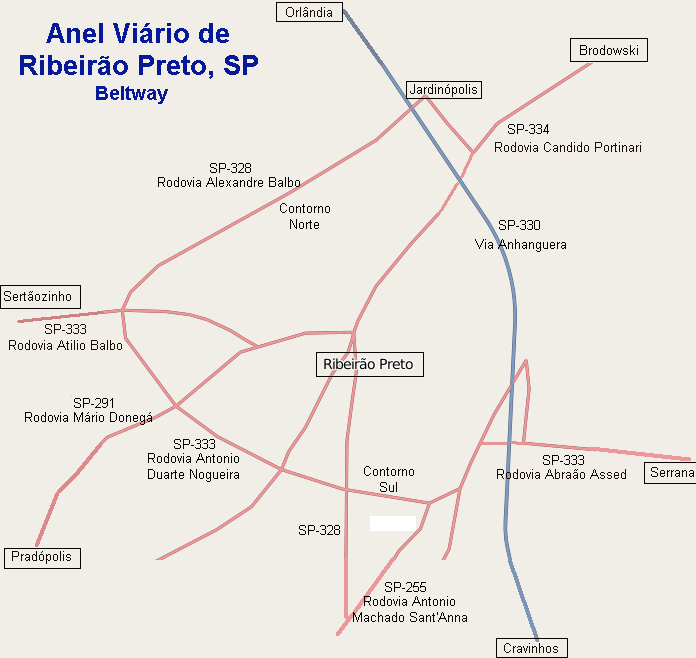
Anel viário de Ribeirão Preto

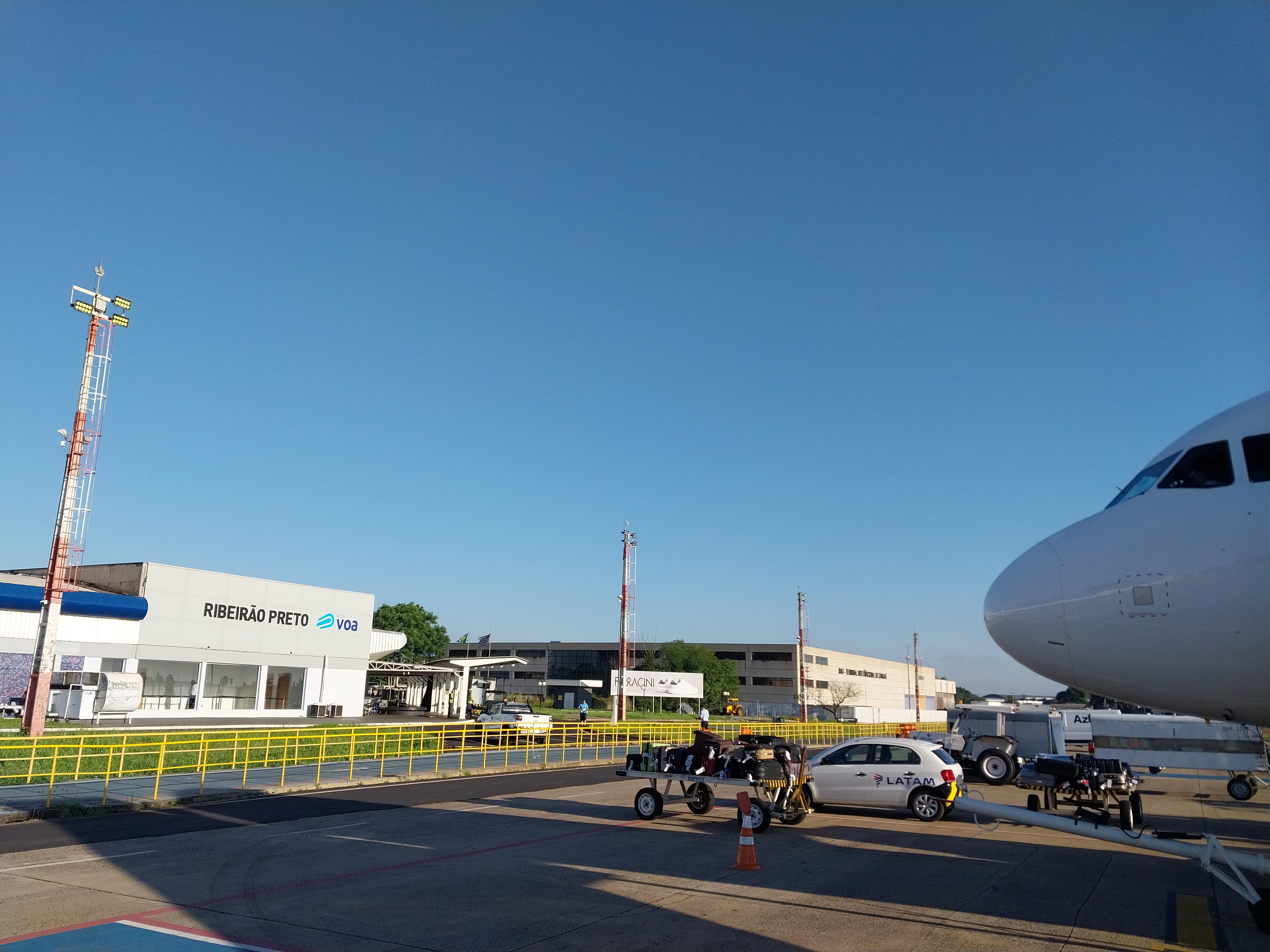
Aeroporto de Ribeirão Preto

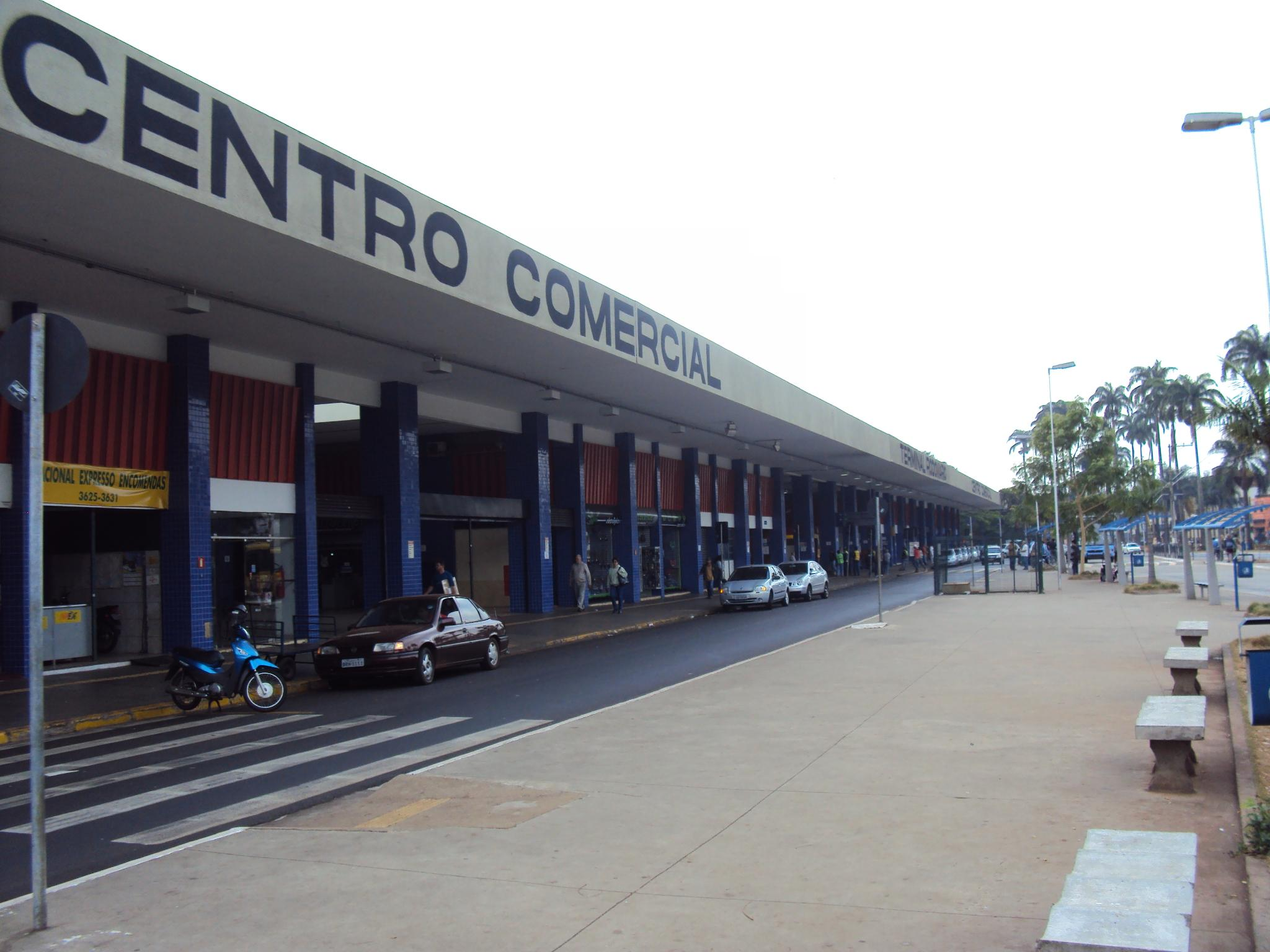
Rodoviária central de RP

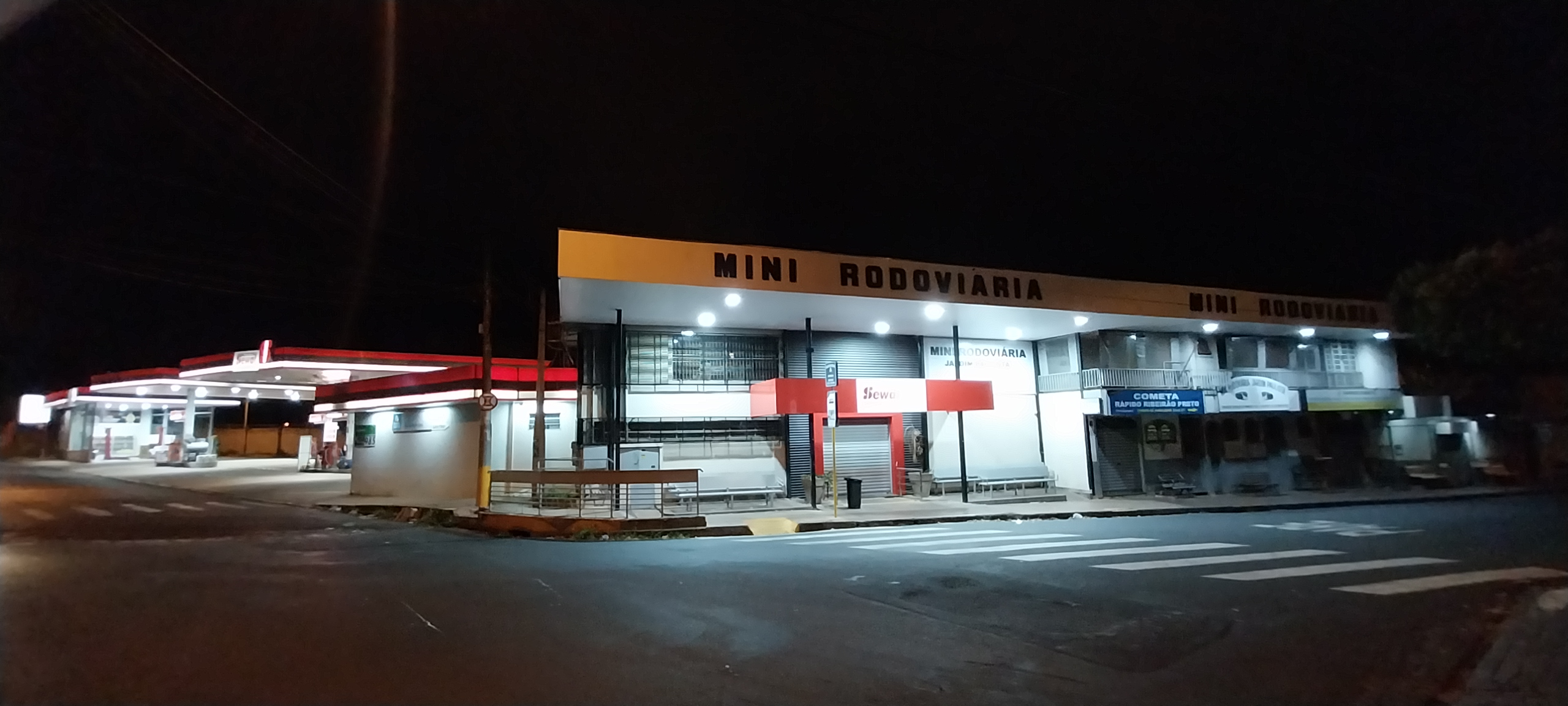
Mini Rodoviária de RP

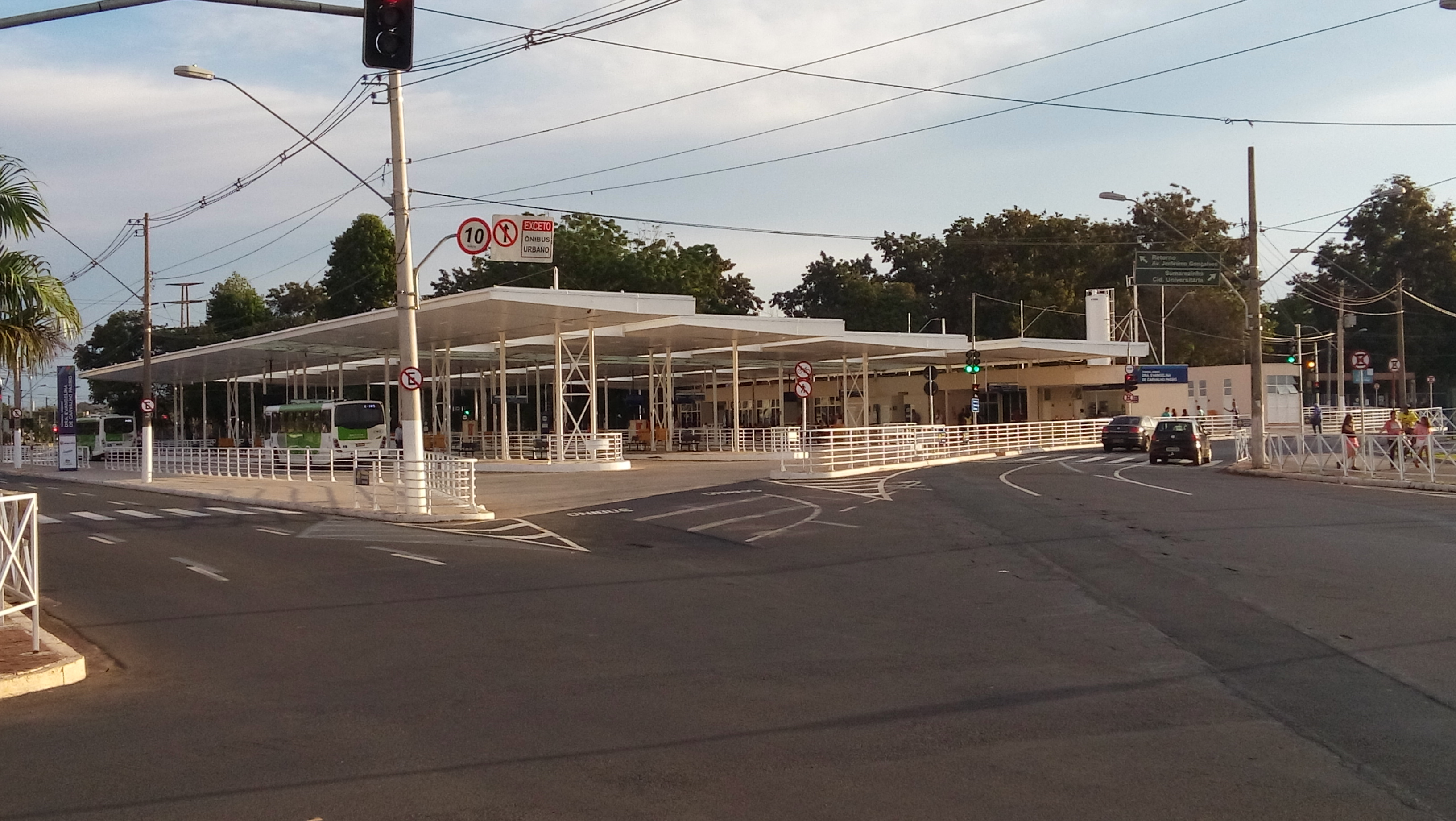
Terminal de Ônibus Central

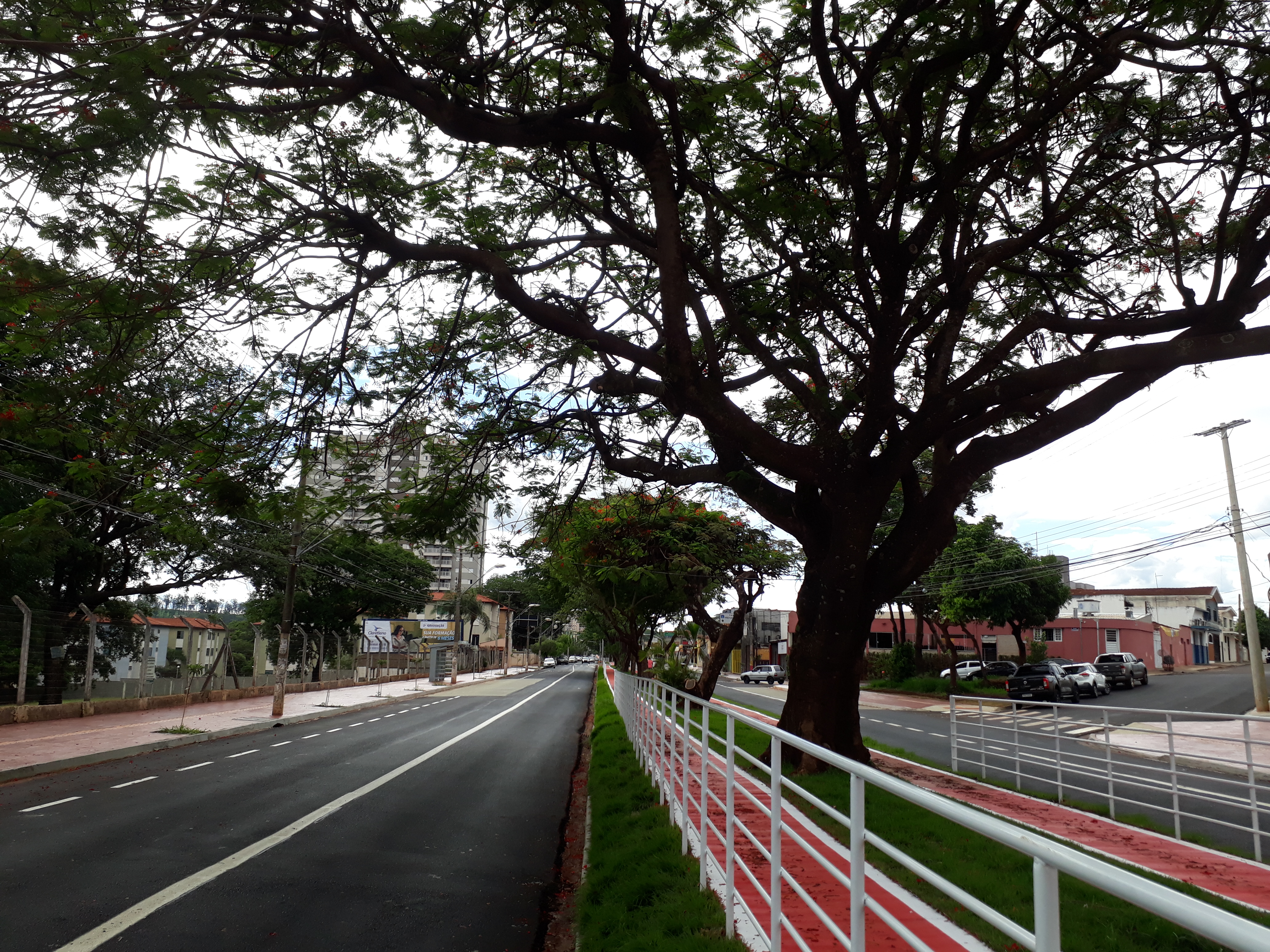
Corredor de ônibus e ciclovia na Avenida do Café

A primeira ferrovia a chegar a Ribeirão Preto pertencia à chamada Companhia Mogiana de Estradas de Ferro, sendo que a estação ferroviária foi inaugurada a 23 de novembro de 1883. Em 1971 passou a fazer parte da Ferrovia Paulista S/A, continuando a funcionar até 1976, quando os trilhos da ferrovia foram transferidos. Em 1 de junho de 1966 foi inaugurada a nova estação ferroviária da cidade, que hoje pertence à Ferrovia Centro-Atlântica (FCA), recebendo passageiros até agosto de 1997, quando estes trens foram suprimidos. Além destas Ribeirão Preto já foi servida por outras duas ferrovias. A Estrada de Ferro Dumont, construída pela Mogiana, ligava a cidade à fazenda Dumont, de propriedade de Henrique Santos Dumont, a oeste do município, sendo que a Estação Ferroviária Dumont, que pertencia a essa ferrovia, foi inaugurada em 1890 e abandonada junto ao fechamento da linha, em 1940, sendo demolida em março de 1968. Já a Estrada de Ferro São Paulo-Minas transportava minérios entre Ribeirão Preto e Minas Gerais, sendo que a estação dessa ferrovia foi inaugurada em 1 de maio de 1928 e funcionou até por volta de 1970. O avanço dos transportes rodoviário e aeroviário em Ribeirão Preto, assim como em grande parte do estado de São Paulo e do centro-sul brasileiro, contribuiu com a decadência das ferrovias, principalmente na primeira metade da década de 1990. O município é servida hoje com uma linha-tronco, que liga Brasília ao Porto de Santos e se apresenta como um importante ponto de destino de cargas ferroviárias.
O Aeroporto do município é o Aeroporto de Ribeirão Preto - Doutor Leite Lopes, que é administrado pela concessionária VOA-SP. É um dos principais aeroportos do interior de São Paulo, oferecendo apoio e infraestrutura compatível com aeroportos de grandes centros. Opera em período integral e recebeu, em 2019, mais de 29 000 voos e cerca de 923 000 passageiros, tornando-se o o 4° maior aeroporto do Estado de São Paulo e um dos mais movimentados do Brasil, inclusive, com movimento superior a diversas capitais brasileiras. Conta com pista asfaltada, que tem 2 100 metros de extensão e iluminação noturna, além de terminal de passageiros com 5 000 m² e estacionamento para veículos com 840 vagas. Ainda opera voos fretados, abriga a sede da Passaredo, importante empresa aérea regional, e o Aeroclube de Ribeirão Preto. Atualmente, o Terminal de Passageiros passa por obras de reformas e ampliação, com pevisão de entrega para novembro de 2024.
O Terminal Rodoviário de Ribeirão Preto é um dos principais de sua região, sendo que foi inaugurado em outubro de 1976 como o maior e mais moderno do país. Passou por reformas e foi reinaugurado em 2009, havendo sala climatizada com 150 lugares, praça de alimentação, toaletes, lojas e um total de 17 plataformas rodoviárias e 40 guichês de venda de passagens. Ribeirão Preto tem uma boa malha rodoviária que a liga a várias cidades do interior paulista e até a capital, tendo acesso a rodovias de importância estadual e até nacional através de rodovias vicinais pavimentadas e com pista dupla, como a Rodovia Cândido Portinari e a Rodovia Anhanguera. A Anhanguera é um dos mais importantes eixos rodoviários de São Paulo, estando inserido no corredor viário nordeste do estado, ligando-o a Minas Gerais. Em um raio em torno de 200 km do município encontram-se algumas das principais cidades do interior de São Paulo e de Minas Gerais, tais como Franca, Araraquara, São Carlos, Bauru, Piracicaba, Campinas, São José do Rio Preto, Uberaba e Uberlândia, sendo o acesso facilitado pela disponibilidade de rodovias. As seguintes rodovias passam pelo município: Rodovia Antônio Machado Sant'Anna (SP-255); Rodovia Mario Donega (SP-291); Rodovia Attilio Balbo e Rodovia Armando Salles de Oliveira (SP-322); Rodovia Alexandre Balbo (SP-328); Rodovia Prefeito Antônio Duarte Nogueira (SP-328); Rodovia Anhanguera (SP-330); Rodovia Abrão Assed (SP-333); Rodovia Cândido Portinari (SP-334).
A Empresa de Trânsito e Transporte Urbano (Transerp), instituída em 1980, é responsável pelo controle e manutenção do trânsito do município, desde a fiscalização das vias públicas e comportamento de motoristas e pedestres até a elaboração de projetos de engenharia de tráfego, pavimentação, construção de obras viárias e gerenciamento de serviços tais como os de táxis, alternativos, ônibus, fretados e escolares. A frota municipal consolidada no ano de 2023 era de 584 520 veículos, sendo 312 614 automóveis, 118 539 motocicletas, 44 010 caminhonetes, 34 134 motonetas, 24 542 camionetas, 12 658 caminhões, 10 591 utilitários, 3 719 caminhões trator, 2 918 ônibus e 1 576 micro-ônibus. As avenidas duplicadas, pavimentadas e diversos semáforos facilitam o trânsito da cidade, mas o crescimento no número de veículos nos últimos 20 anos (desde 2004) está gerando um tráfego cada vez mais lento de carros, principalmente na sede do município. Além disso, tem se tornado difícil encontrar vagas para estacionar no centro comercial da cidade, o que vem gerando alguns prejuízos ao comércio.
Em 2014, a remodelação do Trevo Waldo Adalberto da Silveira, na altura do km 307,5 da Rodovia Anhanguera (SP-330), recebeu investimento de R$ 120 milhões. No total, a obra tem oito viadutos com extensão de 630 metros cada e 20 alças de acesso e retorno, em um complexo viário com 11,8 mil metros de extensão, além de passarela de pedestres com extensão de 440 metros, que permitirá também a travessia de ciclistas.
Em 2023, a famosa Empresa de Trânsito e Transporte Urbano (Transerp), mudou de nome para RP Mobi, segundo a empresa, a princípio a alteração é apenas na nomenclatura e a mesma segue responsável pelo transporte e trânsito na cidade. As siglas RP, ele explica, vem de Ribeirão Preto. Já Mobi é de mobilidade, parte importante na história da cidade a partir das diversas obras de mobilidade.

## Esportes
No futebol, o município tem como principais representantes o Botafogo, conhecido como "o Pantera da Mogiana", que disputa hoje a Primeira Divisão do Paulista e a série B do Campeonato Brasileiro de Futebol, manda seus jogos no Estádio Santa Cruz, com capacidade para 29 mil pessoas, enquanto o Comercial, conhecido como "Leão do Norte", manda seus jogos no Estádio Palma Travassos, com capacidade para 18 mil pessoas. O confronto entre essas duas equipes é um dos jogos mais tradicionais do interior de São Paulo, denominado Come-Fogo.
O Estádio Santa Cruz e o antigo Centro de Treinamento Manoel Leão serviram como base de treinamentos da Seleção Francesa de Futebol durante a Copa do Mundo FIFA de 2014, com o Theatro Pedro II abrigando as entrevistas coletivas, sendo Ribeirão Preto uma das subsedes da competição.
Além do futebol, Ribeirão Preto conta com vários locais para prática de outras modalidades desportivas. Entre os anos de 2010 e 2015, Ribeirão Preto sediou a Etapa de Ribeirão Preto da Stock Car Brasil no Circuito de Rua de Ribeirão Preto. O Cartódromo Municipal "Antônio de Castro Prado Neto", construído pela Prefeitura de Ribeirão Preto e diversas construtoras do município no Parque Permanente de Exposições, foi inaugurado em 2000. Com 52 boxes e capacidade para abrigar até 104 karts, o cartódromo ocupa uma área total de 30.656,29 m², com fácil acesso e saída pela Rua Santa Rosa do Viterbo em confronto com as ruas Peru e Uruguai.
A Recreativa, um dos clubes mais populares de Ribeirão Preto, começou a investir no voleibol a partir de 1990, contando com o suporte de empresas públicas e privadas. Foi montado uma forte equipe de voleibol feminino, contando no elenco com jogadoras de alto nível como: Vânia Mello , Isabel Salgado, Estefânia, Virna Dias e Fernanda Venturini, entre outras.[carece de fontes?] A equipe de voleibol feminino da Sociedade Recreativa e de Esportes de Ribeirão Preto (a Recra), traz em seu histórico títulos e resultados expressivos, figurando entre os principais e mais populares times de voleibol do interior de São Paulo e também do Brasil, principalmente na década de 90, quando conquistou o bicampeonato consecutivo do Campeonato Paulista de Volei Feminino, em 1991 e 1992, conseguiu também o título inédito da Liga Nacional de Voleibol Feminino (atual Superliga) da temporada  1993/1994, além do seu único título internacional em 1994, o Campeonato Sul-Americano de Campeões, em torneio disputado na cidade de Medellín, na Colômbia.
No basquete, Até 2006, a cidade foi representada pelo COC/Ribeirão Preto, equipe que revelou jogadores como Alex Garcia, contratado por 2 temporadas pelo San Antonio Spurs e pelo New Orleans Hornets da NBA, e o ex-técnico da seleção brasileira Aluísio Ferreira. Foi campeão brasileiro em 2003, vice campeão em 1998 e 2001 e ainda único pentacampeão paulista consecutivo (2001/02, 2002/03, 2003/04, 2004/05, 2005/06), com um título invicto e maior número de jogos invicto da história do basquete brasileiro, porém a equipe teve fim após o campeonato brasileiro de 2006, em virtude de divergência entre dirigentes e a confederação de basquete brasileiro.
Em 2017, foi fundado na cidade o Vôlei Ribeirão, time de vôlei masculino, que após a conquista do título da Superliga Brasileira B em 2018, conseguiu acesso à Superliga Brasileira. Em 2021, no entanto, foi anunciado o seu fim.
O Raça Rugby Ribeirão (RRR) foi fundado em 1992 por alunos da Faculdade de Medicina de Ribeirão Preto da Universidade de São Paulo (FMRP-USP). No atletismo destaca-se a Meia Maratona de Ribeirão Preto, competição de rua com percurso de 5 km e 10 km percorrendo algumas das principais avenidas da cidade.
Em 2021, foi inaugurado o RP Skate Park, uma pista de skate localizada no Parque Maurílio Biagi. A mesma foi projetada pelo decacampeão mundial Bob Burnquist. O espaço tem quatro mil metros quadrados e pode receber adeptos do skate park e skate street, ambas modalidades que fizeram parte pela primeira vez na edição dos Jogos Olímpicos de Tóquio.
Entre 1 a 16 de setembro de 2023, Ribeirão Preto foi sede dos Jogos da Juventude, evento esportivo organizado pelo Comitê Olímpico do Brasil (COB).. O evento reuniu cerca de 4 mil atletas de até 17 anos de idade oriundos de todos os estados do Brasil e do Distrito Federal. Os esportes envolvidos foram: atletismo, natação, natação em águas abertas, triatlo, ciclismo, voleibol, vôlei de praia, basquete, handebol, ginástica rítmica, ginástica artística, judô, taekwondo, wrestling, esgrima, badminton, tênis de mesa e tiro com arco. As competições esportivas aconteceram em diversas localidades do município e também em municípios vizinhos (Sertãozinho - ginástica; Serrana - handebol; Brodowski - badminton e basquete; Pirassununga - atletismo). A abertura ocorreu no Theatro Pedro II

## Cultura

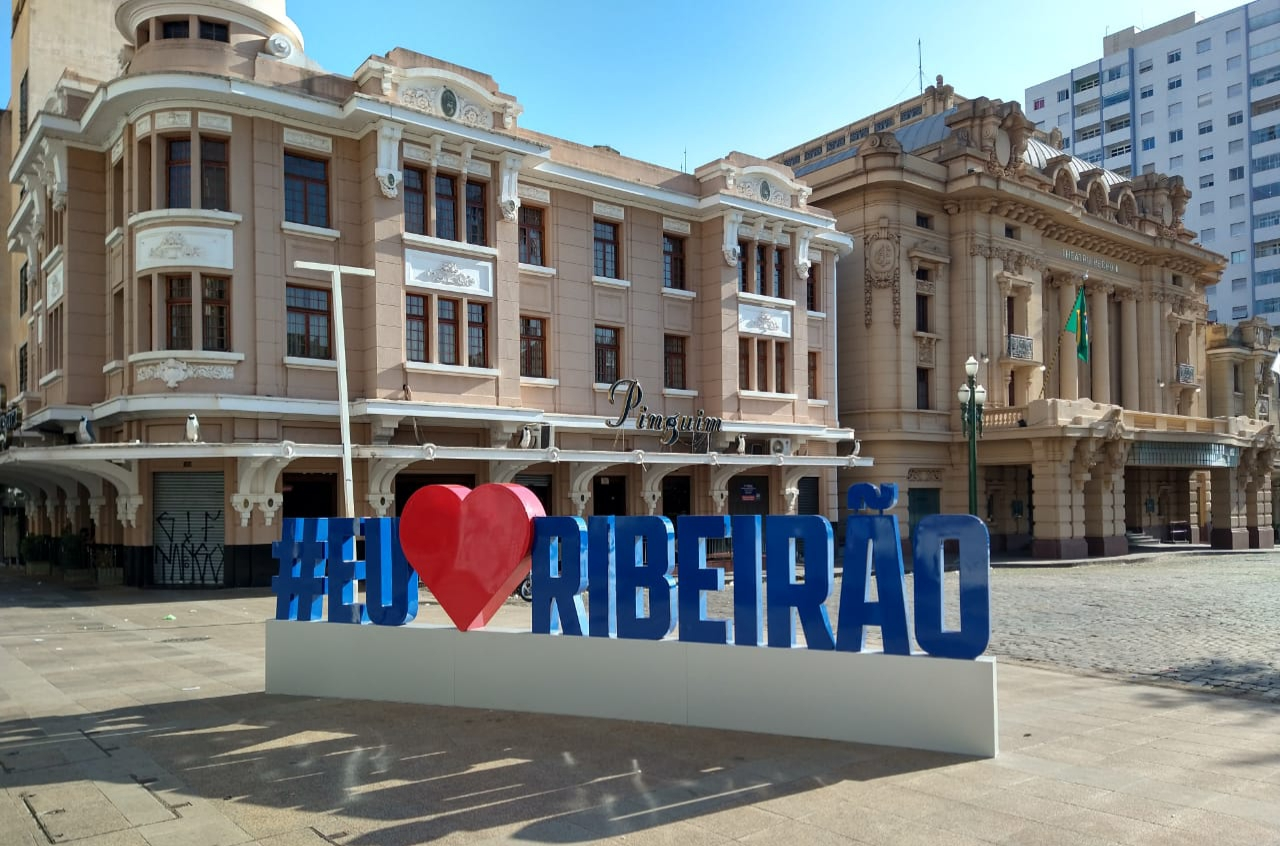
Totem Instagramável, com a Choperia Pinguim ao lado do Teatro Pedro II - O Quarteirão Paulista.

A responsável pelo setor cultural de Ribeirão Preto é a Secretaria Municipal da Cultura de Ribeirão Preto, que tem como objetivo planejar e executar a política cultural do município por meio da elaboração de programas, projetos e atividades que visem ao desenvolvimento cultural. Ela foi criada em 1984, a partir da Lei Municipal nº 4.465, e engloba ainda o Fundo Pró-Cultura, que regulamenta a gestão financeira de valores arrecadados pela secretaria, e o Sistema Municipal de Cultura, processo de gestão conjunta e coordenada de iniciativas que envolvem os governos federal, estadual e municipal, com o objetivo de manter e estruturar a política pública de cultura. A Secretaria Municipal de Esportes, criada pela pela Lei Complementar nº 36, de 27 de novembro de 1990, também é responsável por outras áreas (mais específicas) da cultura ribeirão-pretana, tais como atividades de lazer e práticas desportivas.
Ribeirão Preto é um município que tem uma vida noturna muito ativa em função de bares, restaurantes, boates, teatros, cinemas e similares. No passado, devido à sua agitada vida noturna e arquitetura atrativa, foi denominada "petite Paris" (pequena Paris). O grande poder aquisitivo dos coronéis do café fez com que a cidade se desenvolvesse a ponto de ser comparada a grandes metrópoles da época, principalmente Paris. Imitando sua arquitetura e hábitos sociais, surgiram vários teatros e sociedades que promoviam os eventos e entretenimentos sociais. O prédio do governo municipal, o Palácio Rio Branco, foi inspirado na arquitetura da Prefeitura de Paris, Hôtel de Ville.

### Artes cênicas

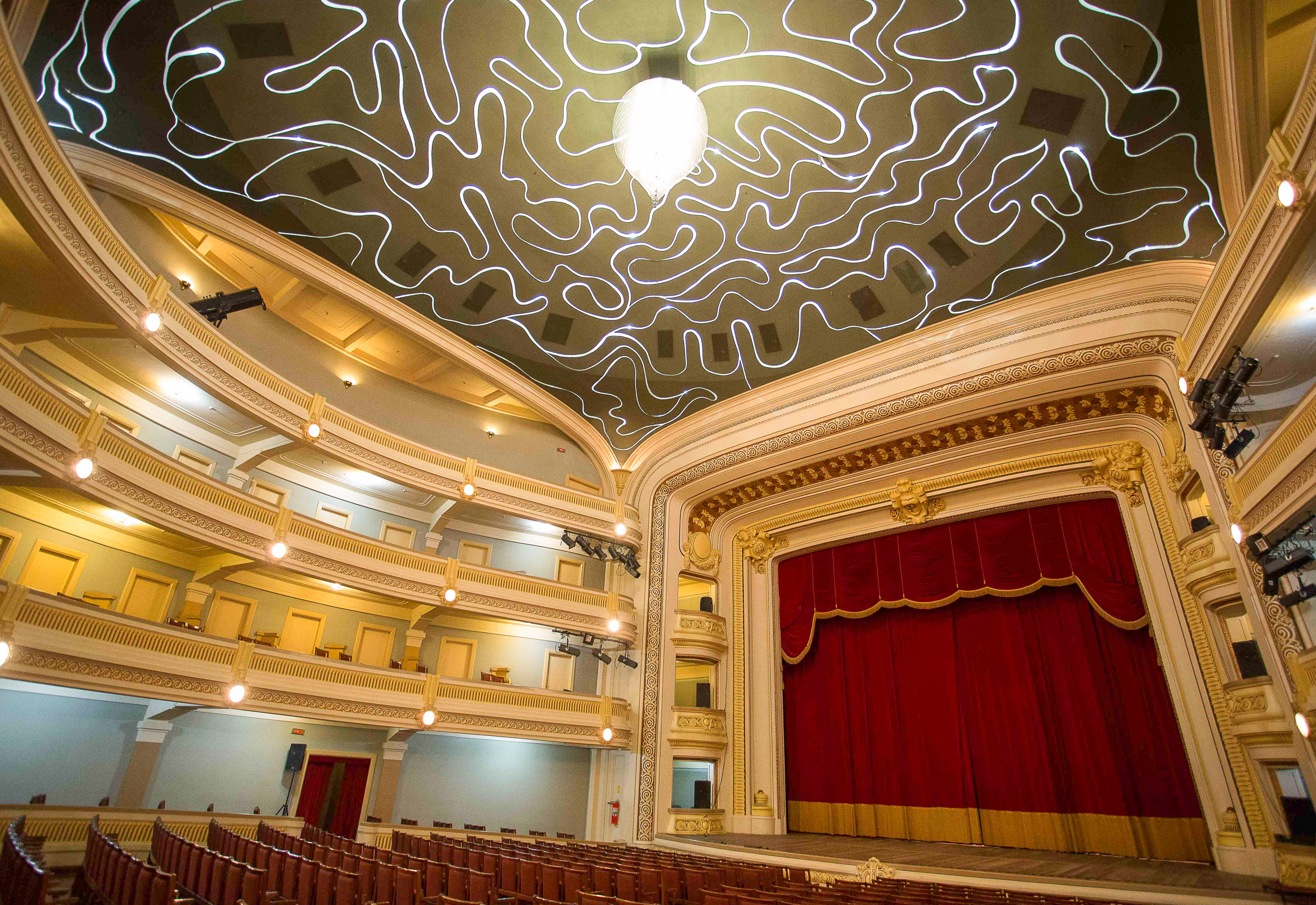
Interior do Theatro Pedro II

A cidade conta com vários espaços dedicados à realização de eventos culturais das áreas teatral e musical. Exemplo capital é o Teatro Pedro II, que é um teatro de ópera, localizado na região central, mais especificamente no Quarteirão Paulista. É considerado o terceiro maior da categoria no Brasil, possuindo capacidade para 1 580 espectadores e uma área total de 6 500 m², tendo sido inaugurado em 8 de outubro de 1930, para rivalizar o Teatro Carlos Gomes, principal polo da atividade cultural da cidade até a altura. O Teatro Municipal, inaugurado em 1969 com linhas modernas, que tem capacidade para 515 pessoas. O estacionamento fica localizado ao lado do teatro e tem capacidade de aproximadamente 40 carros. Por ser um lugar arborizado e amplo, é usado também para eventos culturais. O Teatro de Arena, que foi fundado em 1969, tendo sido construído numa meia-encosta, em uma área de aproximadamente 6 mil m². A Secretaria da Cultura conta ainda com seis centros culturais distribuídos pela cidade. Neles são realizados cursos, atividades relacionadas ao artesanato, música, dança e culinária. A Escola de Arte do Bosque/Cândido Portinari, também pertencente à Secretaria, oferece cursos gratuitos de artes plásticas e artesanato, seja para crianças, adultos ou à terceira idade. Outros espaços culturais que se destacam são o Teatro Auxiliadora, o Teatro Bassano Vaccarini, o Teatro do Sesc, o Teatro Minaz, o Teatro Municipal, o Teatro Santa Rosa e o Teatro do Sesi.

### Arte cinematográfica

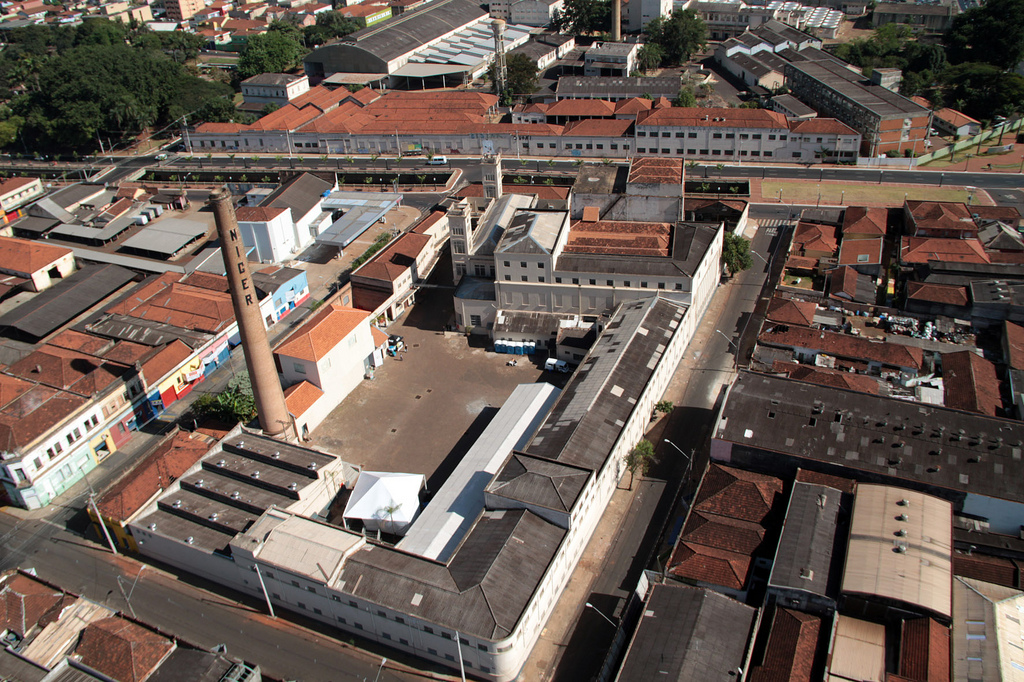
Estúdios Kaiser de Cinema, antiga fábrica da Cia. Cervejaria Paulista

Ribeirão Preto ainda é um dos principais polos de cinema do Brasil, tendo os Estúdios Kaiser de Cinema, mantidos pela São Paulo Film Commission, espaço com mais de 13 mil m² de área construída e que abriga toda uma infra-estrutura para a produção audiovisual, além de contar com o maior cineclube do país, o Cineclube Cauim, que possui números que não há como negar e impressionam. Em único mês, 60 mil pessoas passaram pela sala de cinema do cineclube que funciona na rua São Sebastião, no coração de Ribeirão. As 140 mil crianças que estudam na rede pública municipal já foram, pelo menos, duas vezes ao cinema, graças a um dos seus projetos; outras 14 mil da rede estadual também já estiveram no Cauim pelo menos uma vez. E mais 50 mil crianças de 26 cidades da região também já passaram pelo cinema. Situado no centro histórico da cidade (antiga sede da Companhia Cervejaria Paulista), este patrimônio "industrial" é tombado pelo Conselho de Defesa do Patrimônio Histórico, Artístico, Arqueológico e Turístico do Estado de São Paulo (Condephaat), Conselho de Preservação do Patrimônio Cultural de Ribeirão Preto (Conppac) e Instituto do Patrimônio Histórico e Artístico Nacional (IPHAN), fazendo parte do Núcleo de Cinema de Ribeirão Preto.

### Eventos

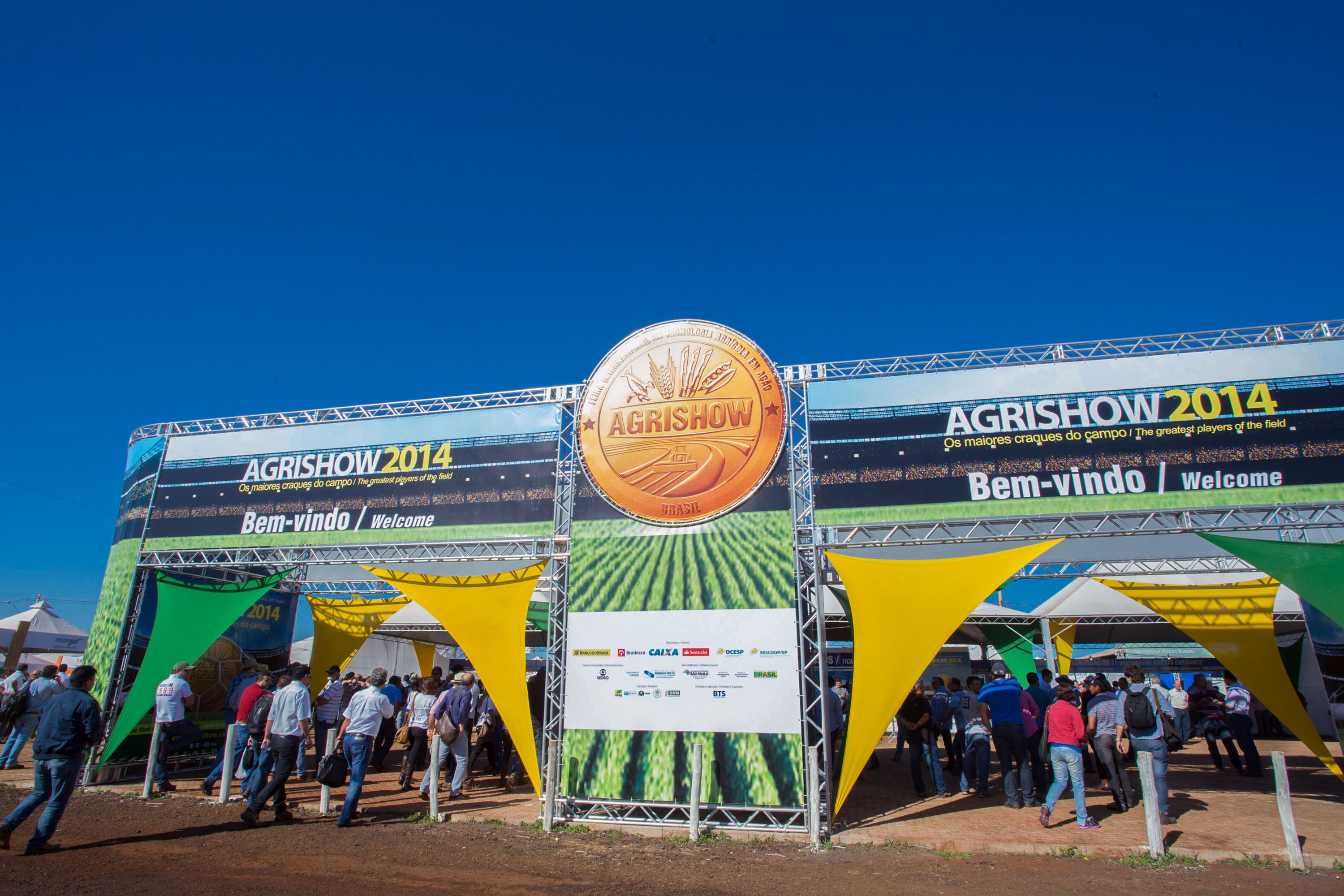
Agrishow de 2014

A Secretaria de Cultura promove ainda diversos festivais e concursos. O Festival de Teatro de Ribeirão Preto, por exemplo, realizado desde 2010 por meio da Fundação Dom Pedro II e Secretaria Municipal da Cultura em parceria com o Sesc e a Secretaria de estado da Cultura, reúne vários grupos teatrais da cidade, ocupando importantes espaços artísticos, como a praça Ramos de Azevedo, o teatro do Centro Universitário Barão de Mauá, Teatro Municipal, Sesc e Theatro Pedro II. Ainda há a Feira de Photo Imagem, Carnabeirão (maior micareta do estado de São Paulo), Festival de Cinema de Ribeirão Preto, Agrishow (Feira Internacional de tecnologia Agrícola em ação), a Feira Nacional do Livro de Ribeirão Preto (segunda maior feira a céu aberto do Brasil), Feira ExpoHair, Feitrans (Feira de Transportes Interior Paulista), Festival Tanabata (cultura japonesa), Arena Cross, Festival de Inverno João Rock, Festival de Teatro de Ribeirão, Ribeirão Rodeo Music, Festitália (cultura italiana), Entorta Bixo, Arraia da Enf, Feapam, Ribeirão Cana Invest, Bonfim Paulista Rodeio Show, Expobonsai, Comida di buteco, Ribeirão Preto Restaurante Week, Tropeada de Ribeirão Preto, Rally Mitsubishi Cup e Copa Chevrolet Montana. Esses eventos movimentam diversos segmentos do município, como o aeroporto, rodoviária, sistema de táxi, rede hoteleira, bares, restaurantes, entre outros,  AVIRRP, (Feira de Turismo, promovida e organizada anualmente pela Associação das Agências de Viagem de Ribeirão Preto e Região).
O Carnaval da cidade também é um dos maiores da região. Ribeirão Preto é o berço de uma das mais antigas escolas de samba do Brasil: em 1927 foi fundada os "Bambas", no entanto, como um cordão carnavalesco, transformando-se em escolas de samba posteriormente. Além desta escola pioneira existem os Embaixadores dos Campos Elíseos, Tradição do Ipiranga, Falcão de Ouro, Camisa 12 Corintiana e Imperadores do Samba. Existem atualmente na cidade três blocos de rua, "Os Alegrões" (Jd. Irajá), o "O Berro" (Centro) e o "Bloco da Vila" (Vila Tibério).

### Espaços culturais

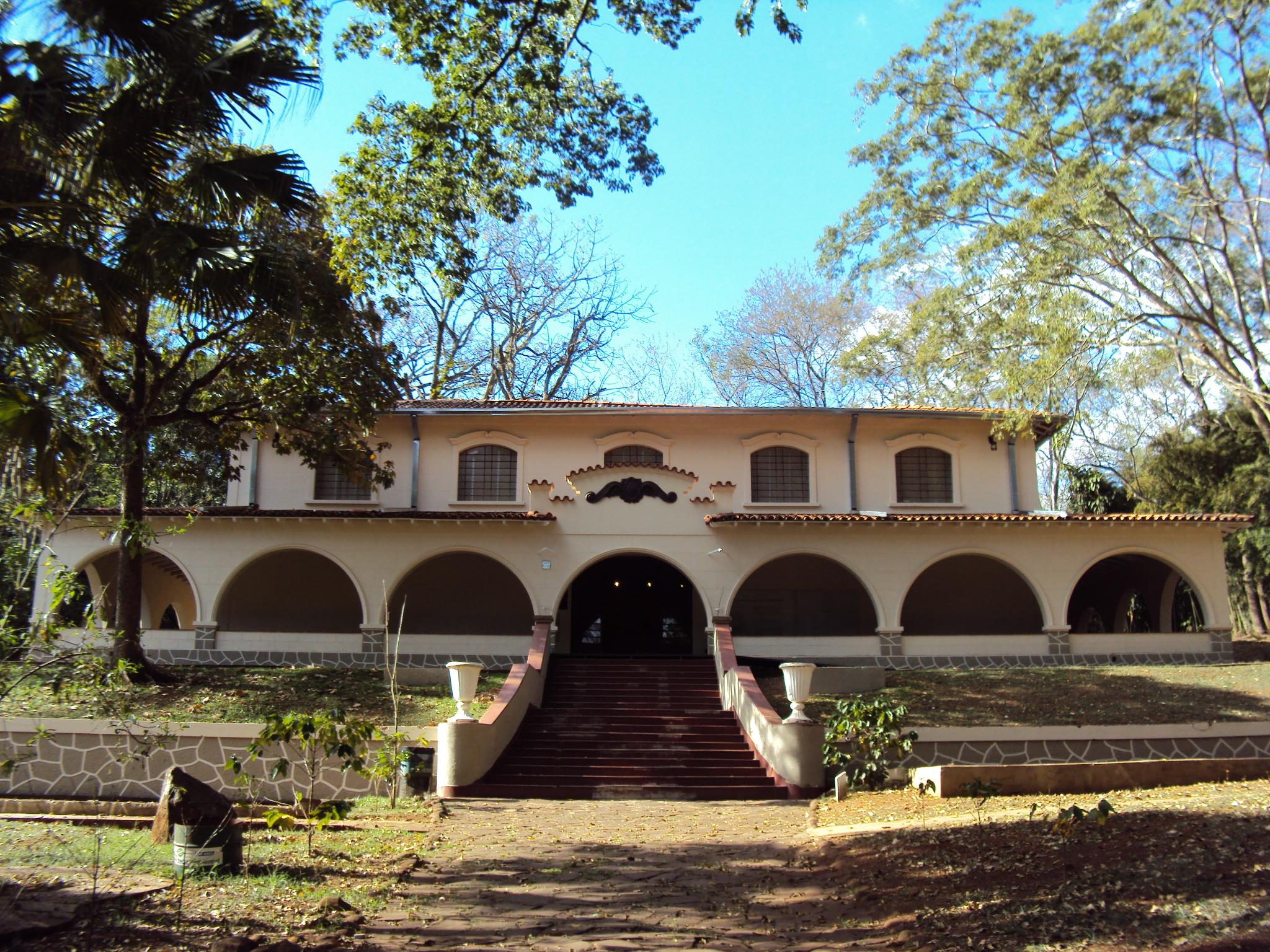
Museu do Café "Cel. Francisco Schmidt", anexo à USP

Além dos atrativos cênicos, Ribeirão Preto ainda possui uma banda de monumentos históricos, atrativos naturais e lugares para visita. Há, por exemplo: a Praça Alto do São Bento, localizada no ponto mais elevado do município, onde está a escultura de bronze do Sagrado Coração de Jesus, idealizado pelo Monge Beneditino D. Casimiro Mazetti, e inaugurada em 1952; a Avenida Nove de Julho, que abriga cerca de 30 bancos, entre comerciais e de investimentos, além de seguradoras, consórcios, bares, restaurantes e lanchonetes; o Palácio Rio Branco, inaugurado em 26 de maio de 1917, que sedia a Prefeitura, a Secretaria de Governo, Secretaria da Casa Civil,  Coordenadoria de Comunicação Social, Astel (Assessoria Técnica Legislativa), Seção de Leis e Decretos; a Choperia Pinguim, choperia fundada na década de 1930 que hoje tem destaque nacional e até internacional; o "Quarteirão Paulista", conjunto arquitetônico que abrange o Teatro Pedro II, o prédio do antigo Palace Hotel e o Edifício Meira Júnior, onde funciona o "Pinguim" e a Praça XV de Novembro, marco de referência histórica e geográfica que localiza-se na região central da cidade e começou a ser construída em 1900.

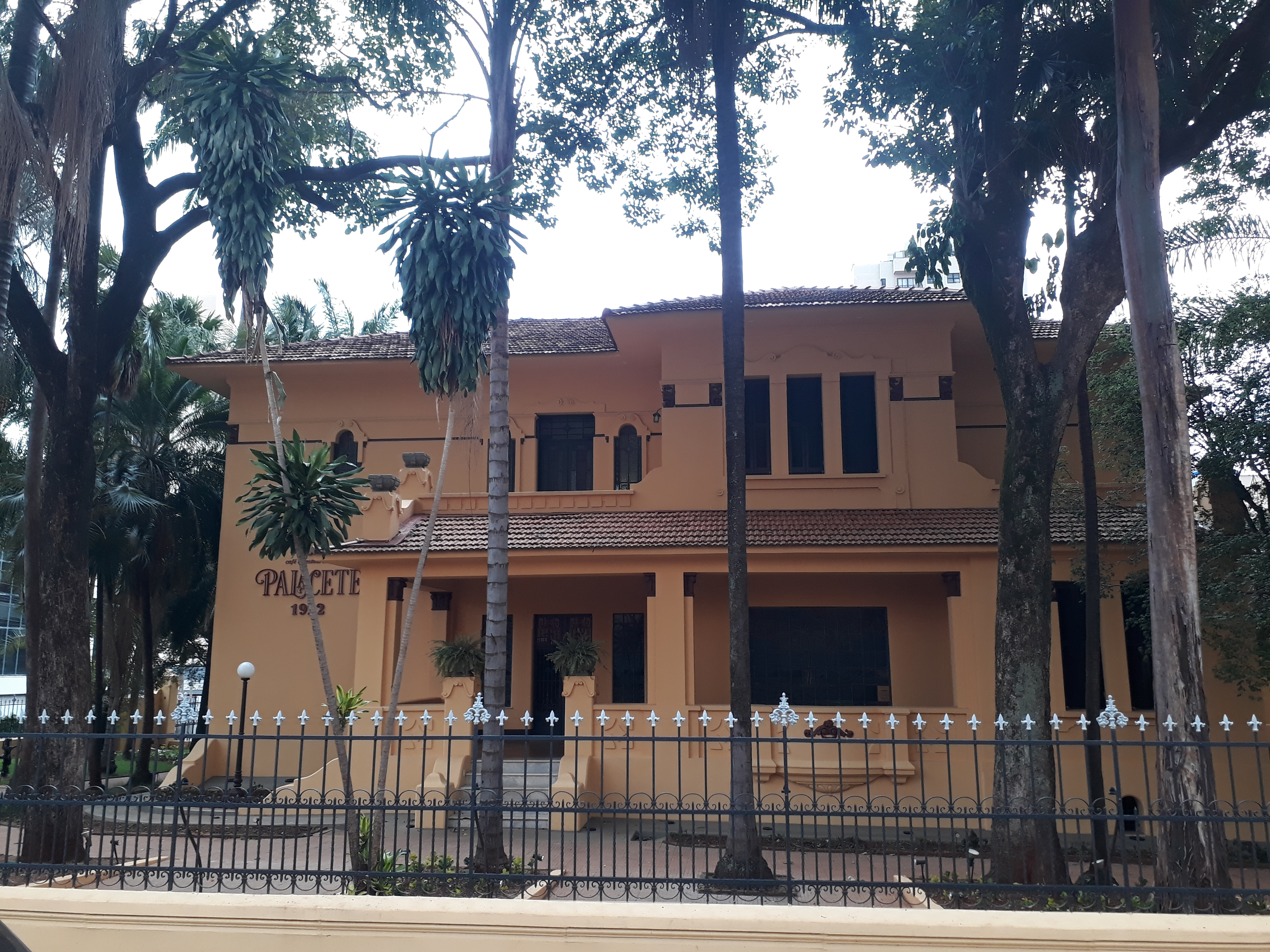
Palacete 1922 - Restaurante e Café

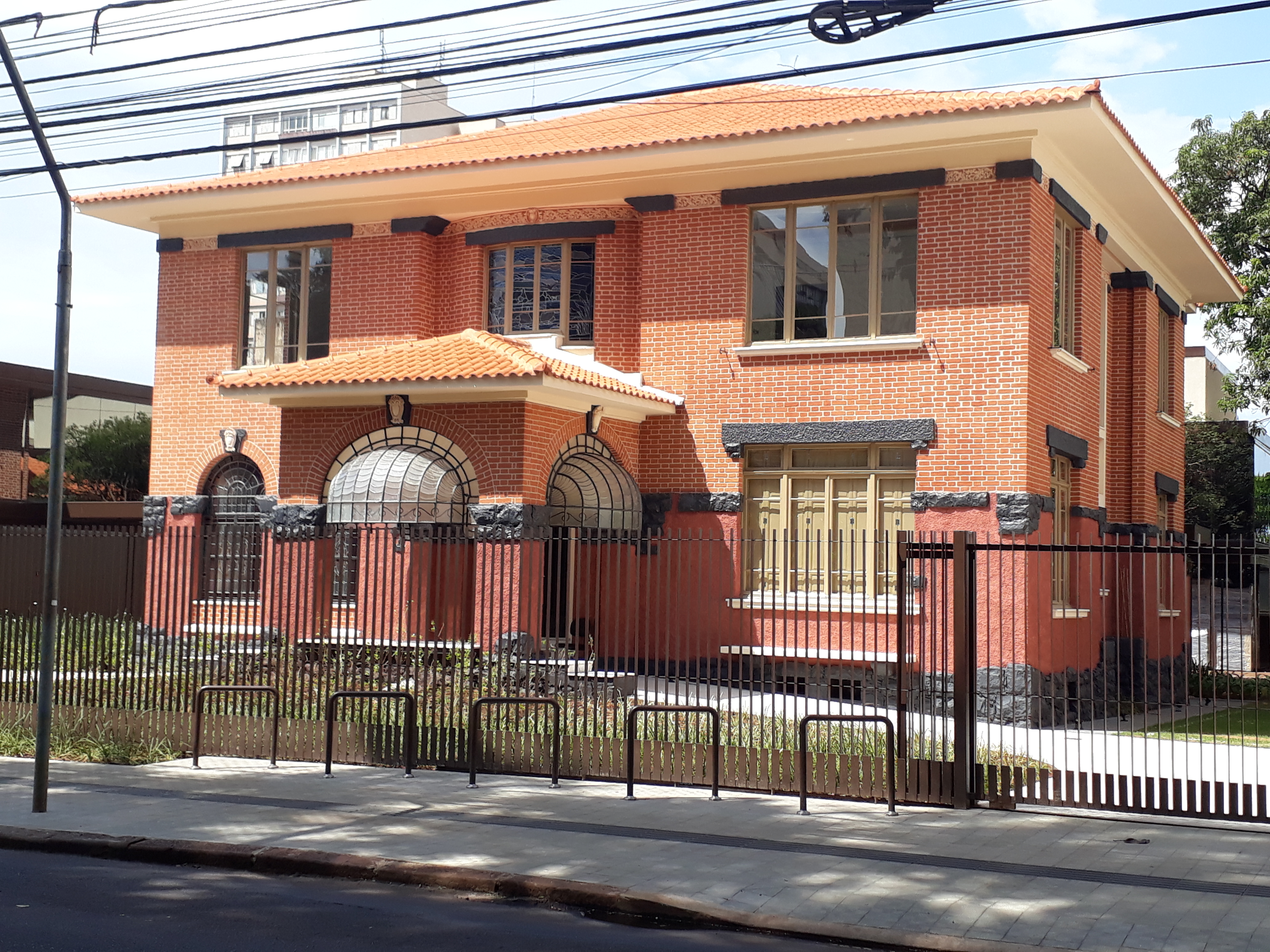
Biblioteca Sinhá Junqueira

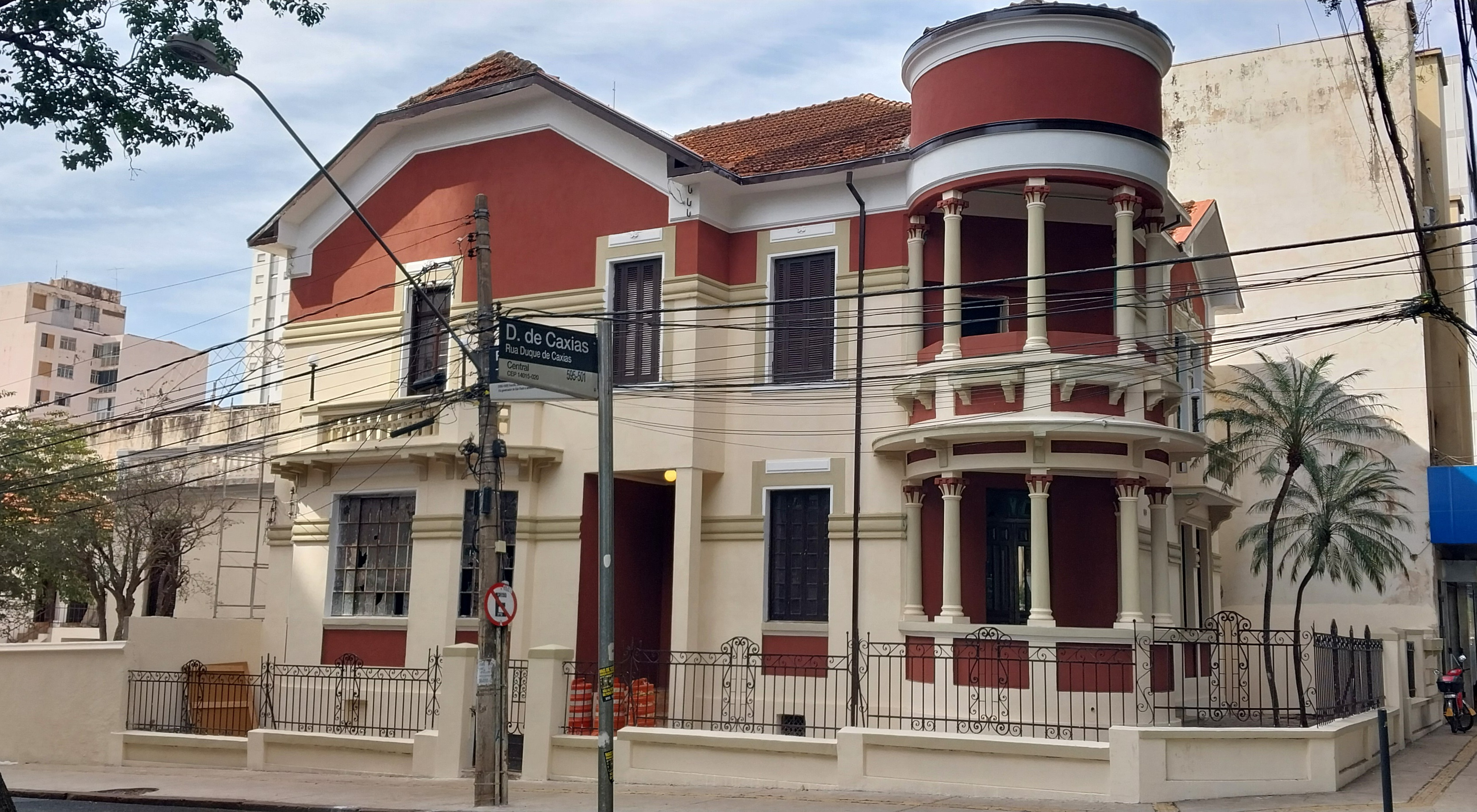
Palacete Camilo de Mattos (em restauro)

Alguns museus se destacam na cidade, como o "Museu do Café Francisco Schimdt", que foi construído no início de 1950, conhecido por guardar a mais importante coleção de peças do Estado de São Paulo sobre a História do Café. Seu acervo é formado por grandes esculturas, carros de boi, troles, máquinas de beneficiar café, além de fotos do período áureo do café da região de Ribeirão Preto. Outro museu de grande relevância é o Museu de Arte de Ribeirão Preto Pedro Manuel-Gismondi (MARP). A cidade dispõe de outros museus, como Museu de Ordem Geral e Museu da Imagem e do Som. Além da novíssima Casa da Memória Italiana, que pretende ser cenário de um acervo multimídia com os relatos das famílias que formaram a cultura de Ribeirão Preto. As histórias das três famílias proprietárias do imóvel são as primeiras a compor o patrimônio do espaço. A casa foi construída por uma fazendeira de café e comprada em 1941 por Pedro Biagi, avô do empresário Maurílio Biagi Filho, um dos atuais donos do casarão.
O Palacete Jorge Lobato foi construído em 1922, a pedido do engenheiro Jorge Lobato, que hoje batiza o casarão. Ele foi vereador em Ribeirão Preto entre as décadas de 1920 e 1930, chegando a ser presidente do Legislativo. Além disso, ele era comerciante e fazendeiro na região. O imóvel foi tombado pelo Conppac (Conselho Municipal de Preservação do Patrimônio Cultural) de Ribeirão Preto em 2008. Contudo, a edificação ficou fechada 20 anos, sem receber a manutenção adequada, entrando em estado de deterioração. Em 2014, o casarão foi adquirido pelos irmãos arquitetos Ingrid e Hector Sominami, que iniciaram a restauração no ano seguinte em uma parceria com alunos e professores de arquitetura do Centro Universitário Moura Lacerda. Os trabalhos foram concluídos em 2017. Depois de passar por restauração, o Palacete Jorge Lobato, que fica na esquina das ruas Florêncio de Abreu e Álvares Cabral, no Centro de Ribeirão Preto, virará um restaurante e café. O nome: Palacete 1922.
A histórica Biblioteca Altino Arantes, que foi projetada pelo escritório de Ramos de Azevedo, serviu de moradia para o Coronel Quito Junqueira e Sinhá Junqueira antes de virar um dos maiores acervos literários da região. A transformação, no entanto, só ocorreu por conta de um testamento deixado pelo casal. E o pedido era específico: criar uma fundação e transformar a casa em biblioteca pública. Foi em 1955 que o sonho de Sinhá nasceu, mas com o nome de Biblioteca Cultural de Ribeirão Preto. A instalação temporária ocorreu na rua São Sebastião, mas, pouco tempo depois, passou a funcionar na rua Duque de Caxias, 547. O prédio se tornou biblioteca em 1955, um ano após a morte de Sinhá Junqueira e, em 1980, foi colocado sob regime especial de proteção. Depois de dar acesso aos livros à população por 60 anos, a edificação de estilo neocolonial, que se constitui um elo entre o passado e o presente do município, finalmente pode ser restaurada e ampliada para desenvolver melhor a sua função e resgatar uma parte do glamour que envolveu a região central do município, na época em que era habitada pelas famílias mais abastadas. A iniciativa é da Fundação Educandário Coronel Quito Junqueira, que hoje é responsável pelo patrimônio. O projeto, realizado por Dante Della Manna Arquitetura no final de 2018, prevê, além da restauração, uma ampliação de 890 m² na edificação, o que aumentaria a área atual de 600 m² para 1.490 m².

### Feriados
Em Ribeirão Preto há quatro feriados municipais, oito feriados nacionais e seis pontos facultativos. Os feriados municipais são o dia de São Sebastião, padroeiro municipal, em 20 de janeiro; o dia do aniversário da cidade, comemorado em 19 de junho; e o Dia da Consciência Negra, em 20 de novembro. De acordo com a lei federal nº 9.093, aprovada em 12 de setembro de 1995, os municípios podem ter no máximo quatro feriados municipais de cunho religioso, já incluída a Sexta-Feira Santa.